# Nouvelle-Calédonie
Pour les articles homonymes, voir Nouvelle-Calédonie (homonymie).
La Nouvelle-Calédonie est un ensemble d'îles et d'archipels français, faisant partie de la Mélanésie et de l'Océanie lointaine. Située en mer de Corail, une mer bordière de l'océan Pacifique sud, sa superficie terrestre totale est de 18 575,5 km2, et son île principale, la Grande Terre, est longue de 400 km et large de 64 km. Sa principale commune est Nouméa, seule grande ville de l'archipel. Le Grand Nouméa (avec les communes voisines de Païta, Dumbéa et Mont-Dore) compte 173 814 habitants, soit un peu moins des deux tiers des 264 596 personnes peuplant l'archipel.
La Nouvelle-Calédonie relève de la souveraineté française depuis 1853. Administrée sous le statut de collectivité sui generis (code géographique 988), elle regroupe trois provinces à vaste champ de compétence ayant elles-mêmes chacune le statut de collectivités territoriales de la République française. C'est un pays et territoire d'outre-mer de l'Union européenne, elle ne fait donc pas partie de l'espace Schengen.
Son statut institutionnel actuel lui reconnaît un degré fort d'autonomie et le droit à l'autodétermination, suivant un processus original de décolonisation et de construction d'un destin commun entre le peuple autochtone, les Kanaks qui représentent 41% de la population, et les autres communautés de l'archipel tels les européens anciennement établis dits Caldoches, les métis, et les habitants d'origine polynésienne, métropolitaine ou encore asiatique. La Nouvelle-Calédonie est inscrite sur la liste des territoires non autonomes selon l'Organisation des Nations unies — donc considérée comme non-décolonisés —, de 1946 à 1947 et depuis 1986.
Elle dispose de signes identitaires qui lui sont propres, aux côtés des emblèmes nationaux français (un hymne, une devise et une graphie spécifique des billets de banque). La question de son drapeau et de son nom font en revanche débat, les indépendantistes utilisant généralement l'appellation de Kanaky (en référence au peuple kanak) et disposant de leur propre drapeau depuis 1984, deux options rejetées généralement par les non-indépendantistes qui peuvent défendre pour leur part des positions assez diverses (statu quo, association des emblèmes indépendantistes à ceux de la France, ou invention de nouveaux symboles communs à l'ensemble des communautés vivant dans l'archipel).

## Histoire

### Peuplement et sociétés pré-européennes (avant 1774)

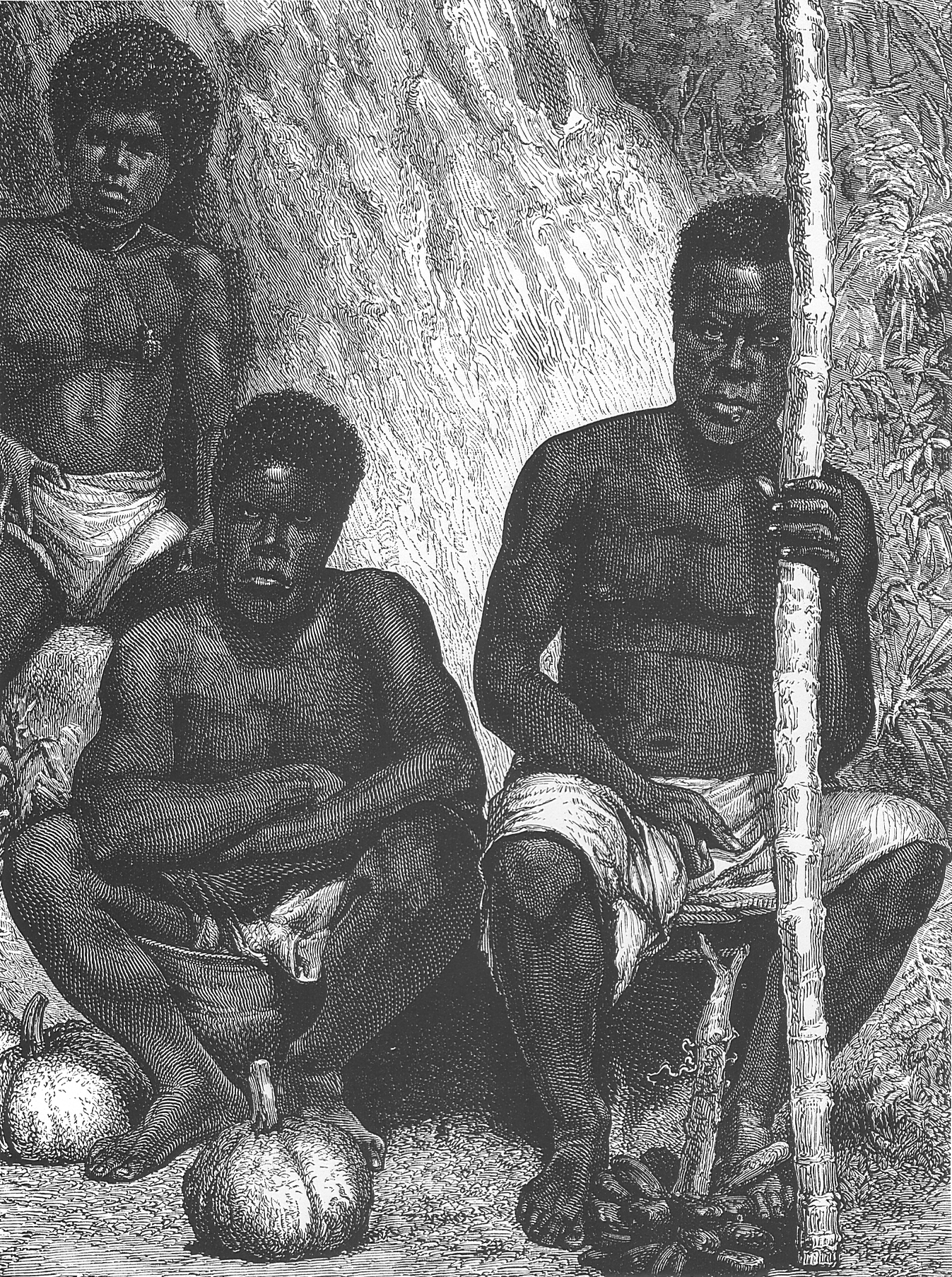
Habitants autochtones de Nouvelle-Calédonie, vers 1880.

Les Kanaks, peuple autochtone de Nouvelle-Calédonie, font partie des populations austronésiennes. Une étude génétique publiée en 2020 suggère que les racines profondes des locuteurs austronésiens sont originaires des populations néolithiques de l'Asie du sud-est et datent d'au moins 8 400 ans,. Une autre recherche interdisciplinaire associant notamment archéologie, ethnobotanique et linguistique a permis de reconstituer une diffusion géographique des langues austronésiennes et de techniques agricoles. Selon la théorie dite « sortie de Taïwan » (Out of Taiwan), il y a 6 000 ans (4000 av. J.-C.), des habitants du littoral de la Chine du Sud, cultivateurs de millet et de riz, commencent à traverser le détroit pour s'installer à Taïwan. Vers 2500 av. J.-C., ces langues et ces techniques se diffusent de Taïwan vers les Philippines, puis des Philippines vers Sulawesi et Timor et de là, les autres îles de l’archipel indonésien. Vers 1500 av. J.-C., un autre mouvement mène des Philippines en Nouvelle-Guinée et au-delà, les îles du Pacifique. Les Austronésiens sont sans doute les premiers navigateurs de l'histoire de l'humanité.
Comme l'attestent des fragments de poterie Lapita retrouvés, les premiers habitants de la Nouvelle-Calédonie auraient posé le pied sur le territoire il y a environ 3 000 ans. On appelle Lapita la période de 1300 à 200 av. J.-C. C'est à Koné sur la côte ouest de la Grande Terre que furent découverts les premiers vestiges de la civilisation Lapita. Selon l'archéologue Christophe Sand : « Si les Lapitas sont bien les ancêtres des Kanaks, leur culture n’était pas du tout la même, ce qui n’est pas non plus facile à admettre. »
Durant la période suivante, Naia Oundjo (IIe siècle av. J.-C. - XIXe siècle), ce qui est appelé aujourd'hui la culture kanak commence à se différencier des autres cultures mélanésiennes, elles aussi issues de cette migration austronésienne. Ils maîtrisent l'art de la pierre polie, et fondent leur civilisation sur la culture de la terre (horticulture sur brûlis, principalement culture sur billons des ignames et culture en terrasses irriguées de taros) et une organisation sociale basée sur une structure clanique. Lors de rituels guerriers, des clans pratiquent aussi l'anthropophagie. À partir du début du IIe millénaire et jusqu'à l'arrivée des premiers Européens, les clans se sédentarisent, les langues kanak se singularisent et de grandes entités socio-linguistiques distinctes plus ou moins territorialisées, à l'origine des actuels « pays » ou « aires coutumières », apparaissent. Malgré cela, les échanges et alliances, notamment matrimoniales, restent importants d'un « pays » à l'autre, d'une île à l'autre, tandis que des apports extérieurs réguliers (notamment de Wallis, dans le cadre des tāvaka ou « voyages » d'exploration réalisés par les habitants de cette île, ou des archipels du Vanuatu ou des Fidji) influencent grandement certaines régions.
Le terme de « kanak », longtemps péjoratif et véhiculé à la colonisation sous la graphie « canaque », vient de l'hawaïen kanaka. Le chef historique de la revendication nationaliste et indépendantiste Jean-Marie Tjibaou, à travers sa pièce Kanaké écrite pour le festival Mélanésia 2000 en 1975, a joué sur l'homonymie de ce terme avec le nom du héros d'un mythe régional de l'aire paicî, « Tein Kanaké », afin, selon Mounira Chatti, maître de conférences en littérature comparée à l'université de la Nouvelle-Calédonie, « de réaliser le glissement de Kanaké, code onomastique donné au héros dans les différentes versions du récit originel, vers un nouveau Kanaké, héros national qui parle au nom de la nation kanak. La recherche de l'unité kanak amène le futur chef de file du mouvement indépendantiste à purger le mythe d'origine de son caractère régionaliste pour « le hisser au rang d'épopée nationale » (Bensa, 1987 : 428) ».

### Premiers contacts avec les Européens (1774-1853)

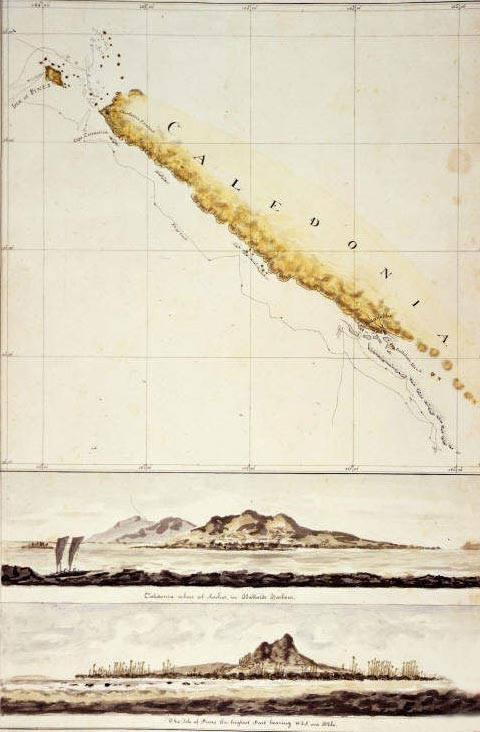
Carte historique par William Hodges en 1774 (British Library).

Le 4 septembre 1774, l'enseigne de vaisseau James Colnett aperçoit à l'horizon une terre inconnue des Européens. Il se trouve à bord du bâtiment commandé par le navigateur et explorateur anglais James Cook, le HMS Resolution, durant son deuxième voyage. Cook baptise cette terre New Caledonia en l'honneur de l'Écosse. En effet, l'aspect des côtes lui aurait rappelé cette région de Grande-Bretagne, dont le père de Cook est originaire (Caledonia est l'ancien nom latin de la province correspondant à l'Écosse britannique). Le premier contact avec des Kanaks a lieu le lendemain, à Balade au nord-est de la Grande Terre, puis l'expédition britannique longe la côte Est et arrive jusqu'à l'île des Pins le 23 septembre 1774.
Il est probable qu'en 1788, l'expédition française conduite par La Pérouse reconnaît la côte ouest à bord de La Boussole et de L'Astrolabe, juste avant de sombrer dans un naufrage sur le récif de Vanikoro aux Îles Salomon. En juin 1792, le contre-amiral français Antoine Bruny d'Entrecasteaux, parti en 1791 à la demande de Louis XVI pour retrouver La Pérouse, passe au large de l'île des Pins et la côte sud de la Grande Terre, puis reconnaît en avril et mai 1793 la côte ouest de la Grande Terre et se serait arrêté notamment aux Îles Loyauté. Néanmoins, on attribue la découverte de ces dernières à l'explorateur français Jules Dumont d'Urville en 1827 puis 1840 qui fut le premier à les situer précisément sur une carte.
Par la suite, à partir des années 1820, l'essor de la chasse à la baleine et de l'exploitation du bois de santal ou d'autres ressources insulaires (nacre, coprah, holothuries, écailles de tortues marines, etc.) amènent régulièrement des navires européens, essentiellement anglo-saxons, sur les côtes de cet archipel. Certains marins, aventuriers naufragés (beachcombers) ou négociants (traders), s'installent, fondent des familles avec des femmes mélanésiennes et créent de véritables comptoirs pour assurer les échanges entre populations autochtones et bateaux européens. C'est le cas, par exemple, de l'anglais James Paddon à l'île des Pins puis surtout à l'île Nou.
À ces marins et négociants s'ajoutent rapidement les acteurs de l'évangélisation de l'Océanie. Les missionnaires anglais de la London Missionary Society, LMS décident, à partir de 1797, de christianiser le Pacifique. L’archipel néo-calédonien est atteint en 1840. Les missions protestantes reposent sur quelques hommes originaires d'autres archipels, les teachers (« enseignants »), des catéchistes samoans et rarotongans (comme Paoo). Ils débarquent en 1841 à l'île des Pins et en 1842 à Touaourou (Sud de la Grande Terre). Ils en sont chassés en 1842. La LMS s'installe aux îles Loyauté en 1841 avec plus de succès, le plus grand rencontré en Mélanésie.
Les premières conversions d’Océaniens à la foi protestante incitent les pères de la Société de Marie, missionnaires catholiques, à s’implanter en Mélanésie. Fin 1843, un navire de guerre français amène à Balade via Wallis un évêque, Guillaume Douarre,, et quatre missionnaires maristes, dont le Père Benoît Forestier et le Père Pierre Rougeyron. Les missionnaires maristes, comme les protestants, réprouvent l’anthropophagie et regrettent que la femme soit accablée de travaux. Ils luttent contre la polygamie ou l’usage d’abandonner les malades. Mais les Kanak attaquent, en 1847, la mission de Balade où le frère Blaise Marmoiton est tué (étant considéré aujourd'hui comme un martyr par les catholiques). Les maristes s'implantèrent, avec succès cette fois, à l'île des Pins en 1848, ce qui va servir de base à l'évangélisation de la Grande Terre. Les missionnaires catholiques revinrent à Balade en 1851.
Ces premiers contacts avec les Européens transforment rapidement et profondément les sociétés mélanésiennes, sur le plan technologique (l'outillage en fer remplaçant celui en pierre), alimentaire (introduction de nouvelles espèces, dont surtout le cochon, ou de l'alcool), religieux, social et démographique (abandon de la polygamie, de l'anthropophagie, des pratiques de régulation de la natalité, « choc microbien » et alcoolisme entraînant le début probable d'un déclin démographique),.

### Colonisation française de la Nouvelle-Calédonie (1853-1944)

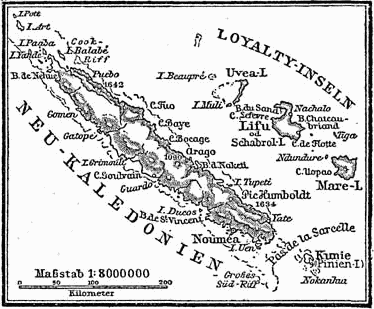
Carte historique extraite de l'encyclopédie allemande Meyers Konversations-Lexikon de la Nouvelle-Calédonie et des îles Loyauté.

La France de Napoléon III cherche une terre nouvelle, libre de toute occupation européenne, pour y fonder une colonie pénitentiaire. Par ailleurs, la France souhaite renforcer sa présence dans le Pacifique, encore faible face aux Néerlandais et surtout Britanniques, alors que ces derniers envisagent d'annexer la Nouvelle-Calédonie. La Nouvelle-Calédonie est finalement proclamée colonie française à Balade le 24 septembre 1853 par le contre-amiral Febvrier-Despointes.
Puis, sous le commandement du capitaine de vaisseau Louis-Marie-François Tardy de Montravel, arrivés sur le navire La Constantine, le 25 juin 1854, les militaires français fondent au sud-ouest de la Grande Terre Port-de-France pour servir de chef-lieu à la colonie, simple garnison qui devient rapidement une petite ville et prend le nom de Nouméa le 2 juin 1866.
Le 14 janvier 1860, la Nouvelle-Calédonie devient une colonie à part entière, affranchie de la tutelle de Tahiti. Son premier gouverneur, nommé en 1862, le contre-amiral Charles Guillain, est chargé d'organiser la mise en place du bagne et donc de trouver des terres (non seulement pour garder les bagnards purgeant leur peine, mais aussi pour les terres confiées aux libérés qui ont l'obligation toutefois de doubler leur peine dans la colonie tout en étant « libres », le but étant de les pousser à s'installer définitivement). Il sera aidé dans sa tâche par Albert Candelot (1840-1920), polytechnicien, promu lieutenant, qui devient chef du service topographique de 1864 à 1868, où il dresse la carte de l'île.
Charles Guillain va le faire en jetant les bases du futur statut de l'indigénat (qui va être formalisé en 1887), imposant une politique de cantonnement, fondée sur l'idée de « propriété collective » sur un modèle fouriériste et de « réserves autochtones » pour les Mélanésiens dont les terres sont organisées en « tribus » ou « chefferies ». Plus tard, en 1898, ces « tribus » vont être regroupées dans de « grandes chefferies » ou « districts ». Le premier convoi pénitentiaire arrive le 5 janvier 1864 (250 transportés ou délinquants et criminels de droit commun, et relégués ou auteurs de délits ou petits crimes récidivistes) à bord de l'Iphigénie.

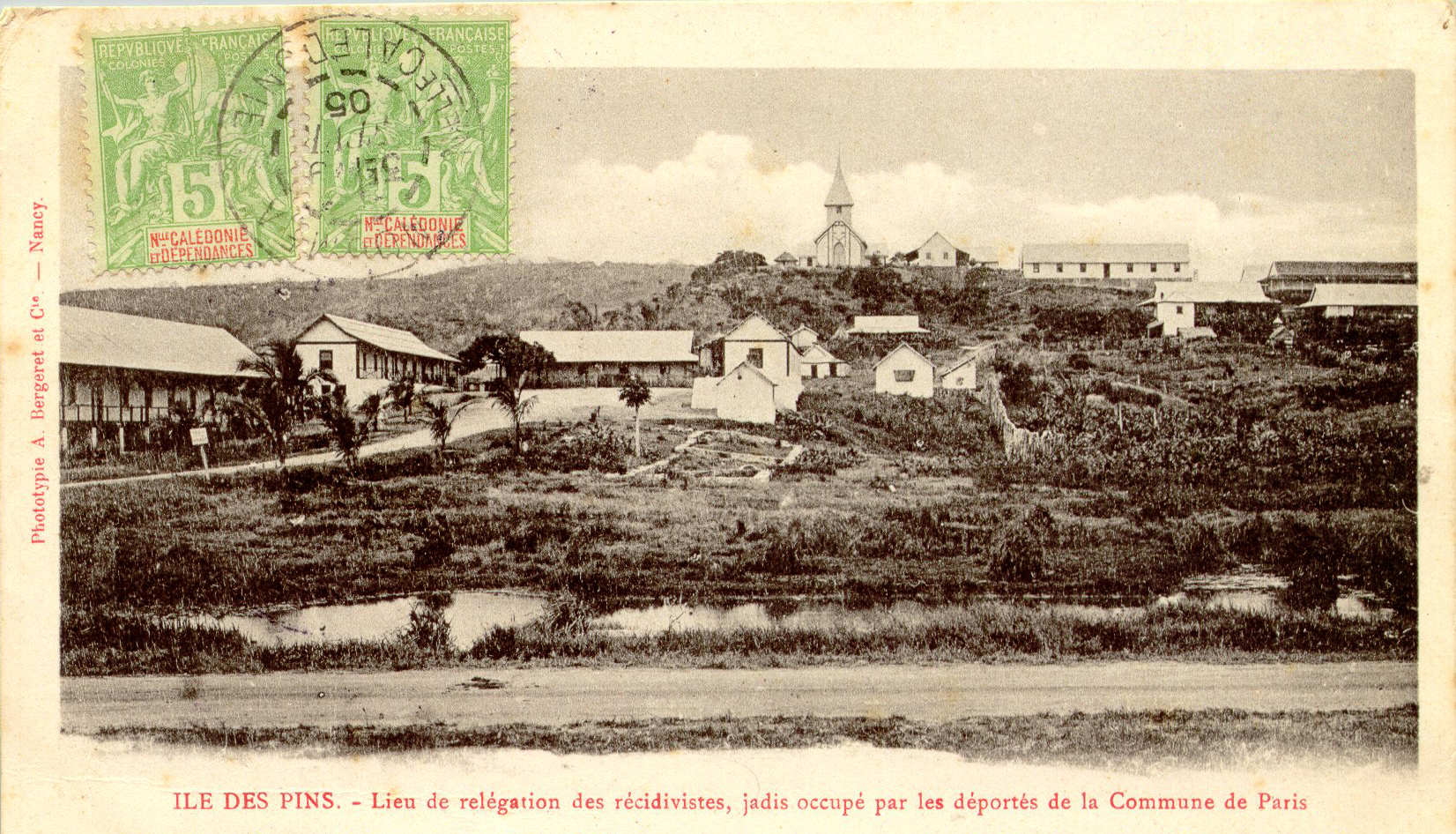
Le bagne des relégués à Ouro, sur l'île des Pins (carte postale, A. Bergeret & Cie, vers 1905).

En plus de ces transportés, après la Commune de Paris, la Nouvelle-Calédonie sert de lieu de déportation pour de très nombreux anciens communards condamnés par les conseils de guerre mis en place par le gouvernement d'Adolphe Thiers. De même, plus de 2 000 condamnés d'Afrique du Nord, essentiellement des résistants algériens à l'occupation française dès 1830, furent envoyés dans les bagnes de Nouvelle-Calédonie. La présence des bagnards de « la Nouvelle » constitue un apport de main d'œuvre considérable, à l'origine des principaux grands travaux menés dans la seconde moitié du XIXe siècle aussi bien à Nouméa (aménagement du plan urbain avec remblaiement, construction de monuments comme la cathédrale ou le temple protestant, etc.) qu'en « Brousse » (routes, ponts, tunnels, etc.). Le nombre de pénaux présents en Nouvelle-Calédonie est monté jusqu'à 11 110 en 1877, soit les deux tiers des Européens présents dans la colonie, et en 1897, date de l'arrêt des convois de transportés et relégués, ils sont encore 8 230. La présence du bagne est toutefois peu à peu contestée par les colons libres qui subissent la concurrence de la main-d'œuvre des bagnards mais aussi de l'administration pénitentiaire qui accapare les meilleures terres. Un nouveau gouverneur nommé en 1894, Paul Feillet, se déclare contre le « robinet d'eau sale » que constitue la « transportation ». Elle sera interrompue en 1897, mais la déportation de prisonniers politiques continue (jusqu'en 1931) et les prisonniers du bagne vont y finir leur vie (en 1921, ils étaient encore 2 300). Le dernier détenu a été Cheikou Cissé, tirailleur condamné en 1918 à la déportation à perpétuité, jusqu'à son transfert en Guyane après la loi du 31 mars 1931 désaffectant définitivement la Nouvelle-Calédonie comme lieu de déportation.

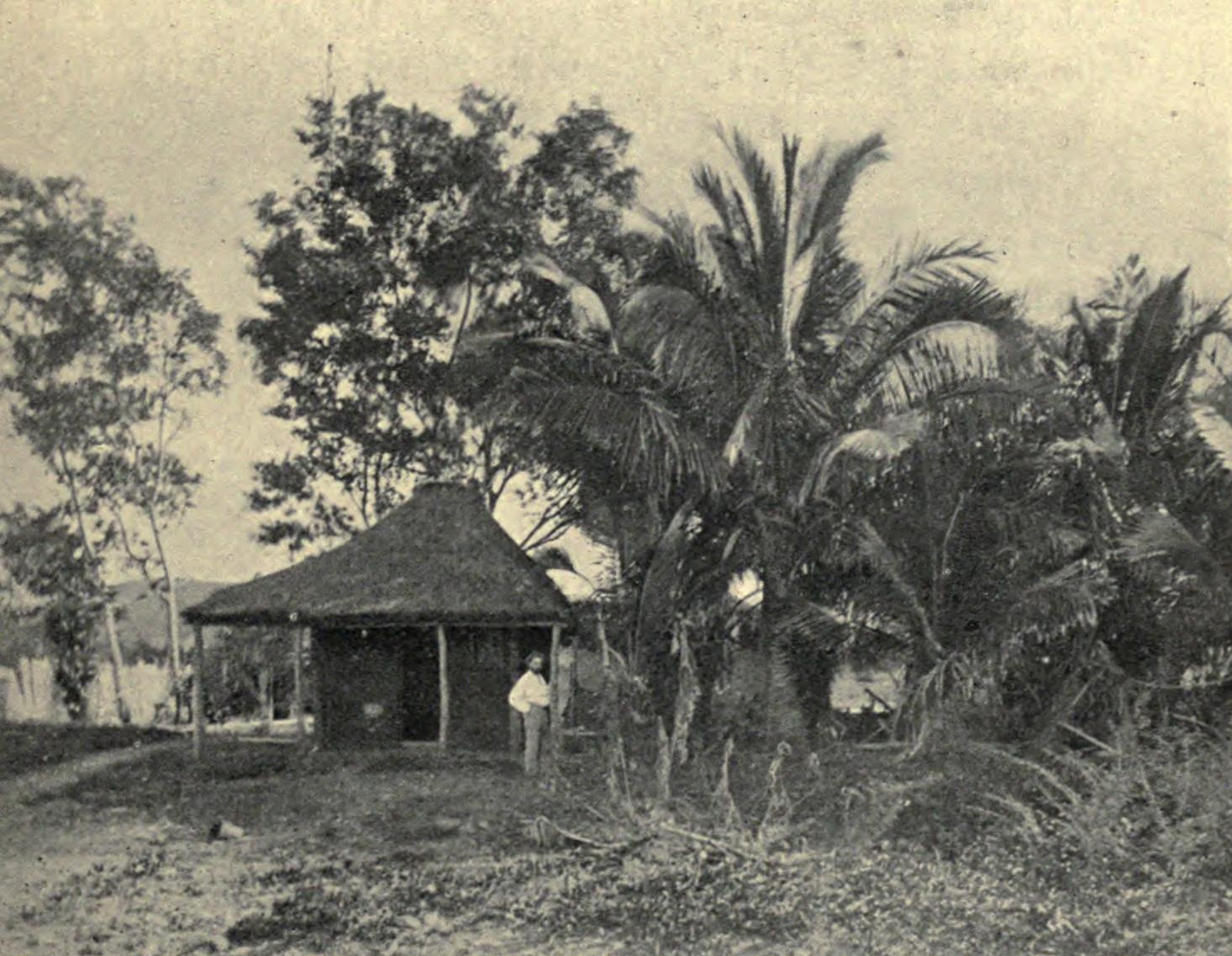
Un colon devant son habitation en « Brousse », avant 1906.

À la fin du XIXe et au début du XXe siècle, plusieurs tentatives de colonisation libre ou pénale sont des semi-échecs. Ainsi, dans ce dernier cas, en plus du « doublement » de la peine par l'installation forcée des bagnards sur des terres agricoles qu'ils doivent mettre en valeur, des femmes de la région bordelaise, condamnées par la justice, ont été rassemblées à Bordeaux pour embarquer vers la Nouvelle-Calédonie afin de s’y marier avec d’anciens bagnards devenus colons ; regroupées au « couvent » de Bourail, environ 600 mariages de ce type ont été célébrés entre 1870 et 1895. Ces colonisations entraînent l'installation durable de populations européennes libres qui, avec les libérés du bagne, sont installés sur des terres de l'île principale pour y pratiquer l'agriculture (essentiellement la culture du café, d'autres tentatives concernant la canne à sucre ou le coton s'étant révélés des échecs) ou l'élevage. Leur implantation ainsi que la politique foncière et de l'indigénat qui en découle, menée par l'administration coloniale, provoquent diverses révoltes kanakes, telle celle de 1878 menée par le grand-chef Ataï. À côté de cela, la découverte de ressources minérales importantes, notamment en nickel, attire des investisseurs (comme John Higginson, les établissements Ballande ou encore la famille Rothschild) et permet le développement d'une intense activité minière et métallurgique, dominée par la Société Le Nickel (SLN). Pour répondre au besoin de main d'œuvre, des travailleurs « engagés sous contrat » asiatiques sont recrutés, essentiellement des Japonais ou des Tonkinois dans les mines, et des Javanais pour le travail agricole ou la domesticité.
La Nouvelle-Calédonie participe à l'effort de guerre français pendant la Première Guerre mondiale de 1914 à 1918 : 2 025 soldats partent rejoindre les 177 Néo-calédoniens déjà mobilisés en Métropole : 1 047 Européens et 979 Kanaks (surnommés les « Niaoulis », ceux-ci se battent principalement dans le Bataillon mixte du Pacifique). 575 Néo-calédoniens sont déclarés morts pour la France : 382 Kanaks et 193 citoyens français,. Cette participation exacerbe les tensions créées par la colonisation, ce que confirme pour partie la révolte kanak de 1917.
En réponse à cette révolte, les autorités coloniales (tout particulièrement les gouverneurs Joseph Guyon puis Bernard Siadous) élaborent une « nouvelle politique indigène » à partir du milieu des années 1920. Le but est de constituer une élite mélanésienne assimilée à la culture républicaine, notamment en ouvrant l'enseignement public à certains enfants kanaks (généralement fils de responsables coutumiers), en formant des « moniteurs indigènes » pour créer des écoles laïques dans les réserves (où l'instruction était jusque là totalement abandonnée aux missions catholiques ou protestantes), en développant la culture du café ou l'exploitation du coprah par les Kanaks ou en créant des « commissions municipales » (ancêtres des conseils municipaux) dans les terres coutumières. À la même époque, en 1931, des Kanaks sont exposés, dans un enclos de cases, au Jardin d'acclimatation, à l'occasion de l'exposition coloniale de Paris.

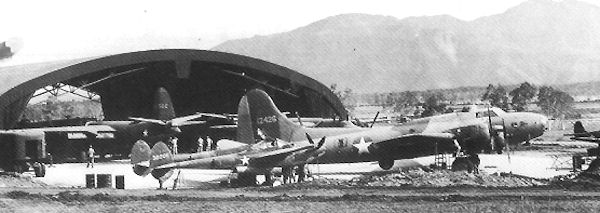
B-17 sur la base aérienne de La Tontouta en aout 1943.

Durant la Seconde Guerre mondiale, le ralliement de la Nouvelle-Calédonie à la France libre intervient dès le 19 septembre 1940. Un bataillon du Pacifique est recréé et se bat dans les Forces françaises libres aussi bien en Afrique du Nord qu'en Europe. La Nouvelle-Calédonie devient, de plus, à partir du 12 mars 1942 une importante base arrière américaine dans la guerre contre le Japon. D'ailleurs, la flotte américaine composée de l'USS Enterprise (CV-6) qui se dirigeait vers Guadalcanal avait séjourné à Nouméa. La présence des « GI » permet la modernisation ou le développement des infrastructures (routes goudronnées, construction de ponts métalliques, agrandissement des quais, création de pistes d'aviation à l'origine des futurs aéroports de La Tontouta ou de Magenta, électrification) et marque les modes de vie qui se modernisent (développement des « dancings », « snack-bars », « diners », drive-in, Coca-Cola, chewing-gum, etc.). Des idées nouvelles se diffusent également (« égalité raciale », communisme dans le bar-restaurant de Jeanne Tunica). La nécessaire organisation de la détente et du repos des soldats permet la constitution d'une véritable économie de loisirs qui enrichit de nombreux Néo-calédoniens. Les Américains emploient une main d'œuvre importante pour l'entretien du matériel et du réseau routier qu'ils recrutent parmi les « engagés » indonésiens ou Chân Dăng ainsi que parmi les « Indigènes ». Pour travailler en tant que dockers sur le port de Nouméa, ils font venir de nombreux Kanaks des îles Loyauté, qu'ils logent dans le camp de Montravel, contribuant ainsi à augmenter la présence mélanésienne en ville. Les salaires augmentent pour toutes les couches de la société. Beaucoup de Néo-calédoniens ont gardé une certaine nostalgie de cette époque, et encore aujourd'hui, de nombreuses cérémonies commémorent tous les ans cette période autour du mémorial américain situé au Port Moselle de Nouméa. Après-guerre, certaines demandes ont été envoyées à Washington pour faire de la Nouvelle-Calédonie le 51e État d'Amérique.
Pendant la Seconde Guerre mondiale, la Nouvelle-Calédonie, située à moins de 1 500 kilomètres de Guadalcanal — théâtre de l’un des tournants majeurs de la guerre du Pacifique —, devint progressivement une base stratégique de première importance pour les forces américaines. Jusqu’à 200 000 soldats américains y furent stationnés simultanément, alors que la population locale n’excédait pas 50 000 habitants. L’île abrita, à son apogée, le deuxième port de l’US Navy dans le Pacifique, après celui de San Francisco.
Dans ce contexte, le président des États-Unis, Franklin D. Roosevelt aurait envisagé, un temps, l’annexion de la Nouvelle-Calédonie. Ce projet, conçu sans concertation avec le gouvernement français, s’inscrivait dans une logique de compensation pour les importants soutiens matériels fournis à la France libre dans le cadre du programme de prêt-bail car Roosevelt estimant que la France libre serait incapable de rembourser le Prêt-bail. Roosevelt, qui entretenait des relations tendues avec le général de Gaulle, aurait également vu dans cette initiative un moyen de contrebalancer l’influence gaulliste dans le Pacifique. Toutefois, ce projet fut rapidement abandonné, notamment en raison des enjeux diplomatiques liés à l’émergence de la guerre froide, de l'intransigeance du général De Gaulle sur la souveraineté de la France et de la nécessité de préserver les relations avec la France dans le nouvel ordre mondial d’après-guerre.

### Le boom du nickel (1945-1983)
Après la guerre, la France abandonne le terme de colonie et abolit le code de l'indigénat. Les Kanaks obtiennent la citoyenneté française, et donc le droit de vote, en trois temps : d'abord limité à 267 membres de l'élite mélanésienne (chefs coutumiers, anciens combattants ou religieux tels que curés, diacres ou pasteurs) en 1946 ; puis élargi à 60 % des Mélanésiens en âge de voter en 1951 ; finalement à toute la population majeure en 1957. Pour contrer l'influence grandissante du communisme auprès de ces nouveaux citoyens, les missions chrétiennes s'accordent avec les représentants de l'État pour créer deux organisations politiques visant à fédérer les électeurs kanaks : l'Union des indigènes calédoniens amis de la liberté dans l'ordre (UICALO) du côté catholique, l'Association des indigènes calédoniens et loyaltiens français (AICLF) pour les protestants. Ils vont ensuite s'unir en 1953 dans un parti, l'Union calédonienne (UC), qui, également soutenu par les descendants des « petits colons » de Brousse ainsi que par les syndicats de la Société Le Nickel ou de dockers, va dominer la vie politique locale jusque dans les années 1970. Car, désormais Territoire d'outre-mer (TOM), la Nouvelle-Calédonie obtient une assez forte autonomie avec la loi-cadre Defferre de 1956. Cette dernière est néanmoins réduite avec la mise en place de la Ve République, d'autant qu' au début des années 1960, la Nouvelle-Calédonie fut envisagée comme site d'essais nucléaires.
En parallèle, le Territoire connaît une croissance économique rapide et importante grâce à l'exploitation de « l'or vert » : c'est le « boom du nickel », la Nouvelle-Calédonie en devenant alors le troisième producteur mondial. Cela favorise de nouvelles vagues d'immigration, encouragées par les autorités françaises, en provenance des îles de Wallis-et-Futuna. Entre 1969 et 1976, la population de l'île s'accroît de plus de 20 % avec près de 20 000 nouveaux immigrants. Cette bonne santé économique s'accompagne d'une urbanisation galopante à Nouméa ainsi que dans ce qui commence à être sa banlieue et de grands travaux : le barrage de Yaté construit entre 1955 et 1959, les infrastructures sportives des IIe Jeux du Pacifique Sud de 1966 dont le stade Numa-Daly ou la piscine olympique du Ouen Toro, le revêtement des routes et le développement du réseau électrique sur la Grande Terre, l'aménagement des remblais du port autonome de Nouméa dans les années 1970 transformant l'ancienne île Nou en une presqu'île artificielle désormais baptisée Nouville.

### Les événements (1984-1988)

Drapeau de Kanaky, non officiel. Calqué sur le logotype du parti politique du FLNKS.

Les années 1980 voient les tensions entre opposants et partisans de l'indépendance atteindre leur paroxysme, les affrontements dégénèrent bientôt en insurrection quasi généralisée durant la période dite des « événements » (1984-1988). La violence culmine en 1988 avec la prise d'otages d'Ouvéa.
Cet épisode pousse les deux camps et leurs dirigeants à négocier. Les négociations sont symbolisées par une poignée de main qualifiée « d'historique » entre le loyaliste Jacques Lafleur (député et président fondateur du Rassemblement pour la Calédonie dans la République dit RPCR ou Rassemblement) et l'indépendantiste Jean-Marie Tjibaou (président unitaire du Front de libération nationale kanak et socialiste ou FLNKS, qui est une confédération de plusieurs partis dont l'UC). Elles aboutissent à la signature des accords de Matignon le 26 juin 1988 prévoyant la mise en place d'un statut transitoire de dix ans devant se solder par un référendum d'autodétermination pour que les Calédoniens se prononcent pour ou contre l'indépendance. Le 4 mai 1989, le leader indépendantiste kanak Jean-Marie Tjibaou est assassiné à Ouvéa par un militant kanak radicalisé lors de la commémoration des événements de 1988.
On estime que durant cette période environ 90 personnes sont tuées (gendarmes, militaires et civils) pour une population à l'époque de 160 000 habitants.

### Le «pacte trentenaire» (1988-2018)

Affiche commémorant le 25e anniversaire de la poignée de main de 1988 entre Jacques Lafleur et Jean-Marie Tjibaou, sur la façade de l'Hôtel de la Province Sud à Nouméa en 2013.

Projet de drapeau commun issu du concours du collectif pour un drapeau commun en 2010.

Se met alors en place une politique de rééquilibrage politique, économique, social et territorial en faveur des Kanaks. Cela passe notamment par la création des trois provinces dès 1989, d'une Agence de développement de la culture kanak (ADCK) qui va essentiellement gérer le Centre culturel Tjibaou réalisé par l'architecte Renzo Piano dans le cadre des Grands travaux de François Mitterrand et inauguré le 15 juin 1998, de programmes de formation (« 400 cadres » en 1989, remplacé en 2006 par « Cadres avenir ») et de l'Académie des langues kanak en 2007. Mais, surtout, la vente par Jacques Lafleur en 1990 de la Société minière du Sud Pacifique (SMSP) à la Société financière de la Province Nord (SOFINOR) puis les accords de Bercy signés en 1998 par cette dernière avec le groupe Eramet et la Société Le Nickel sous la tutelle du ministre de l'Économie Dominique Strauss-Kahn pour échanger les massifs miniers de Poum et du Koniambo, après plusieurs années de conflit social, permettent la construction d'une usine dans le Nord, mise en service en 2014. Grâce à cela, certains retards ont pu être rattrapés. Le programme « 400 Cadres » a notamment permis d'obtenir le premier médecin mélanésien (le Dr Paul Qaeze, médecin généraliste), tandis que « Cadres Avenir » a fêté, en juin 2008, son millième stagiaire, et compte à son actif notamment le deuxième médecin kanak (le Dr Jacques Lalié, de Lifou, diplômé en novembre 2007 et revenu sur le territoire en 2008). Le premier avocat kanak, en Nouvelle-Calédonie, Francky Dihace, a prêté serment à Nouméa le 11 août 2016, (le barreau de Nouméa compte 112 avocats). Concernant le rééquilibrage territorial, la construction de l'usine du nord s'est accompagnée de l'émergence d'une nouvelle zone urbaine, baptisée VKP (Voh-Koné-Pouembout) et dotée de nouvelles infrastructures publiques (la route transversale Koné-Tiwaka ouverte en 2000, le lycée polyvalent de Pouembout depuis 2016, le pôle sanitaire du Nord inauguré à Koné en 2018, le campus de Baco de l'université de la Nouvelle-Calédonie depuis 2020 ou le centre de détention de Koné ouvert en 2023). Mais, malgré cela, les inégalités restent fortes, et les migrations internes vers le Grand Nouméa continuent à être importantes.

### Référendums et nouvelles tensions (depuis 2018)
Les accords de 1988 sont complétés par l'accord de Nouméa du 5 mai 1998 qui prévoit une autonomie forte et repousse le référendum final sur la question de l'avenir institutionnel (indépendance ou maintien au sein de la République française) entre 2014 et 2018. En cas de rejet de l'indépendance, un second, puis un éventuel troisième référendum pourront être organisés selon des conditions précises. À l'issue des votes toujours opposés à l'accession à la pleine souveraineté, un nouvel accord devra être négocié. Surtout, le préambule jette les bases d'une « citoyenneté néo-calédonienne » qui doit se construire sur les bases d'une « double légitimité » et d'un « destin commun » partagés par les différentes communautés (Kanaks et non-Kanaks).

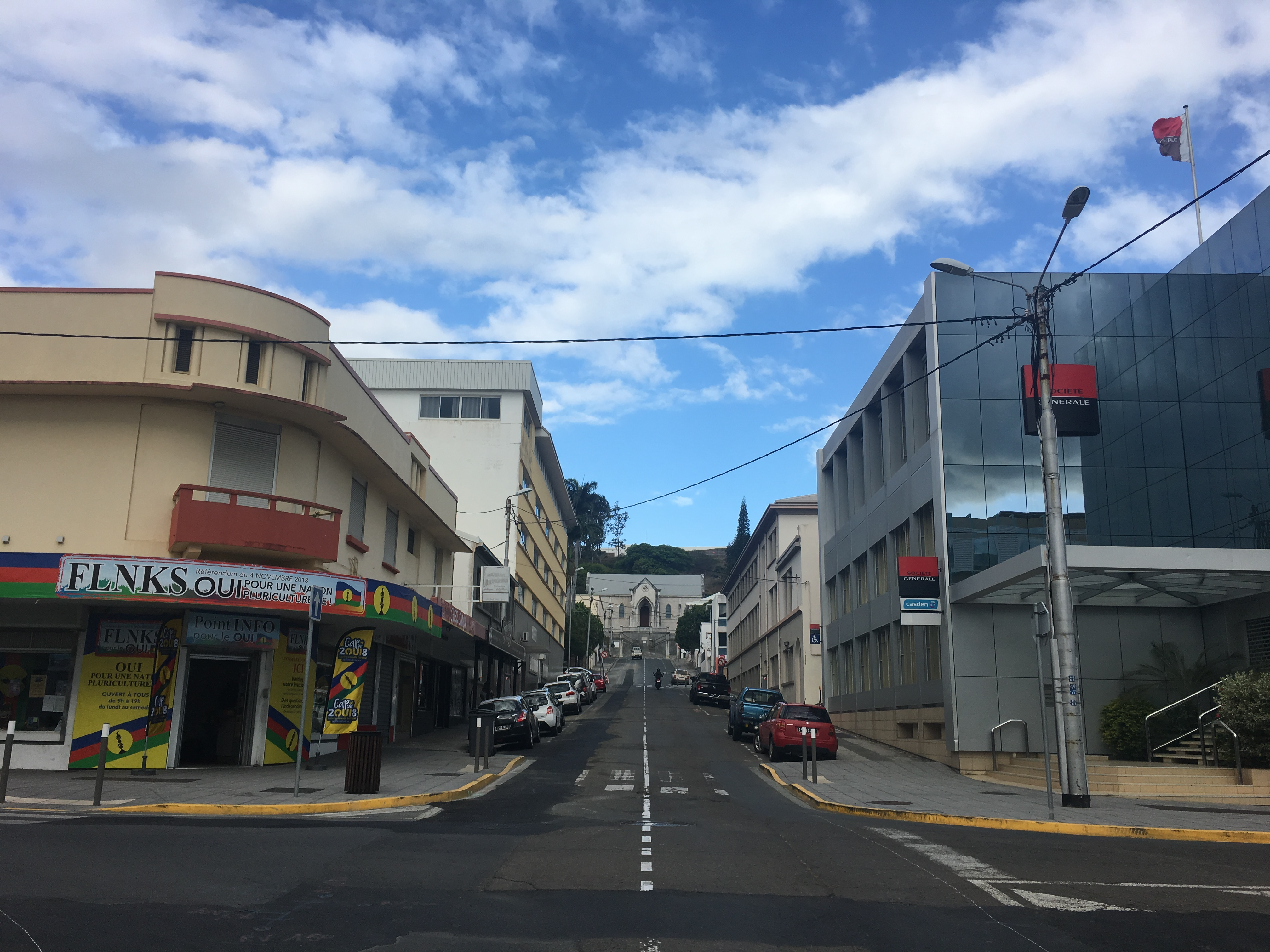
La permanence du FLNKS pour la campagne pour le « oui » au référendum de 2018 sur l'indépendance de la Nouvelle-Calédonie, rue de l'Alma à Nouméa.

Le Congrès de la Nouvelle-Calédonie fixe en mars 2018 la date du référendum qui a lieu le 4 novembre 2018, et pour lequel les corps électoraux sont gelés au préalable afin que « seul le peuple concerné puisse voter au scrutin[réf. nécessaire] ». Environ 7 700 personnes sont ainsi privées du droit de vote,. Le scrutin se tient le 4 novembre 2018, la population étant amenée à répondre à la question : « Voulez-vous que la Nouvelle-Calédonie accède à la pleine souveraineté et devienne indépendante ? ». Le « non » l'emporte par 56,4 % des votants,, et la Nouvelle-Calédonie reste ainsi au sein de la République française. Toutefois, l'accord de Nouméa prévoit la faculté d'organiser jusqu'à deux autres référendums. L'article 217 de la loi organique no 99-209 du 19 mars 1999 relative à la Nouvelle-Calédonie en précise le mécanisme : le tiers des membres du Congrès de la Nouvelle-Calédonie peut, à compter du sixième mois suivant la consultation (soit le 5 mai 2019), demander l'organisation de deux nouvelles consultations dans les deux et quatre ans après le premier référendum. Au sein du Congrès élu pour la période 2014-2019, les indépendantistes détiennent ensemble 25 sièges sur 54, soit un peu plus de 45 % de ses membres. Le référendum de 2020 sur l'indépendance de la Nouvelle-Calédonie initialement prévu le 6 septembre, est reporté au 4 octobre 2020 à la suite de la pandémie de covid-19. Le « non » l'emporte à 53,26 %.
Conformément à l'accord de Nouméa, la demande officielle pour un troisième vote ne pouvant avoir lieu qu'à partir du 4 avril 2021, elle intervient le 8 avril, les deux groupes FLNKS au Congrès, l'Union nationale pour l'indépendance (UNI) et l'UC, demandant la convocation d'un troisième référendum pour 2022 (l'UNI ayant initialement défendu un scrutin dès 2021). Le gouvernement français fixe au 12 décembre 2021 la date de ce troisième référendum. Toutefois, une partie des organisations indépendantistes appelle à la non-participation au scrutin, et moins de 44 % des électeurs se déplacent pour voter. Il donne comme résultat 96 % de non à l'indépendance et 3,5 % de oui.

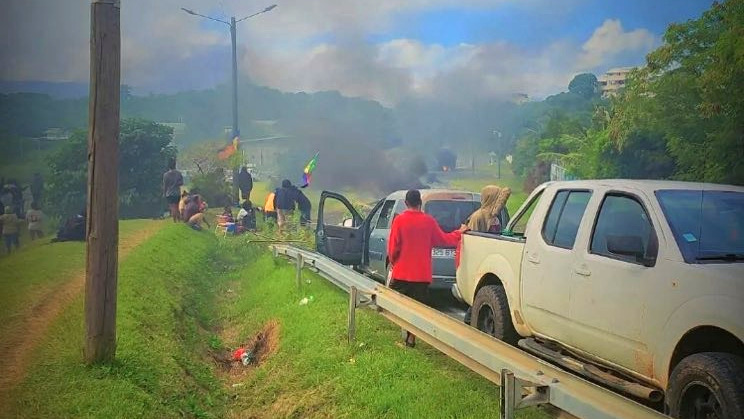
Barricade à Koutio-Koueta, dans la banlieue de Nouméa, lors des émeutes le 14 mai 2024.

Au delà de la consultation des électeurs sur le plan juridique, les habitants s'entendent difficilement au sujet de leurs signes identitaires, plus précisément, les signes auxquels ils appartiennent en tant que « Calédoniens » (outre leur communauté, kanak, wallisienne, vietnamienne, européenne, etc.). C'est pourquoi des débats font polémique sur place et créent des tensions palpables, notamment concernant le ou les drapeaux devant représenter la Nouvelle-Calédonie, mais aussi le nom même du territoire pouvant également être modifié à l'issue favorable du processus d'indépendance (en vertu de l'article 5 de la Loi organique no 99-209 relative à la Nouvelle-Calédonie). En effet la Nouvelle-Calédonie pourrait selon certains indépendantistes être renommée la Kanaky-Nouvelle-Calédonie, Nouvelle-Kanaky ou encore simplement Kanaky (en référence au peuple kanak). Néanmoins ces décisions seront conditionnées et votées à la majorité des trois cinquièmes des membres du Congrès.
À la suite des trois référendums qui ont tous rejeté l'indépendance, des négociations s'ouvrent à partir de 2022 ou 2023 en « bilatérales » (État-indépendantistes et État-loyalistes) sur l'établissement d'un nouveau statut pour la Nouvelle-Calédonie au sein de la République française.
En mai 2024, des émeutes ont lieu dans un contexte de débat sur un projet de réforme électorale sur le territoire, faisant 14 morts dont 2 gendarmes,,. L'état d'urgence est décrété.
Un an après le début des émeutes, le PIB a subi une décrue de 15%, 20% des salariés ont perdu leur emploi, l'ensemble des populations du territoire connaît des problèmes de subsistance, de logement, d'alimentation, d'approvisionnement de produits de première nécessité, les plus touchées étant les classes populaires les plus défavorisées. Les discussions sur l’avenir institutionnel de l’archipel sont au point mort, faute d’accord. Les propositions du ministre des Outre-mer Manuel Valls, dans un texte de « souveraineté partagée » qui prévoyait un « transfert et une délégation immédiate des compétences régaliennes », se sont heurtées au désaccord des Loyalistes et du Rassemblement qui y voient une « indépendance-association », mais aussi des membres du gouvernement français à l'origine du projet de révision constitutionnelle, parmi lesquels Gérald Darmanin et Sébastien Lecornu (qui ont eu un temps la charge du dossier calédonien), ainsi que Bruno Retailleau, et Emmanuel Macron lui-même.
En juillet 2025, l'Élysée et le gouvernement français organisent des négociations qui aboutissent à la signature d'un accord dit de Bougival d'évolution institutionnelle pour la Nouvelle-Calédonie entre les principaux dirigeants indépendantistes et non-indépendantistes. Celui-ci doit encore être approuvé par le Parlement français ainsi que par le Congrès de la Nouvelle-Calédonie et les Calédoniens eux-mêmes.

## Géographie

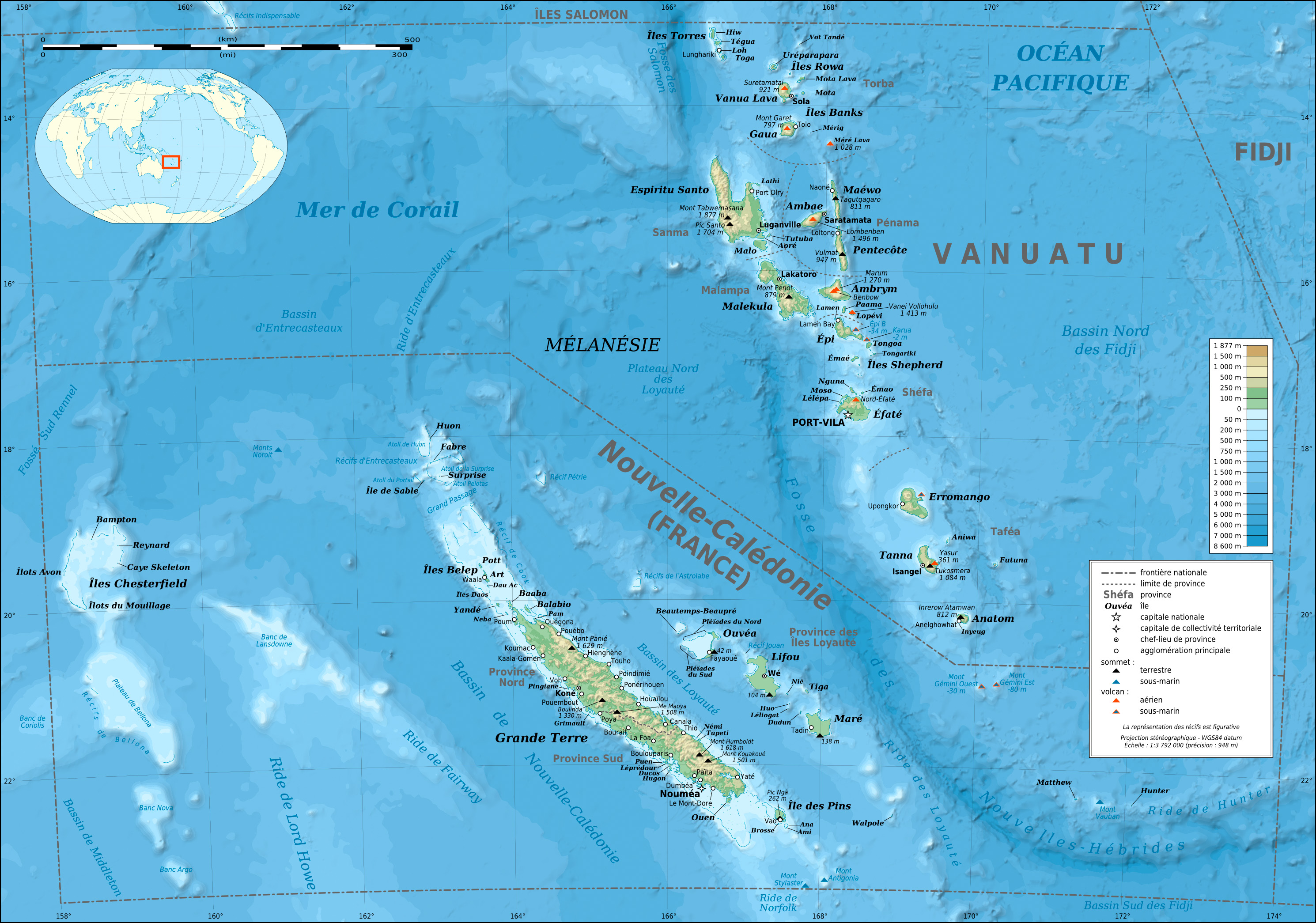
Carte générale des archipels de Nouvelle-Calédonie.

La Nouvelle-Calédonie est un ensemble d'îles et d'archipels mélanésiens, situé en Océanie lointaine, dans la mer de Corail, autour des coordonnées 21° 30' Sud 165° 30' Est. Plus précisément, ses territoires émergés et récifs affleurants s'étendent du 18e parallèle sud (atoll de Huon dans les récifs d'Entrecasteaux) au 23e parallèle sud (pointe sud-est du récif Nogumatiugi), et pratiquement du 158e méridien est (près des îlots Avon dans les îles Chesterfield) jusqu'au-delà du 172e méridien est (près de l'île Hunter). Le tropique du Capricorne traverse ses eaux territoriales au sud.
Elle est à 1 210 km à l'est-nord-est de l'Australie (pointe nord de Fraser Island) et 1 447 km au nord-nord-ouest de la pointe septentrionale de l'île du Nord, en Nouvelle-Zélande. Le pays insulaire de Vanuatu la borde au nord-nord-est et Port-Vila n'est éloigné de Nouméa que de 539 km.
Elle couvre une superficie terrestre totale de 18 575,5 km2 et possède 3 367 km de côtes. Sa zone économique exclusive (ZEE) est de 1 422 543 km2, soit près de 13 % de la ZEE française, la deuxième plus importante pour un territoire français après celle de la Polynésie française et la 9e d'Océanie. Elle a des frontières maritimes avec les îles Salomon au nord, le Vanuatu au nord-est, Fidji à l'est, Norfolk (territoire autogouverné de l'Australie) au sud et l'Australie à l'ouest.
Elle fait partie d'un continent appelé Zealandia, à 93 % submergé. Zealandia fait presque la moitié de la taille de l'Australie et est remarquablement longue et étroite. Il y a environ 25 millions d'années, un changement dans les mouvements des plaques tectoniques a commencé à étirer Zealandia avec force. Parmi les régions submergées de Zealandia, on trouve la ride de Lord Howe, le plateau Challenger, le plateau de Campbell, la ride de Norfolk et le plateau de Chatham.

### Les îles

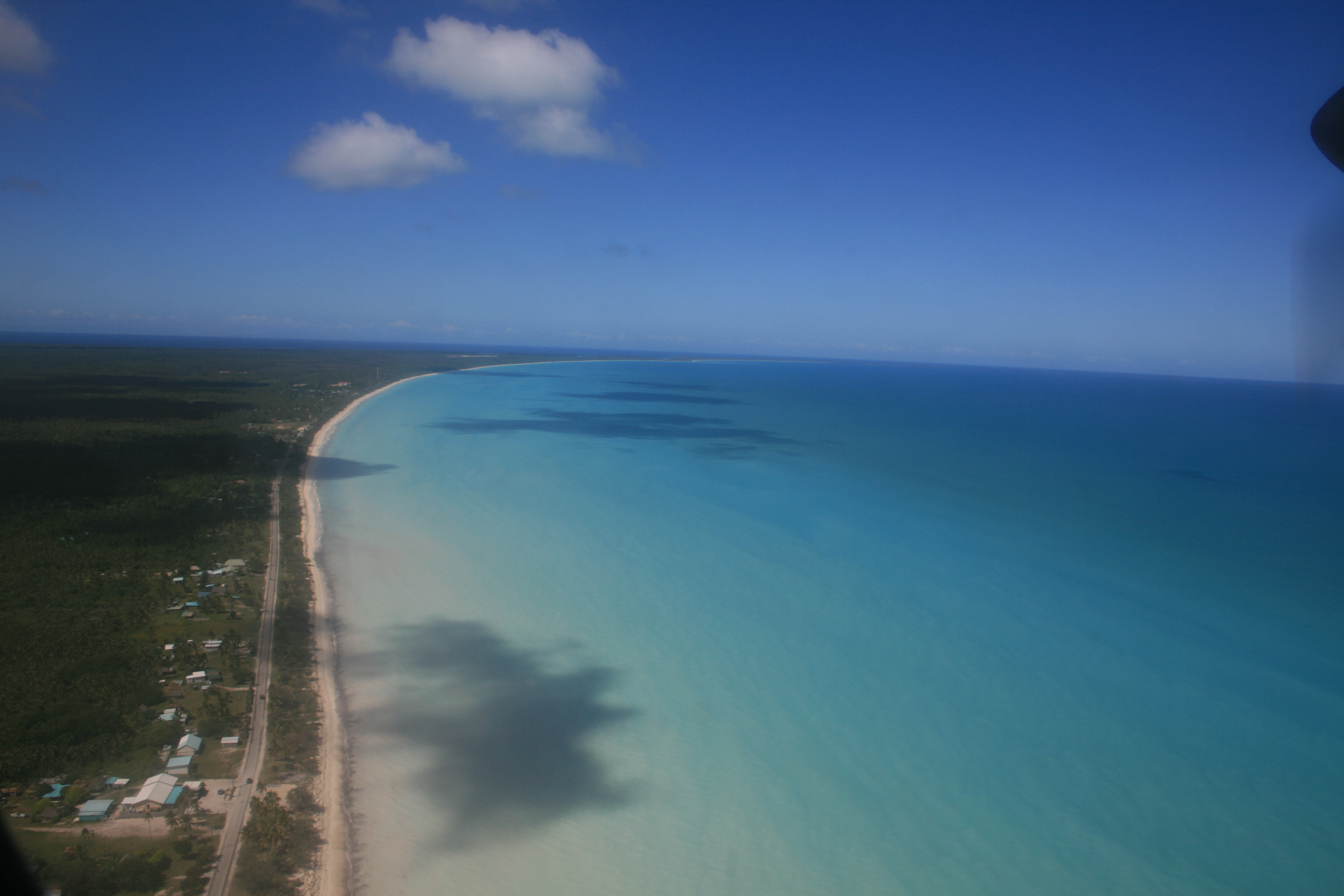
L'île d'Ouvéa vue du ciel.

La Nouvelle-Calédonie est centrée autour d'une île principale, la Grande Terre. Elle comprend également plusieurs ensembles d'îles plus petites, les îles Belep au nord-ouest de la Grande Terre, l'île des Pins au sud-est, les îles Loyauté au nord-est (Ouvéa, Lifou, Tiga et Maré), plus loin à l'ouest l'archipel des îles Chesterfield et les récifs de Bellone.
Sur une superficie d'environ 16 360,8 km2, la Grande Terre est de loin la plus grande de toutes les îles néo-calédoniennes. Elle s'étire du nord-ouest au sud-est sur près de 400 km en longueur et 50 à 70 km en largeur. Elle est parcourue sur toute sa longueur par une chaîne montagneuse, dont le point culminant, le mont Panié, s'élève à 1 629 mètres (5 344 pieds) d'altitude.
Les îles Loyauté sont situées en mer de Corail à une centaine de kilomètres à l'est. Lifou est la plus vaste de ces îles, avec 1 196,1 km2, et est plus étendue que la Martinique. Viennent ensuite Maré (641,7 km2), Ouvéa (132,1 km2) et Tiga (11 km2).
À 47 km au nord-ouest de la Grande Terre, les îles Belep couvrent 69,5 km2 répartis en trois îles : Art (la plus grande, avec 52 km2, et la seule à être peuplée), Pott, Dau Ac et les îlots rocheux Daos du Nord et Daos du Sud.
Limite sud du lagon néo-calédonien, l'île des Pins, située à environ 50 km de la pointe sud-est de la Grande Terre, couvre quant à elle 152,3 km2.
À cela il faut ajouter plusieurs groupes d'îlots et de récifs à fleur d'eau non habités en mer de Corail et dans l'océan Pacifique.

#### Îlots et récifs en mer de Corail
- les récifs de l'Astrolabe, à 117 km à l'ouest-nord-ouest d'Ouvéa.

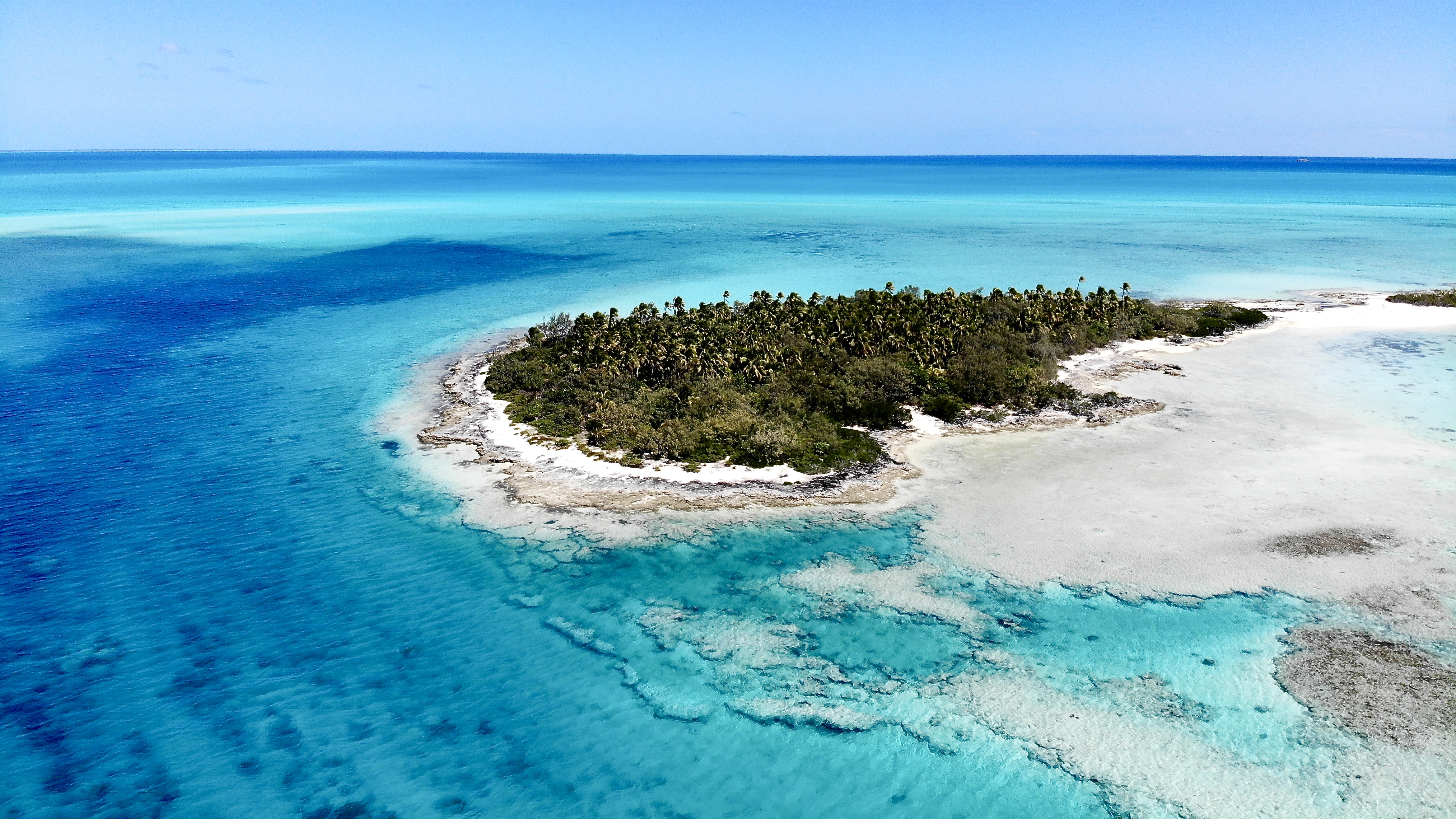
Îlot dans le lagon d'Ouvéa.

- le récif Pétrie, à 298 km au nord-ouest d'Ouvéa et à 170 km de la pointe septentrionale de la Grande Terre.
- les récifs d'Entrecasteaux, à 223 km de la pointe nord-ouest de la Grande Terre, dans le prolongement des îles Belep desquelles ils sont séparés par le « Grand Passage », détroit de 500 à 600 mètres de fond. Il comprend les atolls de Huon et de la Surprise (les deux plus importants, avec les îles Fabre et Le Leizour[77]), Pelotas et du Portail[78], ainsi que les récifs Guilbert et du Mérite[79]. Ils constituent la limite nord du lagon de la Nouvelle-Calédonie.
- l'archipel des Chesterfield, à 534 km à l'ouest de la pointe nord de la Grande Terre, qui sert essentiellement pour la récolte de données météorologiques et de réserve naturelle pour les oiseaux marins et les tortues[80], et qui comprend[81] :
  - les récifs Bampton au nord avec les îlots Avon, Bampton et Renard et la caye sableuse de Skeleton.
  - l'atoll des îles Chesterfield à proprement parler avec les îles Longue, du Passage (ou Bennet) et Loop, ainsi que les îlots du Mouillage.
  - les récifs de Bellone et Booby, situés à 164 km au sud-est des îles Chesterfield auxquelles ils sont généralement associés.

#### Îlots dans l'océan Pacifique

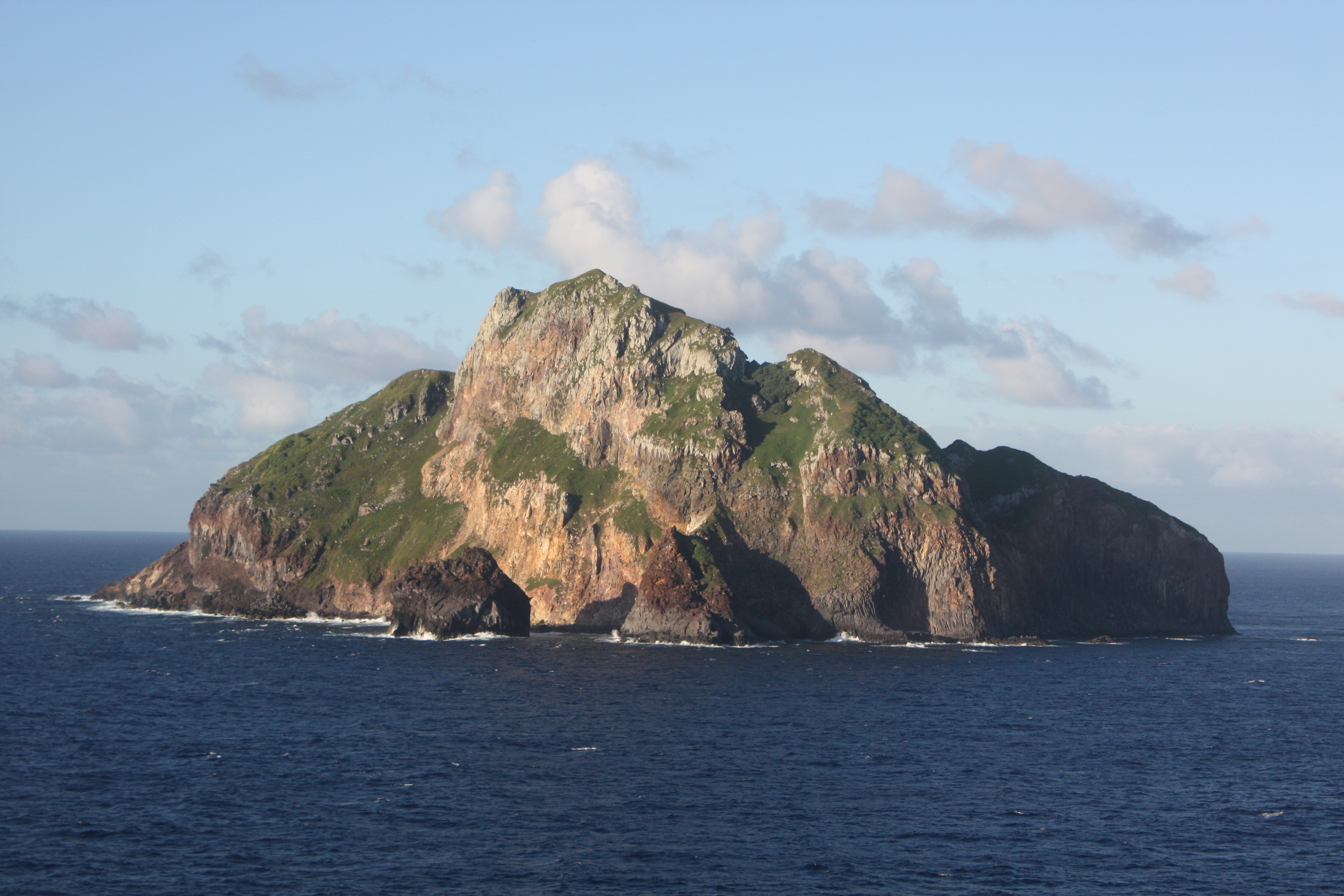
L'île Hunter.

- l'île Walpole, à 138 km au sud-est de Maré et à 201 km à l'est-sud-est de la pointe sud de la Grande Terre.
- les îles Matthew et Hunter, respectivement à 446 et 521 km à l'est de la pointe sud de la Grande Terre, dont la possession est contestée à la France par le Vanuatu. Météo-France a installé une station météorologique automatique sur l'île Matthew en 1981.

Certaines cartes indiquent la présence d'une grande Île de Sable (en anglais Sandy Island ou Sable Island) située à l'ouest-nord-ouest de l'île principale, mais des scientifiques australiens ont déclaré, en novembre 2012, ne pas avoir trouvé cette île lors d'une expédition sur place.
| \| Vanuatu Nouméa Mont Panié Mont Humboldt Grande Terre Île Hunter Île Matthew Île Walpole Île des Pins Maré Tiga Lifou Ouvéa Beautemps-Beaupré Récifs de l'Astrolabe Bélep Récifs d'Entrecasteaux Île Surprise Île Fabre Récif Pétrie Île Huon Île Renard Île Bampton Îlots Avon Îlots du Mouillage Caye de l'Observatoire \| Localisation des principaux récifs et îles de Nouvelle-Calédonie. |
| Vanuatu Nouméa Mont Panié Mont Humboldt Grande Terre Île Hunter Île Matthew Île Walpole Île des Pins Maré Tiga Lifou Ouvéa Beautemps-Beaupré Récifs de l'Astrolabe Bélep Récifs d'Entrecasteaux Île Surprise Île Fabre Récif Pétrie Île Huon Île Renard Île Bampton Îlots Avon Îlots du Mouillage Caye de l'Observatoire                                                                         |

### Les lagons

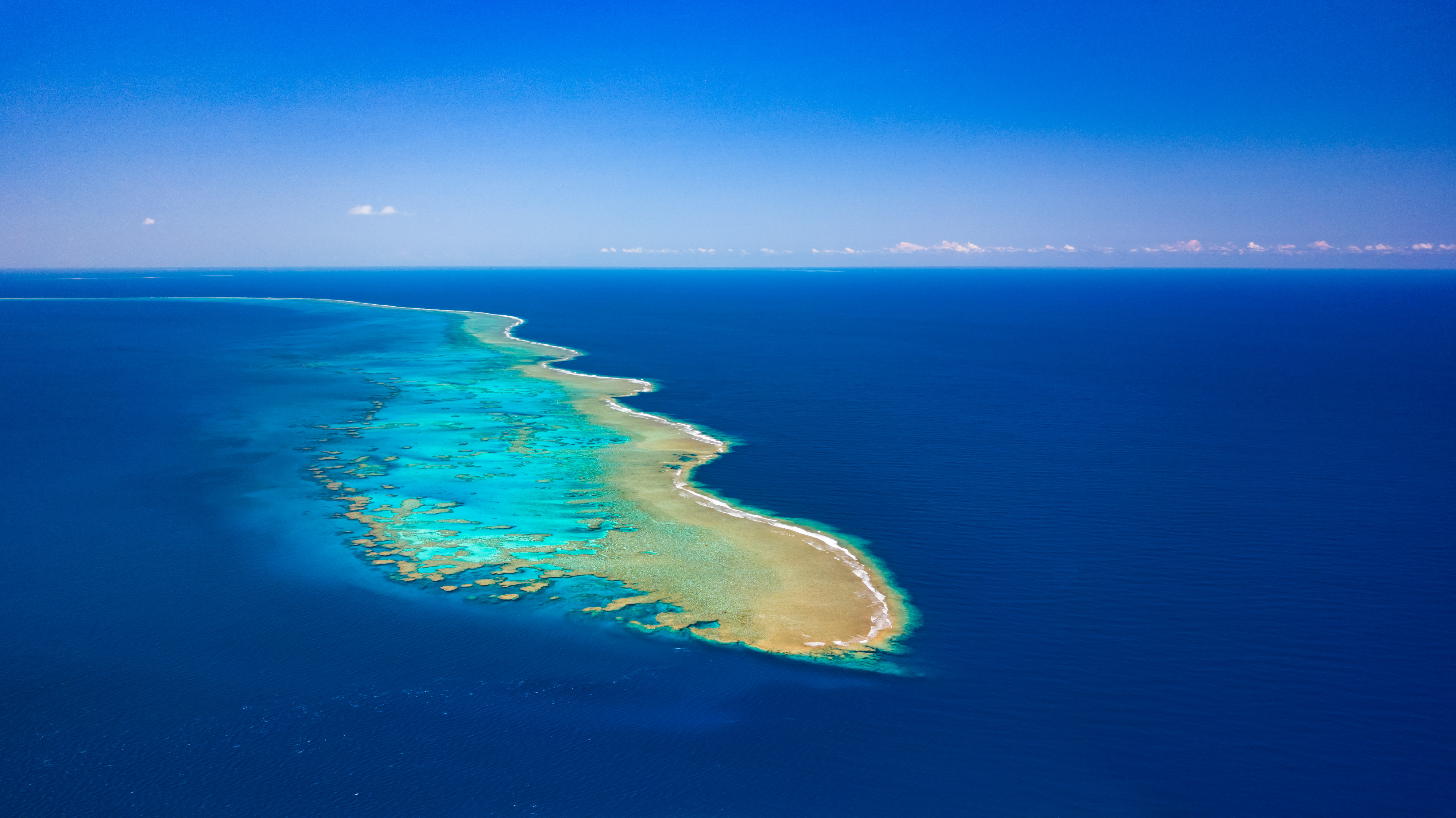
La barrière de corail.

Le lagon néo-calédonien a une surface totale de 24 000 km2, ce qui en fait l'un des plus grands lagons du monde (et qui est parfois présenté comme « le plus beau lagon du monde »).
Il est ceinturé par une barrière de corail d'une longueur de 1 600 km, située entre 2 et 50 km des côtes de la Grande Terre, et s'étendant, des récifs d'Entrecasteaux au nord-ouest à l'île des Pins au sud-est, sur 680 km de long. La température des eaux varie entre 22 et 30 °C.
En dehors de la Grande Terre, plusieurs atolls possèdent leurs propres lagons, le plus important d'entre eux étant Ouvéa avec un lagon de 850 km2.
Le 7 juillet 2008, une grande partie des lagons de Nouvelle-Calédonie, soit six sites formant une totalité de 15 743 km2, ont été inscrits au patrimoine mondial de l'UNESCO. Il s'agit du 33e site inscrit au patrimoine mondial pour la France, et plus particulièrement de son second site naturel après le golfe de Porto en Corse (inscrit en 1983) et le premier d'outre-mer.

## Toponymie

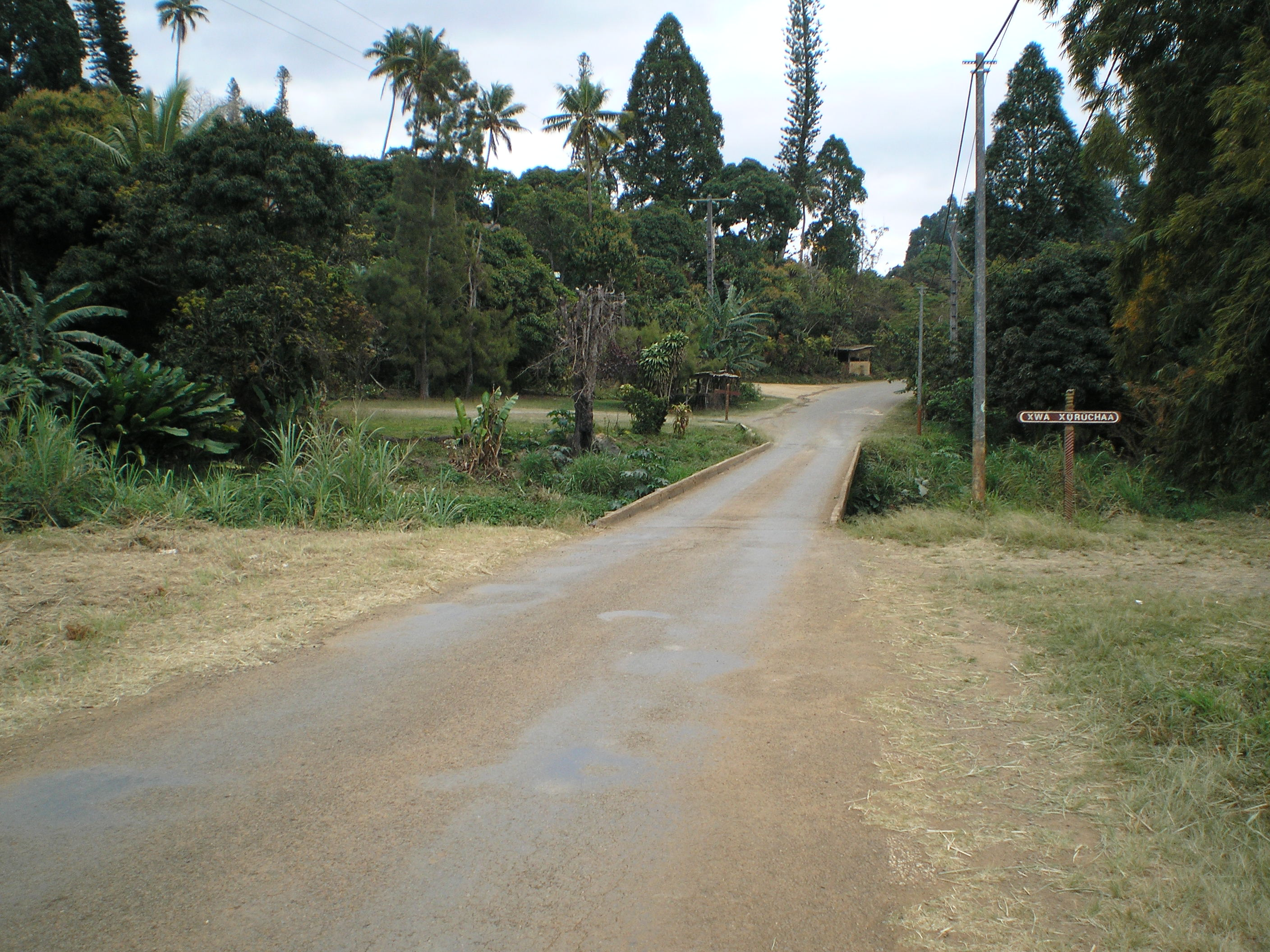
Panneau de signalisation en xârâcùù indiquant la rivière Xürüchaa (Xwâ Xürüchaa) à Canala.

Le terme Calédonie dérive du nom donné par les Romains (Caledonia) aux régions situées au nord du mur d'Hadrien, soit une partie de l'actuelle Écosse, avec le sens de pays des Calédoniens, peuple dont l'ethnonyme brittonique est basé sur l'adjectif caled- « dur » que l'on retrouve en breton kaled et en gallois caled, même sens. Le suffixe « -one » se retrouve dans les ethnonymes de nombreux peuples celtes, continentaux ou brittoniques (Ligons, Santons, Pictons…). James Cook, lui-même d'origine écossaise par son père, baptisa ainsi l'île qu'il venait de découvrir en 1774 New Caledonia en référence à cette région, en suivant la pratique traditionnelle des explorateurs européens d'employer des toponymes faisant référence à leur pays. James Cook avait fait de même pour l'archipel voisin des New Hebrides (Nouvelles-Hébrides, actuellement Vanuatu) et New South Wales (Nouvelle-Galles du Sud) en Australie.
Après la prise de possession par la France en 1853 de l'ensemble des îles qui forment aujourd'hui la Nouvelle-Calédonie puis le statut de colonie à part entière à partir de 1860, son nom officiel est « Nouvelle-Calédonie et dépendances », le terme « dépendances » renvoyant aux îles Loyauté, Bélep, des Pins et l'ensemble des petits îlots périphériques. Toutefois, par simplicité, et parce qu'il s'agit de l'île la plus importante, le nom de Nouvelle-Calédonie, voire de « Calédonie », est employé rapidement pour désigner tout à la fois l'île et l'ensemble de la colonie puis du Territoire. Quoi qu'il en soit, le nom officiel reste « Nouvelle-Calédonie et dépendances » jusqu'en 1988 (la loi du 17 juillet 1986, dite statut Pons I, est la dernière à employer ce terme et la loi du 22 janvier 1988, dite statut Pons II, la première à désigner le Territoire comme simplement « Nouvelle-Calédonie »). Parallèlement, tous les textes statutaires d'avant 1999 définissant la collectivité néo-calédonienne citent l'île principale comme « Nouvelle-Calédonie ou Grande Terre »,. La loi organique du 19 mars 1999 née de l'accord de Nouméa est le premier document officiel portant statut à n'employer que le terme de « Grande Terre ».
Le nom du pays peut néanmoins être appelé à évoluer, puisqu'il fait partie des signes identitaires qui doivent être définis et adoptés à la majorité des trois cinquièmes du Congrès selon l'accord de Nouméa : « La loi constitutionnelle sur la Nouvelle-Calédonie prévoira la possibilité de changer ce nom, par « loi du pays » adoptée à la majorité qualifiée » (article 1.5 alinéa 2).
La Nouvelle-Calédonie est aussi dénommée familièrement « le Caillou », tandis que le terme « Kanaky » a une connotation indépendantiste et identitaire en référence au terme kanak, terme d'origine hawaiienne, répandu dans le Pacifique par les navigateurs européens pour désigner les populations insulaires autochtones, suivi du suffixe « -y » anglophone,. Inventé dans les années 1970 par les indépendantistes kanak pour désigner l'archipel, Kanaky apparaît dans la presse pour la première fois dans Le Monde le 26 septembre 1984. A contrario, l'expression de « Territoire », qui faisait référence au statut de territoire d'outre-mer et soulignait donc le lien à la France, relevait d'une phraséologie anti-indépendantiste. La forte autonomie obtenue par la Nouvelle-Calédonie et la fin de ce statut de territoire avec l'accord de Nouméa en 1998 ont contribué à l'emploi de plus en plus fréquent du terme « Pays » au sein de la classe politique, médiatique et de l'électorat néo-calédonien, qu'ils soient favorables ou opposés à l'indépendance.
La toponymie et l'onomastique (nom des terres, îles, tribus et personnes…) en Nouvelle-Calédonie sont des questions liées à des problèmes d'ordre foncier, juridique, historique et linguistique, débattus sur un plan politique depuis de nombreuses années. L'accord de Nouméa prévoit ainsi : « Les noms kanaks des lieux seront recensés et rétablis. Les sites sacrés selon la tradition kanake seront identifiés et juridiquement protégés, selon les règles applicables en matière de monuments historiques » (article 1.3 alinéa 1).

## Biodiversité

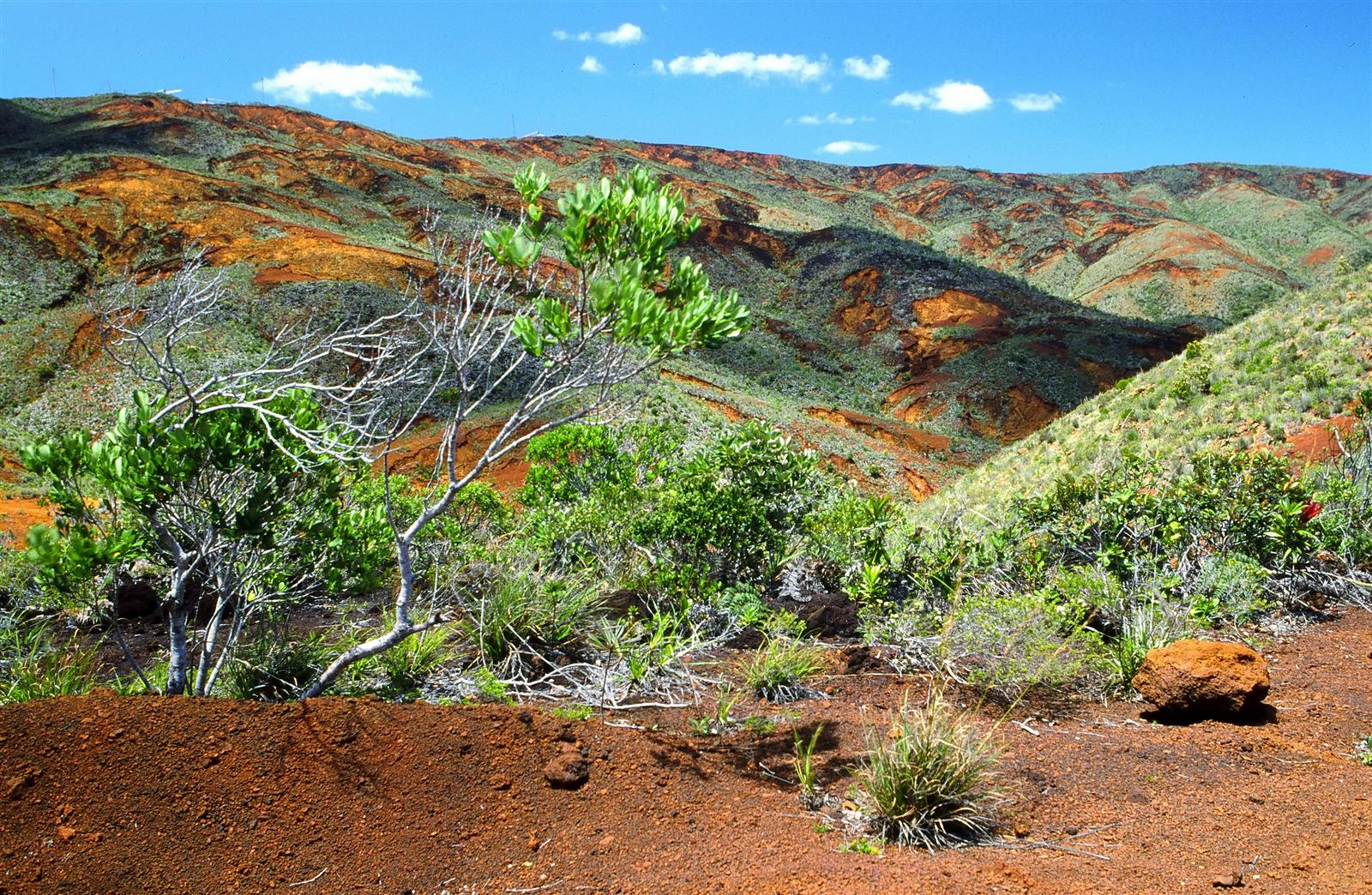
Le maquis minier dans le sud, un des exemples de la richesse de la biodiversité calédonienne.

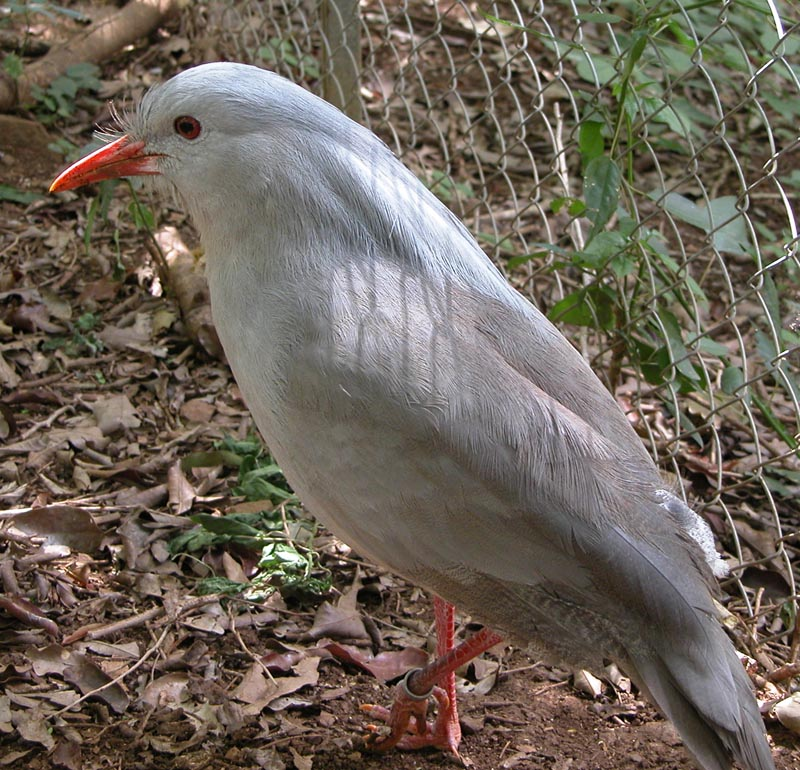
Le cagou.

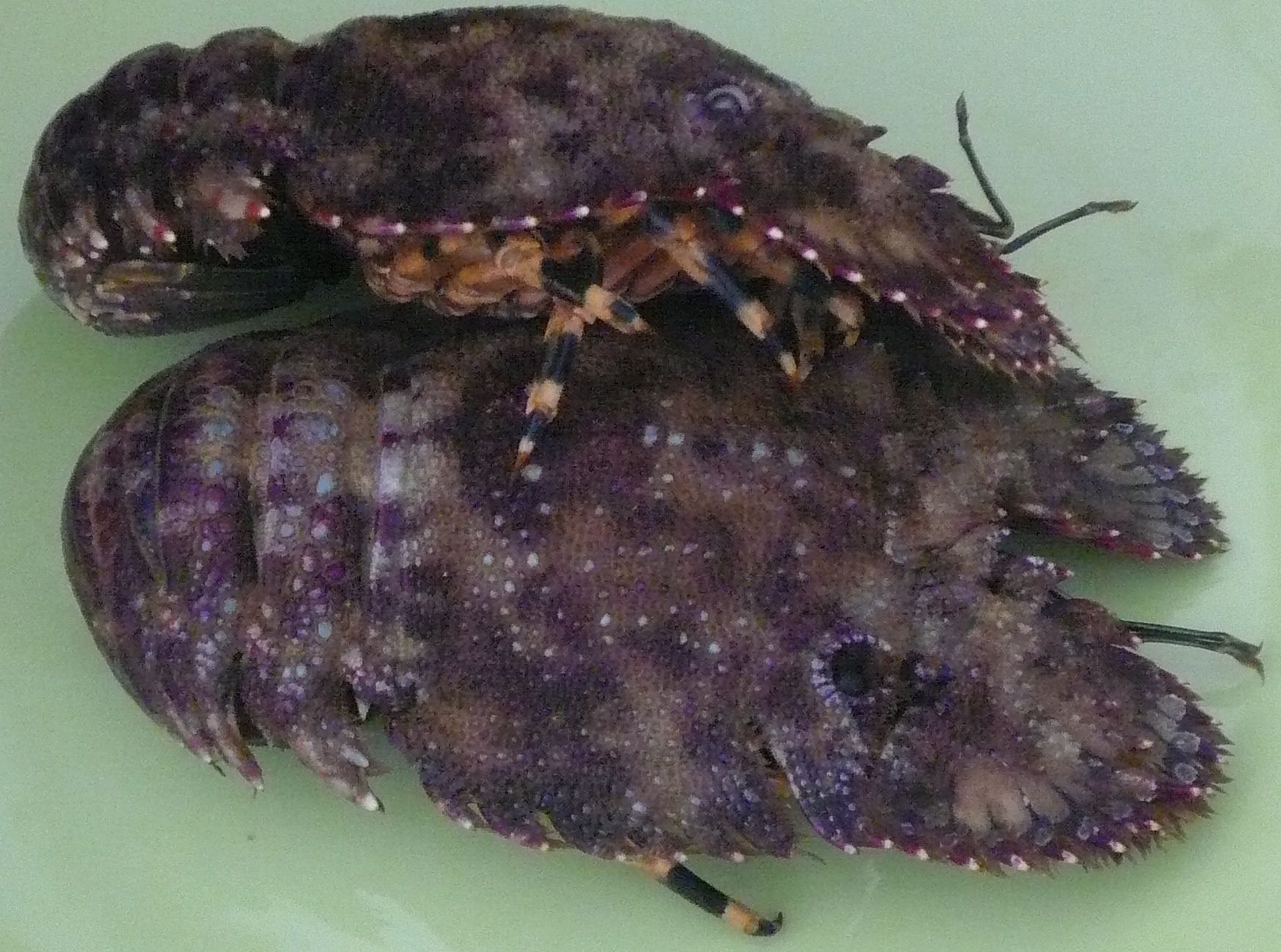
La popinée.

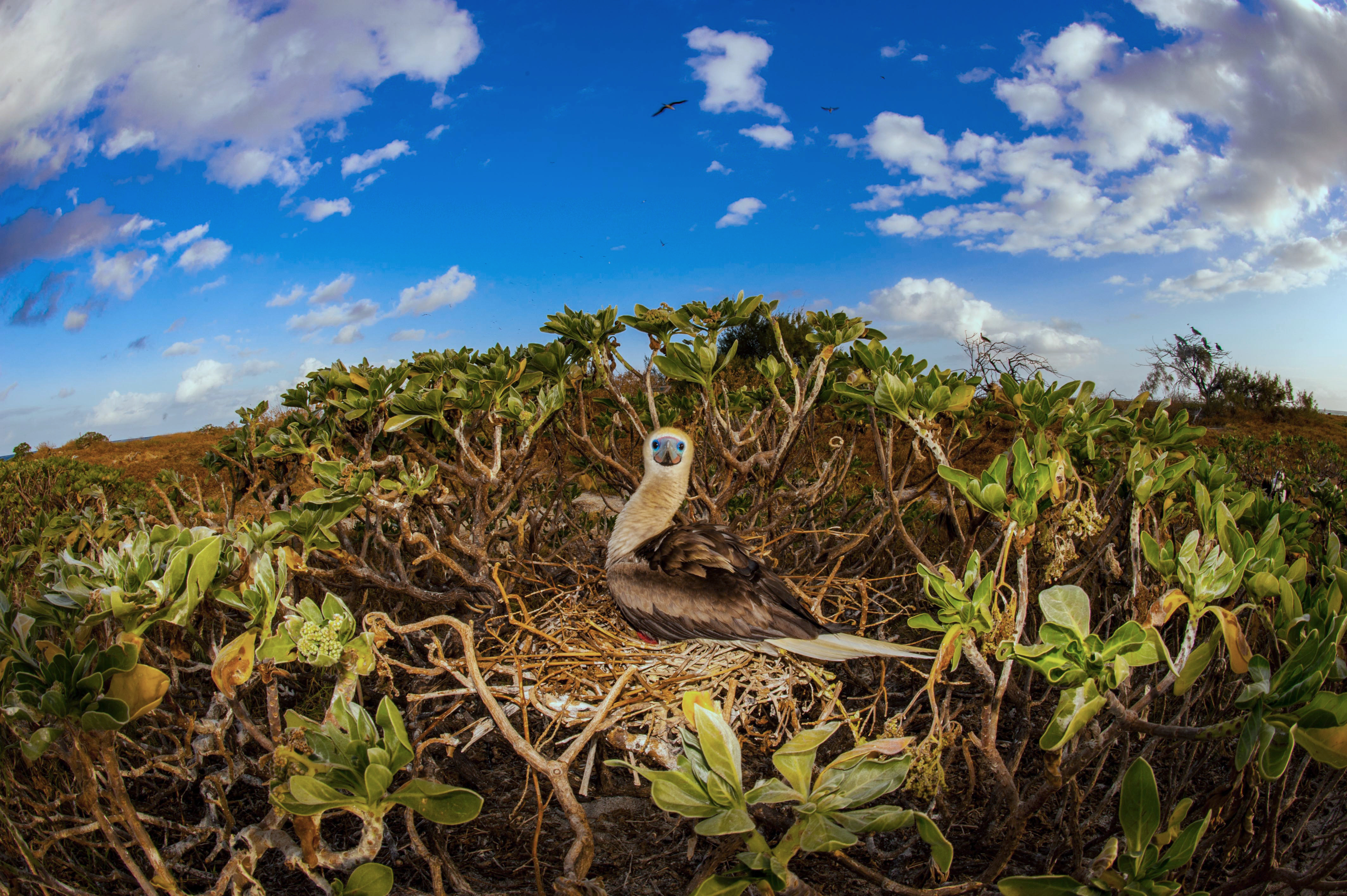
Un fou à pieds rouges couvant ses œufs sur l'île Longue des récifs de Chesterfield.

La Nouvelle-Calédonie se distingue notamment par une biodiversité d'une grande richesse et originalité. Le taux d'endémie végétal est le troisième plus élevé au monde (80 %) derrière la Nouvelle-Zélande (89 %) et Hawaï (82 %). Il s'agit de l'un des vingt-cinq points chauds de biodiversité définis en 2000 par l'organisation américaine Conservation International.
- Plantes : cinq familles, 107 genres et 3 380 espèces endémiques.
- Reptiles (geckos et scinques) : 24 genres, 112 espèces dont 106 endémiques (95 %).
- Oiseaux : une famille, trois genres, 23 espèces endémiques (liste des oiseaux calédoniens) dont le cagou, emblème du Territoire.
- Crustacés d'eau douce : quatorze espèces endémiques.
- Crustacés : citons juste la popinée, parente des cigales de mer (voir photo ci-dessous).
- Échinodermes : 213 espèces (oursins, étoiles de mer, holothuries, ophiures, comatules)[101].
- Poissons d'eau douce : onze espèces endémiques.
- Mammifères : six espèces endémiques de chauve-souris.
- Insectes : environ 4 000 espèces endémiques répertoriées sur un total estimé de 8 à 20 000 (voir notamment la liste des rhopalocères de Nouvelle-Calédonie).
- Autres invertébrés terrestres : environ 4 500 espèces inventoriées sur un total estimé supérieur à 15 000, avec un taux d'endémicité de 90 % à 100 %.
- Faune et flore récifales et marines. Le bilan des connaissances sur la biodiversité marine en Nouvelle-Calédonie fait état d'environ 20 000 espèces (IRD), (dont 5 % endémiques), avec bon nombre de « fossiles vivants et formes archaïques » (nautile, limule…). Mais de nombreux secteurs demeurent encore inexplorés, ce qui laisse à penser que la biodiversité est bien plus élevée encore.

Elle est tout de même en danger du fait, entre autres, de l'invasion depuis les années 1960 de Wasmannia auropunctata et la pollution des lagons par les industries.

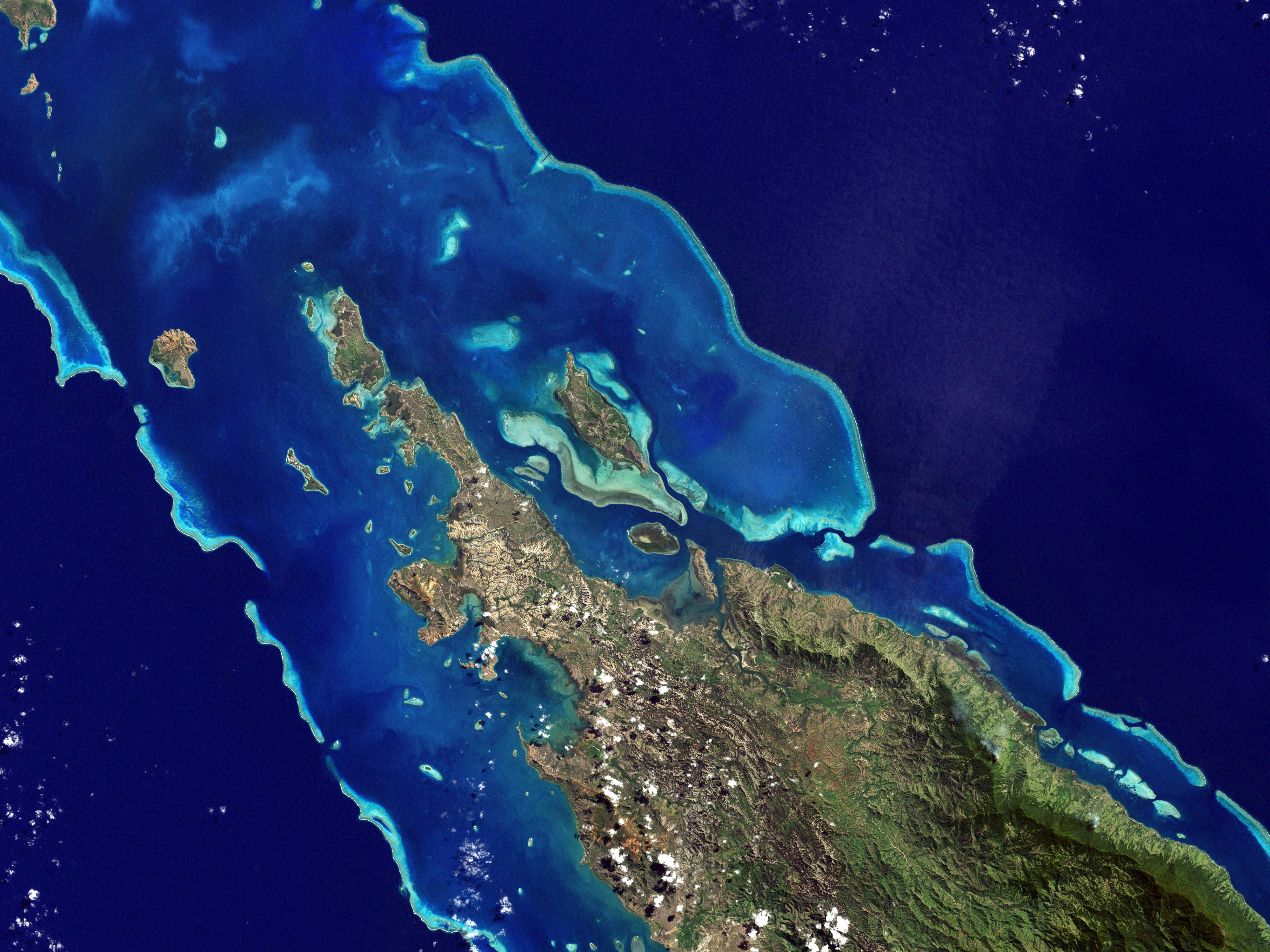
Les lagons de Nouvelle-Calédonie.

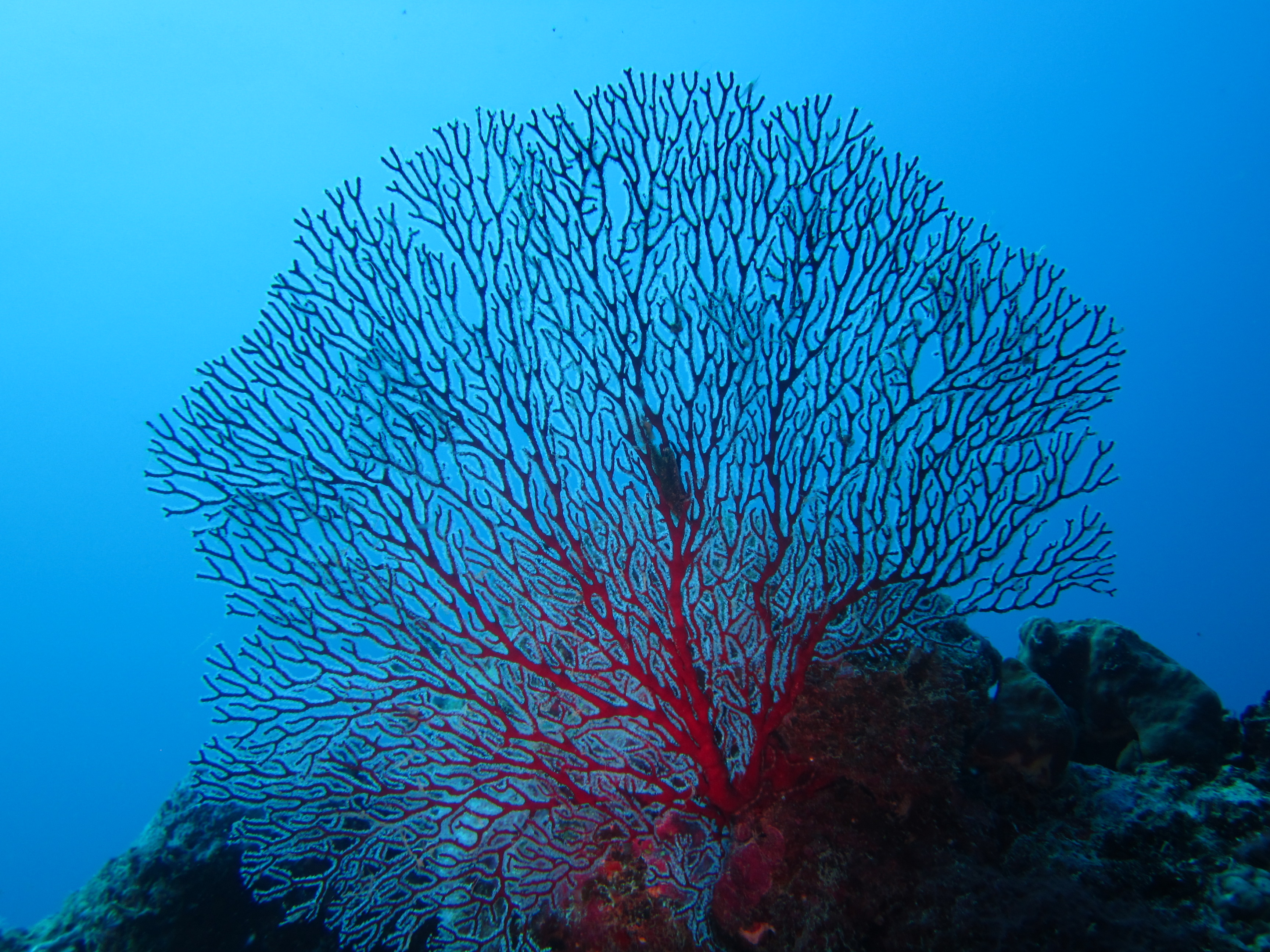
Une gorgone du lagon de Nouvelle-Calédonie.

Du fait de sa position géographique (mer de Corail), la Nouvelle-Calédonie possède « plus de 75 % de la surface des récifs coralliens des territoires français, plaçant la France parmi les premiers pays coralliens du monde » En longueur la barrière de corail est la plus longue du monde, mais reste derrière l'Australie au regard de la superficie.
En avril 2007, la demande d'inscription est réceptionnée par l'Union internationale pour la conservation de la nature (UICN), qui étudie le dossier d'inscription. Le rapport de l'UICN de mai 2008 est sans équivoque : « Avec plus de 23 400 km2 de lagons et 8 000 km de structures récifales, ce réseau représente une des formations récifales les plus grandes et les plus variées du monde. »
En mai 2008, à la 32e session se déroulant au Québec, l'UNESCO inscrit six sites récifaux au patrimoine de l'Humanité avec la décision 32 COM 8.B10. Il est toutefois relevé l'importance d'effort permanent de protection et d'une gestion durable des biens. « Il faudra améliorer la surveillance et le suivi pour faire face aux impacts potentiels de la pêche et de l'exploitation minière et, dans une moindre mesure, de l'agriculture et de l'aquaculture. Il est probable qu'à l'avenir le tourisme connaisse une expansion et il doit être bien planifié et bien géré. Des stratégies de financement durables sont nécessaires pour garantir l'équipement, les ressources humaines et financières indispensables pour la gestion à long terme du bien ».
En 2011 à la 35e session du comité du patrimoine mondial, l'UNESCO demande « à l'État partie de soumettre au Centre du patrimoine mondial une Étude d'impact environnemental du projet de prospection et d'exploitation possible de sables cobaltifères ». Ce projet minier risquant de compromettre la qualité de la flore et la faune récivale (32 COM 7.B22).
En avril 2013, le Gouvernement de la Nouvelle-Calédonie décide d'interdire la pêche aux requins dans toute sa zone économique exclusive. L'année suivante, il crée le parc naturel de la mer de Corail couvrant une surface de 1,3 million de kilomètres carrés. Enfin, en février 2014, la région des lacs du Grand Sud, pour une superficie de 43 970 ha et constituée à 90 % de formations végétales, est classée sur la liste des zones humides d'importance internationale de la convention de Ramsar.
En décembre 2014, l'UNESCO dans son « rapport périodique - Deuxième cycle Section II-Lagons de Nouvelle-Calédonie : diversité récifale et écosystèmes associés » indique deux facteurs négatifs à impacts significatifs : les tempêtes et les espèces envahissantes (l'étoile de mer Acanthaster planci), néanmoins l'état de conservation de ce bien par l'UNESCO reste sous la barre des 10 %.
La menace sur le récif est toutefois complexe, si les dégâts directs de l'homme (pêche, tourisme…) restent limités, le réchauffement climatique et l'acidification favorisent la prolifération d'algues, de prédateurs voire la mort du corail.
En juillet 2019, le récif est pour l'UNESCO, « le premier baromètre du dérèglement climatique » selon les propos de sa directrice Audrey Azoulay. Étant un des quatre pays ayant un bien inscrit au patrimoine mondial, la Nouvelle-Calédonie a cette responsabilité.
Une étude parue en 2021 a observé une diminution des populations de 5 des 13 espèces d’oiseaux marins recensés sur ces îlots (le Puffin du Pacifique, le Fou masqué, le Fou brun, le Fou à pieds rouges et le Noddi noir) de l'ordre de 2 à 4 % par an entre 2002 et 2018. Les causes possibles de ce déclin sévère pourraient être la surpêche, le réchauffement de la mer, la pollution par les plastiques et le dérangement des colonies lors de la reproduction ,,.

## Population

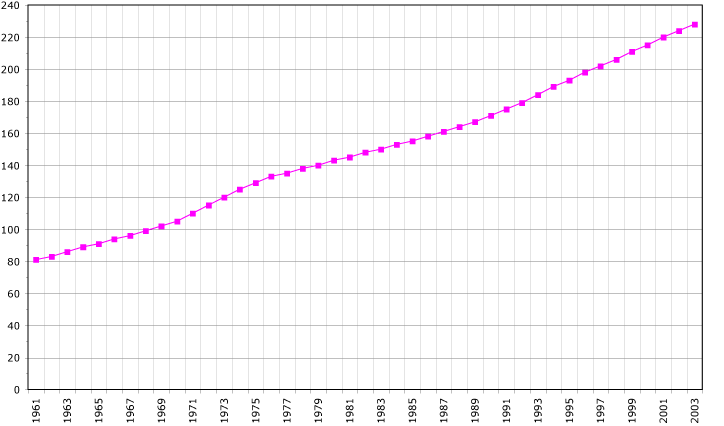
Évolution de la population entre 1961 et 2003 (chiffre de la FAO, 2005). Population en milliers d'habitants.

### Données démographiques
Cette section devrait être déplacée dans l'article Démographie de la Nouvelle-Calédonie.
Pour plus d’informations, se reporter en page de discussion. (mai 2024)
La population de la Nouvelle-Calédonie est de 264 596 habitants lors du recensement de 2025. Entre 1996 et 2004, la population néo-calédonienne s’est accrue de 33 953 personnes (soit une croissance moyenne par an pendant cette période de 2,16 %), dont 28 000 au titre du solde naturel (naissances moins décès) et 6 000 au titre du solde migratoire apparent. Cette augmentation est de 14 791 entre 2004 et 2009 (1,28 % de croissance moyenne par an), soit 14 000 d'accroissement naturel et 1 000 de solde migratoire apparent, de 23 187 entre 2009 et 2014 (1,8 % de croissance annuelle moyenne) mais plus que de 2 640 entre 2014 et 2019 (0,2 % de croissance annuelle moyenne, avec pour la première fois depuis 1989 un solde migratoire apparent négatif de -9 900 et un accroissement naturel positif mais en baisse de 12 500).

#### Inégale répartition de la population

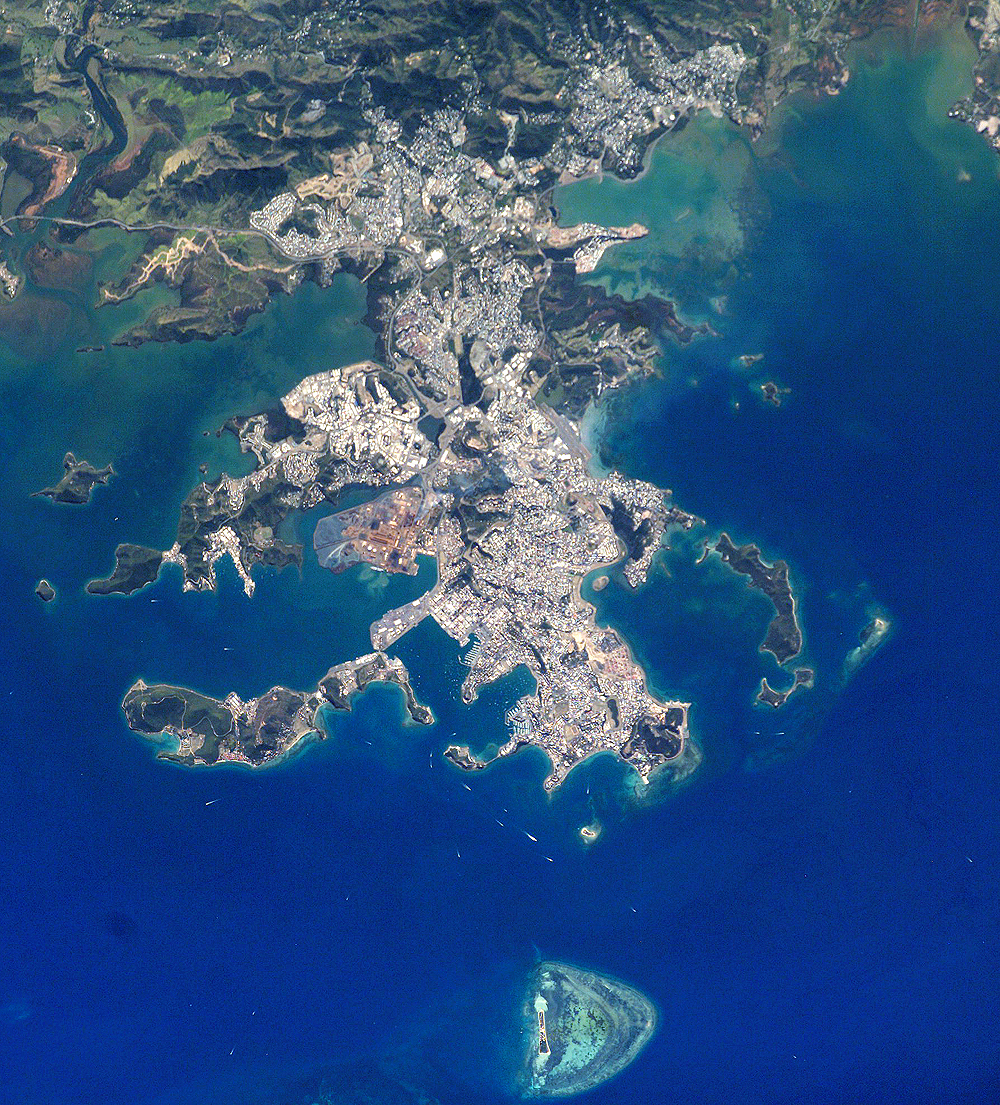
Vue satellite du Grand Nouméa, qui concentre deux tiers des habitants de la Nouvelle-Calédonie.

La densité y est particulièrement faible, notamment beaucoup plus faible qu'à Tahiti ou que dans les départements d'Outre-mer, avec 14,61 hab/km2, mais en vérité la population néo-calédonienne est très inégalement répartie. Ainsi, sur ces 264 596 habitants, seulement 18 671 (7,06 %) vivent aux îles Loyauté (9,43 hab/km2) et 50 947 (19,25 %) dans la province Nord (pourtant la plus étendue des trois provinces, et où la densité n'est donc que de 5,32 hab/km2) contre 194 978 (73,69 %) dans la province Sud (26,7 hab/km2) qui regroupe ainsi environ trois quarts de la population calédonienne sur seulement un peu plus d'un tiers du territoire. Et au sein même de cette dernière province la répartition de la population est très déséquilibrée, avec une forte concentration à Nouméa et dans son agglomération. Le chef-lieu Nouméa, avec 85 976 habitants en 2025, rassemble ainsi environ un tiers (32,49 %) des habitants du territoire (1 910,58 hab/km2) sur à peine 0,35 % de sa superficie, et le Grand Nouméa pèse 173 814 personnes, soit 65,69 % de la population totale sur moins d'1/10e de la surface de l'archipel (105,79 hab/km2).

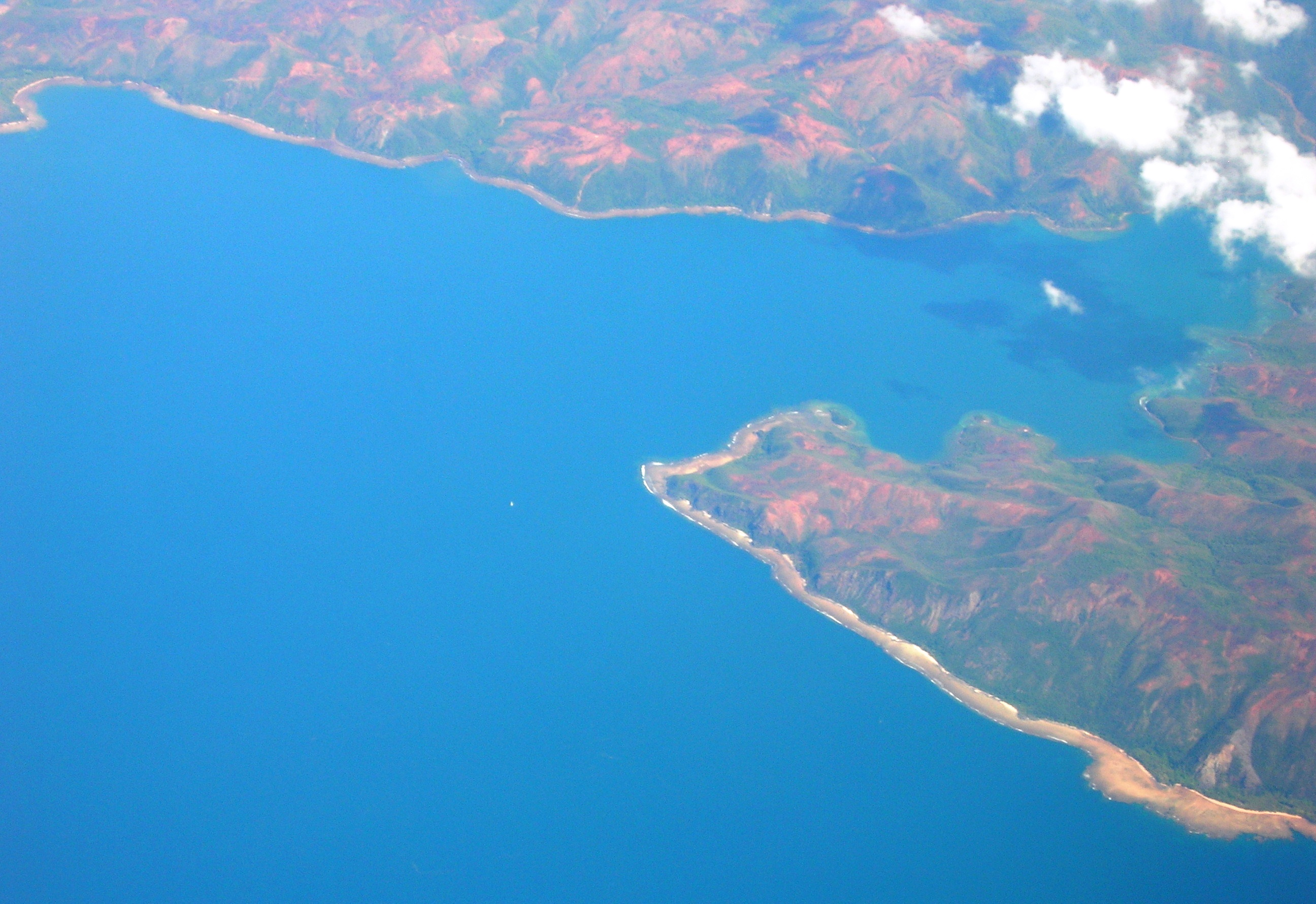
Vue aérienne de l'embouchure de la Ouinné, sur la « Côte oubliée » à Yaté, la région la moins dense de Nouvelle-Calédonie.

Et ce déséquilibre s'est accentué depuis la fin des années 1990 jusqu'aux années 2020 : si la part respective des trois provinces dans la population calédonienne était restée globalement stable entre 1983 et 1996, avec 68 % de la population dans le Sud, 21 % au Nord et 11 % aux îles, la part du Sud s'est ensuite renforcée (71,2 % en 2004 et presque 75 % en 2009, 2014 puis 2019 pour redescendre légèrement à un peu moins de 74 % en 2025) tandis que celles des Îles et du Nord se sont longtemps affaiblies avant de se stabiliser voire d'augmenter faiblement entre 2019 et 2025. De 1989 à 2019, la Province Sud a connu un taux d'accroissement annuel moyen de 2 % contre 1,2 % dans le Nord (avec surtout une légère baisse de sa population entre 2014 et 2019) et une stagnation à 0,08 % dans les Îles (qui a perdu des habitants entre 2004 et 2009 essentiellement). Le Grand Nouméa passe ainsi de 60 % de la population calédonienne en 1996 à 66,67 % en 2009, 66,79 % en 2014 et 67,18 % en 2019, avec une croissance annuelle moyenne entre 1989 et 2019 à 2,1 %. Nouméa maintient notamment une croissance assez forte entre 1996 et 2009, à 1,91 %, soit un taux à peu près égal que ce que le chef-lieu avait connu entre 1989 et 1996, avant de retomber à 0,48 % entre 2009 et 2014 et de connaître sa première baisse de population depuis la Grande Dépression entre 2014 et 2019, avec -1,16 % en moyenne par an. Ce sont surtout les communes de banlieue qui connaissent alors une croissance considérable du fait de la périurbanisation, à l'image des autres agglomérations, d'abord pour celles de la proche banlieue (Dumbéa et Mont-Dore) puis pour Païta. Dumbéa a vu ainsi sa population augmenter en moyenne de 4,7 % annuellement entre 1989 et 1996 puis de 4,3 % de 1996 à 2009, de 5,7 % entre 2009 et 2014 et de 2,4 % entre 2014 et 2019, le Mont-Dore de 3,3 % entre 1989 à 1996 puis seulement de 1,7 % de 1996 à 2009, de 1,12 % de 2009 à 2014 puis de 0,34 % seulement de 2014 à 2019 et surtout Païta qui est passé d'une croissance annuelle moyenne de 3,8 % entre 1989 et 1996 à 5,7 % entre 1996 et 2009 puis de 4,7 % de 2009 à 2014 et de 3,6 % de 2014 à 2019. Ainsi, le Grand Nouméa a grandi jusqu'en 2019, mais Nouméa, comme pour la plupart des villes-centres, a vu sa proportion en son sein diminuer : elle représentait 75 % de la population de son agglomération en 1976, 67 % en 1989, déjà plus que 59,6 % en 2009, 55,67 % en 2014 et finalement 51,7 % en 2019,,.
Or, la croissance naturelle est plus forte dans le Nord et les Îles que dans le Sud. Le creusement de ces déséquilibres s'explique donc essentiellement par une migration intérieure et notamment par la forte attractivité de l'agglomération nouméenne, fournisseuse d'emploi et de biens de consommation et d'équipement. Entre 1996 et 2004, le solde migratoire interne de la Province Sud est le seul ainsi à être positif (+3 764) quand ceux des provinces nord et îles sont particulièrement négatifs (-1 785 dans les Îles et -1 979 dans le Nord, si bien que les Loyautés finissent par voir leur population décroître entre 2004 et 2009). C'est pour limiter cet exode rural et la macrocéphalie de Nouméa, entre autres, que des projets de développement d'autres pôles urbains ont été lancés, notamment celui de Voh-Koné-Pouembout (parfois appelé VKP) autour du projet de développement de l'usine du Nord, ce qui a permis de redonner un dynamisme démographique à la Province Nord entre 2009 et 2014 avant que celui-ci ne retombe entre 2014 et 2019 en raison des difficultés rencontrées par cette usine dans un contexte de crise du nickel (à l'exception de Koné, Pouembout et Touho, qui conservent une assez forte croissance, et de Poindimié, Ponérihouen, Canala et les Bélep à l'augmentation plus faible, les 10 autres communes de la province perdent des habitants en raison essentiellement de soldes migratoires négatifs). Au déséquilibre Sud-Nord s'est alors substitué un déséquilibre Ouest-Est : sur les quatorze communes de la côte Est et de la Chaîne centrale de la Grande Terre, 9 ont eu un taux de croissance annuelle négatif entre 2004 et 2009 (Kouaoua à - 3,24 %, Houaïlou à - 2,76 %, Ponérihouen à -2,65 %, Hienghène à -1,8 %, Canala à - 0,99 %, Thio à - 0,85 %, Touho à - 0,24 %, Poum à -0,03 % et Poindimié à -0,02 %), 4 entre 2009 et 2014 (- 1,69 % à Sarraméa qui devient la commune la moins peuplée de l'archipel en 2014, - 1,47 % à Touho et à Yaté et - 0,12 % à Ponérihouen) et 9 entre 2014 et 2019 (- 2,7 % à Pouébo, -2,15 % à Ouégoa, - 2,1 % à Kouaoua, - 1,4 % à Houaïlou, - 0,9 % à Thio et à Yaté, - 0,4 % à Poum et à Sarraméa et - 0,24 % à Hienghène) ; sur les cinq communes insulaires, 4 perdent des habitants entre 2004 et 2009 (Maré à -6,05 %, Ouvéa à -4,89 %, Lifou à -3,52 % et les îles Belep à -0,76 %), 3 entre 2009 et 2014 (les îles Belep à -1,19 %, l'Île des Pins et Ouvéa à -0,11 %) mais plus qu'une de 2014 à 2019 (Lifou à -0,17 %). De plus, l'importance du chef-lieu du territoire est telle qu'aucune commune ne pourra vraiment la concurrencer démographiquement avant de nombreuses années.
Ces tendances s'inversent quelque peu entre 2019 et 2025, en raison essentiellement d'un assez fort déficit du solde migratoire de l'archipel causé par de nombreux départs d'habitants du Grand Nouméa suite aux difficultés économiques entraînées par la crise du secteur du nickel et surtout aux émeutes de 2024. Ainsi, la Nouvelle-Calédonie connaît pour la première fois depuis 1946 une baisse démographique (-6 811), et notamment un solde migratoire de -18 000 personnes environ. Et des trois provinces, seul le Sud voit sa population baisser (-0,68 % par an) tandis que le Nord et les Îles Loyauté augmentent faiblement (avec des taux de croissance annuelle respectifs de 0,34 % et 0,28 %). Plus particulièrement, les plus fortes baisses concernent le Grand Nouméa dont surtout Nouméa, le Mont-Dore et, dans une moindre mesure, Dumbéa (tandis que Païta est la seule commune de l'agglomération a continué sa croissance pour s'établir comme la 3e municipalité la plus peuplée de Nouvelle-Calédonie). Les autres communes perdant des habitants durant cette période sont sur la côte Est (Poindimié, Houaïlou, Ponérihouen, Touho et Yaté) ainsi que certaines îles (Bélep et Ouvéa) ou de Brousse (La Foa uniquement). En revanche, les plus fortes hausses ont concerné une partie de la zone VKP (surtout Voh et Pouembout, cette agglomération atteignant ainsi en 2025 14 232 habitants) — qui continue son urbanisation malgré les difficultés et finalement la fermeture de l'usine du Nord — et l'extrême nord de la Grande Terre (Koumac, Ouégoa, Pouébo, Kaala-Gomen, Poum) ainsi que certaines communes minières (Poya, Canala, Kouaoua et Thio), de petits villages broussards (Moindou et Farino) et Maré qui concentre à elle seule l'essentiel de la croissance des îles Loyauté. Les autres communes (Lifou, Koné, Bourail, Boulouparis, Hienghène, l'île des Pins et Sarraméa) sont pratiquement stables. Cela ne remet toutefois pas en cause les déséquilibres structurels de la répartition de la population en Nouvelle-Calédonie.

#### Une population encore jeune bien que vieillissante

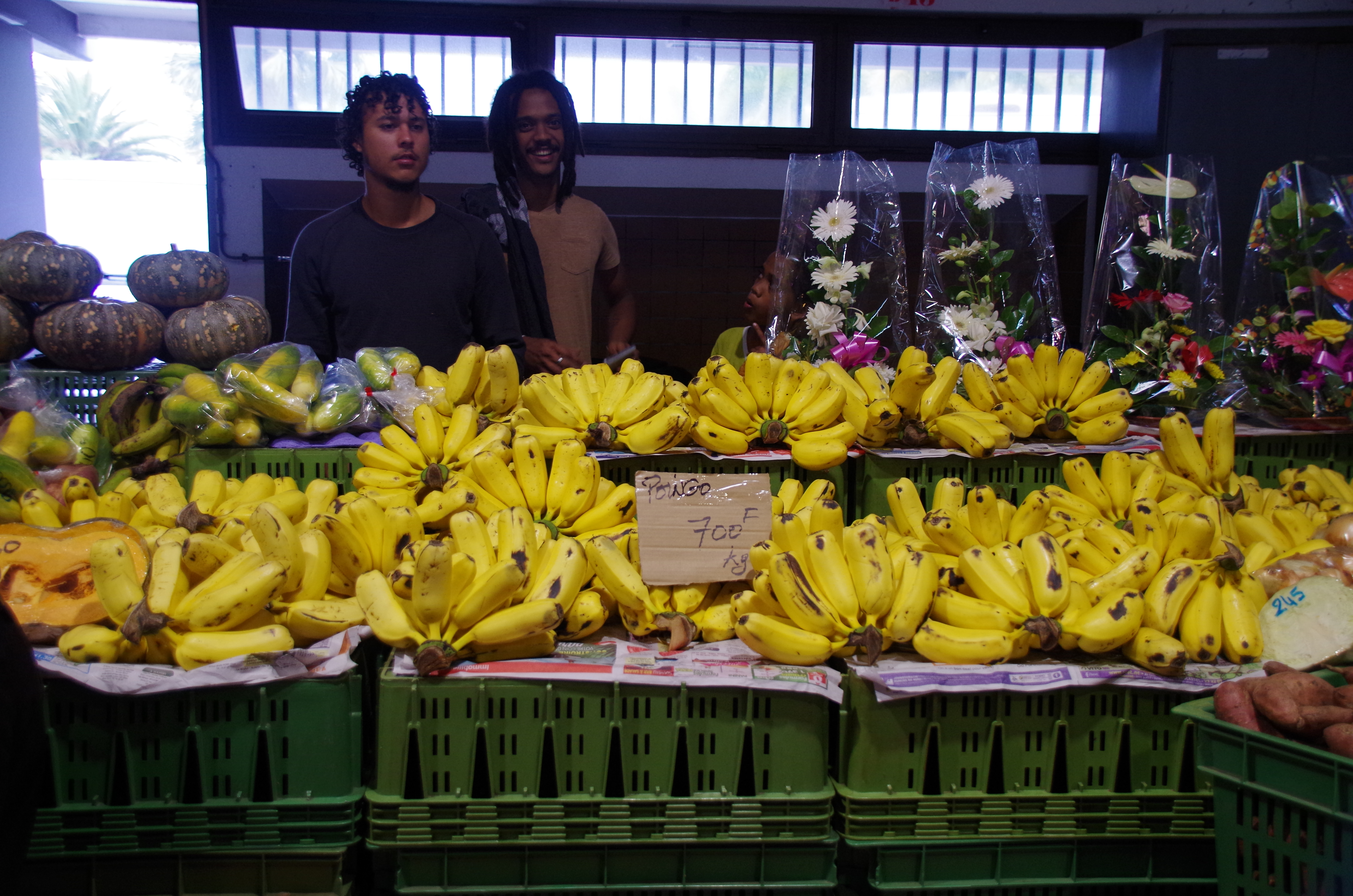
Jeunes tenant un étal au marché de Nouméa, en 2018.

La population de la Nouvelle-Calédonie continue à rester particulièrement jeune comparativement à la moyenne nationale. Ainsi, la part des moins de 20 ans dans la population totale était de 39,5 % en 1996 (20 % de la population néo-calédonienne dans la classe des moins de 10 ans) contre 7,5 % alors pour les plus de 60 ans et un âge moyen de 27 ans et 10 mois. Toutefois, la population connaît depuis ces 20 dernières années un phénomène de vieillissement : la part des moins de 20 ans est ainsi passée de 47 % en 1983 à 43,9 % en 1989, 39,5 % donc en 1996, 37 % en 2004, 34,4 % en 2009, 31,99 % en 2014 et 30,15 % en 2019, tandis que les plus de 60 ans ont augmenté de 6,2 % en 1983 à 6,9 % en 1989, 7,5 % en 1996, 9,4 % en 2004, 11,2 % en 2009, 12,48 % en 2014 et surtout 14,5 % en 2019. L'âge moyen est ainsi en 2009 de 30 ans, de 33 ans en 2014 et de 34,7 ans en 2019, soit légèrement plus élevé que dans les autres territoires français du Pacifique (31 ans en Polynésie française en 2012 et 24 ans à Wallis-et-Futuna en 2008) mais nettement moins qu'en métropole où l'âge moyen est de 40,8 ans et où 20 % de la population a 60 ans ou plus et 25 % moins de 20 ans. La pyramide des âges néo-calédonienne reste donc globalement triangulaire, même si sa base a tendance à rétrécir et son sommet à s'élargir.
Là encore on observe de grosses disparités entre les Provinces tout en ayant une tendance à diminuer. Dans le Nord et surtout aux Îles Loyauté, la jeunesse de la population est particulièrement visible : l'âge moyen est ainsi de 27,5 ans en 2009, de 31,5 ans en 2014 puis de 33,4 ans dans les îles et près de 34,06 % de la population y a moins de 20 ans (42 % en 2009 et 37 % en 2014), pour 31,42 % de la population dans la même tranche d'âge (37 % encore en 2009 puis 33,43 % en 2014) et un âge moyen de 32,5 ans dans le Nord. L'écart se réduit ainsi avec le Sud, où l'âge moyen en 2019 est de 35,3 ans, et où 29,48 % des habitants ont moins de 20 ans. On voit apparaître dans ces deux provinces également un léger phénomène de vieillissement avec une augmentation des plus de 60 ans, mais aussi par la chute des tranches d'âge entre 15 et 30 ans, surtout dans les Îles, du fait du départ des jeunes vers Nouméa pour poursuivre leur scolarité ou trouver du travail.
| Hommes | Classe d’âge | Femmes |
| ------ | ------------ | ------ |
| 1,66   | 80 et plus   | 2,51   |
| 4,54   | 70-79        | 4,8    |
| 7,62   | 60-69        | 7,87   |
| 12,03  | 50-59        | 12,11  |
| 14,26  | 40-49        | 14,61  |
| 14,99  | 30-39        | 15,02  |
| 14,02  | 20-29        | 13,67  |
| 15,75  | 10-19        | 15,14  |
| 15,14  | 0-9          | 14,27  |

#### Une croissance dynamique mais de moins en moins forte
Cette jeunesse s'associe à une assez forte croissance démographique naturelle, là encore toutefois avec une tendance à la stagnation, voire à la baisse : le taux d'accroissement naturel était ainsi de 2,13 % en 1981, de 1,71 % en 1996, de 1,25 % en 2004 et 2005, de 1,16 % en 2009, de 1 % en 2015 et plus que de 0,9 % en 2017. Cela reste largement supérieur à la moyenne nationale (le taux de croissance naturelle pour la France était de 0,22 % en 2018). Deux raisons à cette forte croissance : une assez importante natalité qui a tendance toutefois à décroître, et une assez faible mortalité.
La natalité est particulièrement forte par rapport à la France métropolitaine, même si elle a fortement décru depuis les années 1980. Le taux brut de natalité est ainsi passé de 27,7 ‰ en 1981 à 22,3 ‰ en 1996, à 17,4 ‰ en 2004, 16,7 ‰ en 2009 et 14,5 ‰ en 2017 (en comparaison, le taux de natalité pour la France était de 11,2 ‰ en 2017). Cette chute de la natalité calédonienne est, encore une fois, tout particulièrement visible dans les provinces Nord et Îles où elle était autrefois beaucoup plus forte que dans le Sud (avec des taux respectifs de 37,1 ‰ et 32,9 ‰ en 1983 puis 26,7 ‰ et 24 ‰ en 1996, alors qu'il n'a oscillé qu'entre 20 et 24 ‰ dans le Sud). La baisse conséquente de la natalité dans ces deux provinces fait que leurs taux sont désormais au même niveau que celui de la Province Sud qui a connu une chute beaucoup plus modérée depuis la fin du XXe siècle : le taux de natalité était ainsi en 2017 de 14,8 ‰ dans les Îles, de 15,6 ‰ dans le Nord et de 14,1 ‰ dans le Sud. C'est donc essentiellement la natalité des populations mélanésiennes qui baisse le plus, souvent en raison de l'allongement de la durée des études et donc du déplacement de la jeunesse vers Nouméa voire en Métropole pour poursuivre sa formation ou trouver du travail, et donc retarde l'âge où ces jeunes décident de fonder une famille. Cette baisse de la natalité se retrouve dans celle de l'indice de fécondité, qui est passé de 3,64 enfants par femme en 1989 à 2,17 en 2014 et plus que 1,97 en 2017, soit juste en dessous du point de renouvellement des générations. L'écart avec celui de la France métropolitaine (qui est de 1,88 enfant par femme en 2017) s'est particulièrement réduit.
En contrepartie, la mortalité est faible : le taux brut de mortalité a ainsi toujours été inférieur à 6 ‰ depuis 1984, descendant même ponctuellement en dessous de 5 ‰ (4,7 ‰ en 2006, 4,8 ‰ en 1998, 2008 et 2011 et 4,9 ‰ en 2004 et 2005). Il s'établit en 2017 à 5,5 ‰. Ce taux est même largement inférieur à celui de la France métropolitaine, où le taux de mortalité s'établissait en 2017 à 9 ‰. Cette faible mortalité est due à de multiples facteurs : relative jeunesse de la population, douceur du climat, absence de catastrophes naturelles majeures (seuls les cyclones sont un véritable danger, mais ils sont rarement aussi virulents et aussi meurtriers que les ouragans des Antilles et leurs effets, à quelques exceptions près, sont généralement bien gérés par la population et les autorités) ou de grandes épidémies tropicales (la dengue peut être mortelle, mais les cas restent encore assez rares et cette maladie est de mieux en mieux régulée par les autorités, tandis que la Nouvelle-Calédonie se distingue par l'absence de paludisme), qualité des soins, de l'hygiène de vie et niveau de vie assez élevé comparativement à d'autres départements ou territoires d'outre-mer. Toutefois, le taux de mortalité infantile reste plus élevée qu'en métropole, tout en rejoignant à la fin des années 1980 les moyennes que l'on retrouve dans les pays de l'OCDE : il était ainsi de 22,9 ‰ en 1981 mais plus que de 8,6 ‰ en 1996, de 6,2 ‰ en 2005, et plus que de 3,9 ‰ en 2012, 4,3 ‰ en 2013 et 4 ‰ en 2016, avant de remonter à 6,4 ‰ en 2017, contre 3,9 ‰ en France métropolitaine en 2017. Cette faible mortalité se traduit par une augmentation de l'espérance de vie à la naissance, qui est passé de 62,8 à 75,1 ans pour les hommes et de 70,8 à 79,3 ans pour les femmes entre 1981 et 2017, et s'établit, les deux sexes confondus, à 77,4 ans en 2017.
Il existe donc au sein même du territoire néo-calédonien de fortes disparités des données démographiques, la population y étant très inégalement répartie avec une domination macrocéphale du Grand Nouméa mais où l'âge moyen ou la croissance naturelle diffèrent également plus ou moins fortement selon où l'on se trouve, même si dans ces domaines les différences ont tendance à s'estomper. Cette diversité se retrouve dans la composition même de la population néo-calédonienne qui se répartit en plusieurs groupes principaux.
L’archipel français perd 6 811 habitants entre 2019 et 2025, ce qui constitue une première baisse démographique depuis le début du siècle.

### Groupes ethniques principaux
| Communauté                    | Communauté                    | 2009            | 2014             | 2019             |
| ----------------------------- | ----------------------------- | --------------- | ---------------- | ---------------- |
| Kanak                         | Kanak                         | 99 078 (40,3 %) | 104 958 (39,1 %) | 111 856 (41,2 %) |
| Européenne                    | Européenne                    | 71 721 (29,2 %) | 73 199 (27,2 %)  | 65 488 (24,1 %)  |
| Plusieurs communautés (Métis) | Plusieurs communautés (Métis) | 20 398 (8,3 %)  | 23 007 (8,6 %)   | 30 758 (11,3 %)  |
| Wallisienne, Futunienne       | Wallisienne, Futunienne       | 21 262 (8,7 %)  | 21 926 (8,2 %)   | 22 520 (8,3 %)   |
| Asiatique                     | Indonésienne                  | 3 985 (1,6 %)   | 3 859 (1,4 %)    | 3 786 (1,4 %)    |
| Asiatique                     | Vietnamienne                  | 2 357 (1,0 %)   | 2 506 (0,9 %)    | 2 230 (0,8 %)    |
| Asiatique                     | Autre asiatique               | 1 857 (0,8 %)   | 1 177 (0,4 %)    | 1 181 (0,4 %)    |
| Tahitienne                    | Tahitienne                    | 4 985 (2,0 %)   | 5 608 (2,1 %)    | 5 366 (2,0 %)    |
| Ni-Vanuatu                    | Ni-Vanuatu                    | 2 327 (0,9 %)   | 2 568 (1,0 %)    | 2 313 (0,9 %)    |
| Autre                         | Divers                        | 2 566 (1,0 %)   | 3 428 (1,3 %)    | 5 610 (2,1 %)    |
| Autre                         | "Calédonien(ne)"              | 12 177 (5,0 %)  | 19 927 (7,4 %)   | 20 299 (7,5 %)   |
| Non déclarée                  | Non déclarée                  | 2 867 (1,2 %)   | 6 604 (2,5 %)    | 20 299 (7,5 %)   |

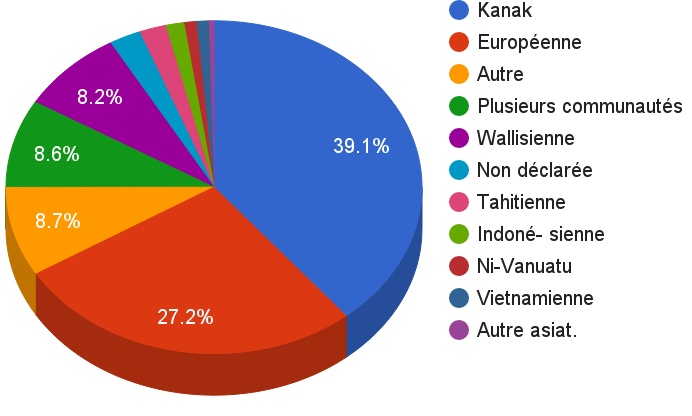
Répartition ethnique selon le recensement de 2014.

Les recensements enregistrant les données faisant apparaître l'origine ethnique des personnes sont admis, par dérogation, en Nouvelle-Calédonie. Ainsi, la CNIL a donné un avis favorable au recensement de 2009 pour la Nouvelle-Calédonie, qui fait apparaître l'origine ethnique des personnes. Ces données étaient enregistrées jusqu'en 1996, mais ne l'avaient pas été pour le recensement de 2004. La CNIL rappelle une délibération de 2002, dans laquelle elle avait affirmé que « le recueil de l'appartenance ethnique des personnes, compte tenu des caractéristiques sociodémographiques propres au territoire de Nouvelle-Calédonie, répond à un motif d'intérêt public […] ».
Selon le recensement de 2019, la répartition ethnique de la population était la suivante :

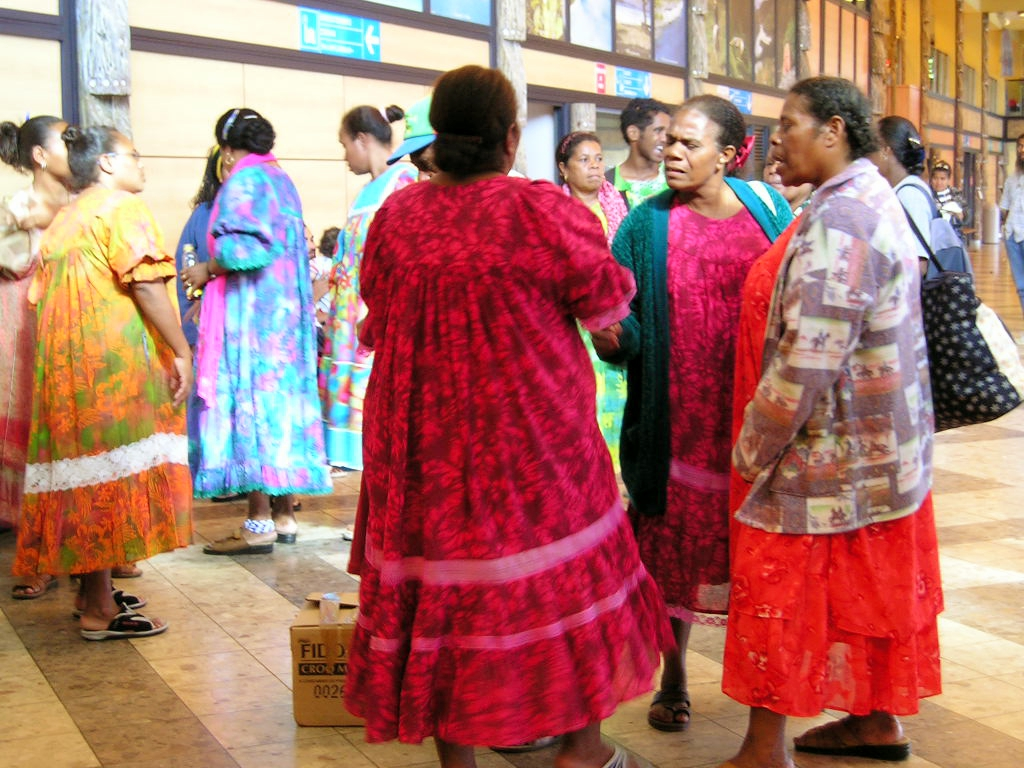
Groupe de femmes kanakes.

- les Kanaks[127] (Mélanésiens) : 111 856 résidents et 41,21 % de la population totale (contre 86 788 individus et 44,09 % en 1996, 99 078 personnes et 40,34 % en 2009 et 104 958 résidents et 39,05 % en 2014) s'étant déclarés comme tels lors du recensement de 2019. Peuvent néanmoins s'y ajouter une partie des personnes ayant préféré se définir comme « Calédoniens », ou comme appartenant à la catégorie des « plusieurs communautés (métis) », deux catégories en constante augmentation.

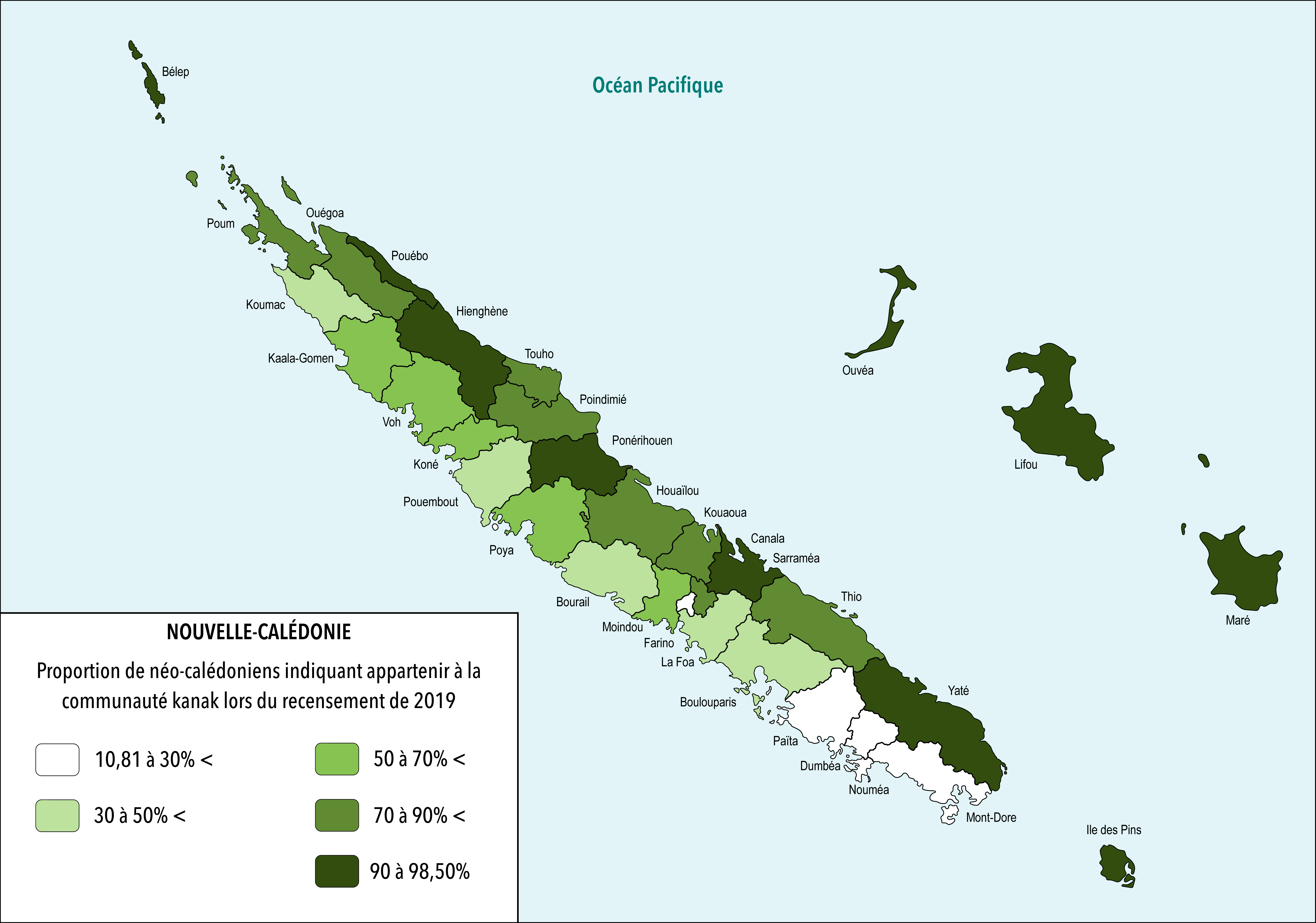
Proportion de kanaks par commune en 2019.

- les « Européens » : 65 488 personnes et 24,13 % des Néo-calédoniens (contre 67 151 personnes et 34,12 % en 1996, 71 721 habitants et 29,2 % en 2009 et 73 199 personnes et 27,24 % en 2014) se sont déclarés Européens. Là encore, une partie de ceux inscrits comme « Calédoniens » ou issus de « plusieurs communautés (métis) » peuvent avoir des origines européennes, tandis que cette catégorie de la population peut se diviser traditionnellement en deux, voire trois catégories :

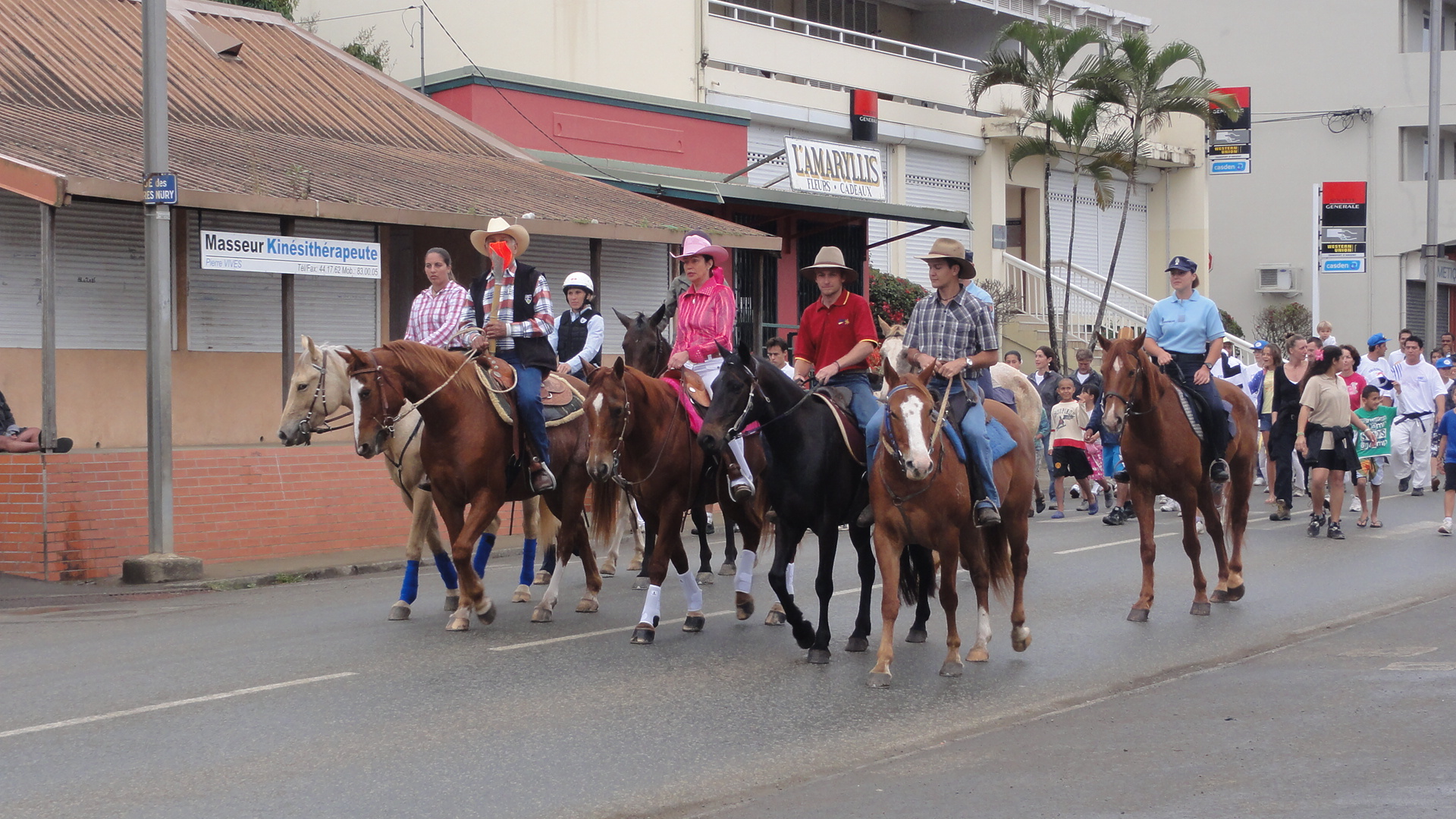
Cavaliers broussards à Bourail.

- - les descendants d'Européens historiques souvent métissés, ou Caldoches (terme ayant une connotation péjorative, au même titre que le mot « Zoreilles », désignant les personnes d'origine métropolitaine). Ils sont principalement d'origine française, descendants d'anciens bagnards ou de colons libres dont beaucoup d'Alsaciens-Lorrains ayant fui l'Alsace ou la Lorraine après leur incorporation à l'Empire allemand en 1871, des immigrants de La Réunion venus dans les années 1860 et 1870, des « colons Feillet » venus au tournant du XXe siècle mais aussi les quelques descendants de la dernière grande vague de « peuplement libre » de la colonie dans les années 1920, phase généralement appelée la « colonisation des nordistes » car les familles venaient alors essentiellement du Nord de la France. De nombreux patronymes d'origine britannique se retrouvent également (Martin se prononçant « Martine » dont l'homme politique local Harold Martin, Johnston, Hickson…) ou irlandaise (Daly qui se prononce « Délé », O'Donnoghue, Nagle…), familles descendant de certains aventuriers pour la plupart déçus de la « ruée vers l'or » qu'a connue l'Australie au milieu du XIXe siècle et qui ont alors tenté leur chance dans l'île voisine de Nouvelle-Calédonie comme négociants ou éleveurs, et sous l'impulsion de James Paddon (un aventurier et commerçant britannique installé dans l'île Nou, actuelle Nouville dans la rade de Nouméa avant même que la ville soit créée et la Nouvelle-Calédonie soit française). Il faut noter aussi la présence de descendants d'Italiens (Pantaloni, Paladini, Gervolino…), d'Allemands (Tuband, Metzger, Münkel…), de Belges (Metzdorf…), entre autres. Leur nombre est difficile à estimer : en 2019, ils étaient 31 015 à se déclarer Européens tout en étant natifs de Nouvelle-Calédonie, soit 11,43 % de la population et près de la moitié de la communauté européenne (47,36 %). Mais, encore une fois, ce nombre n'inclut pas ceux préférant se présenter comme « métis » ou « Calédoniens », ou ceux nés hors de l'archipel bien que descendants de Néo-calédoniens. Ils se distinguent généralement entre les Nouméens et les « Broussards » (ou habitants de la « Brousse »).
  - les Européens issus d'une immigration plus récente datant de la deuxième moitié du XXe siècle ou du début du XXIe siècle, et principalement d'origine française, appelés « Métros », « Zoreilles » ou « Zor' ». Ainsi, en 2019, environ 30 093 Européens (11,09 % de la population, et 45,95 % de la communauté européenne de l'archipel) sont nés en France métropolitaine (tous ne sont pas pour autant considérés comme « Zoreilles », certains pouvant être également des Caldoches »). Leur nombre a beaucoup baissé entre 2014 et 2019, ils étaient 36 975 et 13,76 % en 2014.
  - les « Pieds-noirs » venus s'installer dans l'archipel après les indépendances des pays du Maghreb dans les années 1950 et 1960, ainsi que leurs descendants : c'est le cas par exemple des hommes politiques Philippe Gomès (président du gouvernement local de 2009 à 2011 et député depuis 2012), Bernard Deladrière, Pierre Bretegnier ou Pierre Maresca. Bien qu'impossibles à quantifier, une partie peut se retrouver parmi les 4 048 Européens nés à l'étranger (1,5 %).

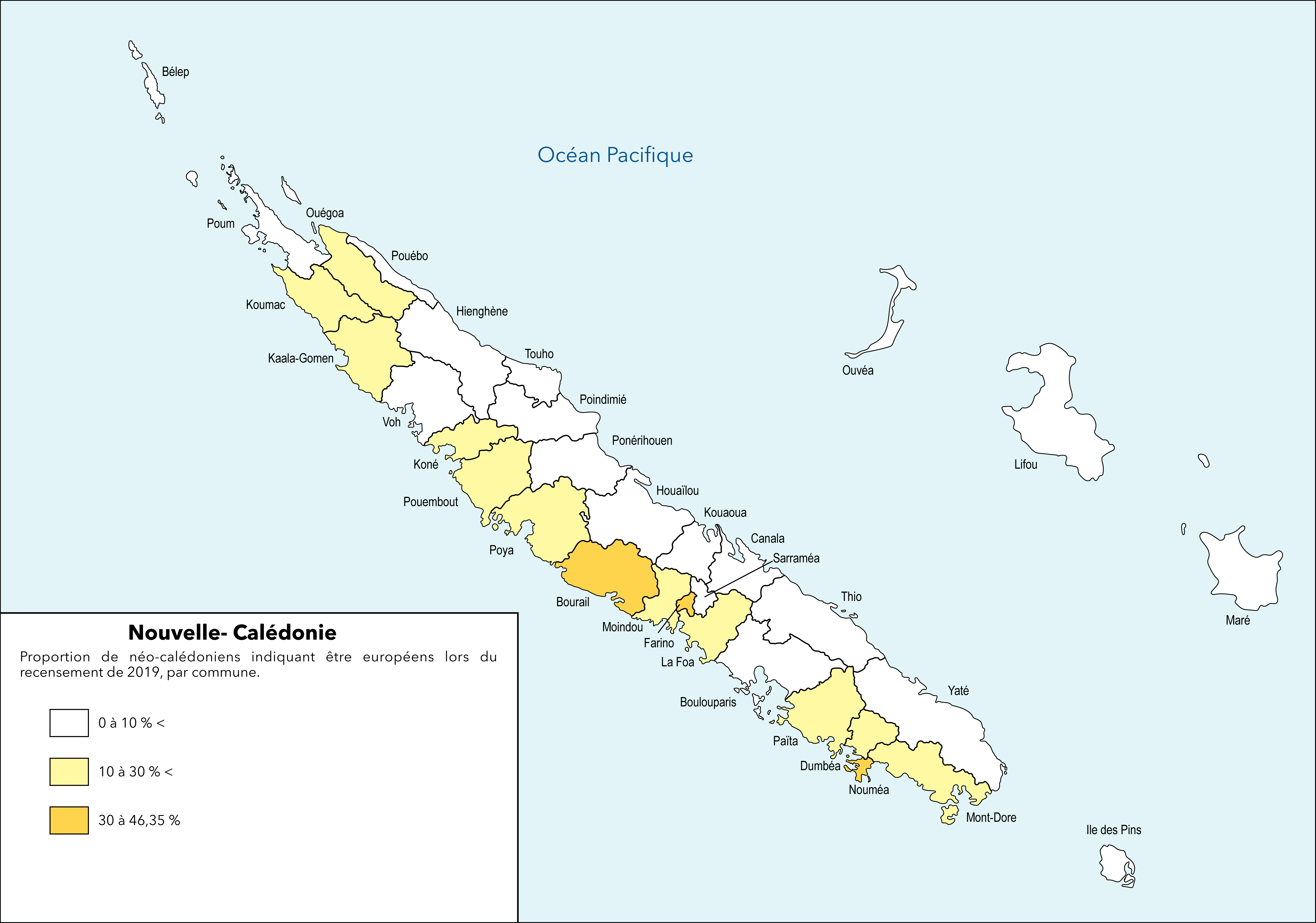
Répartition de la communauté européenne sur le territoire néo-calédonien, par commune, lors du recensement de 2019.

- les habitants se définissant comme appartenant à « plusieurs communautés », ou métis, étaient 30 758 et 11,33 % de la population totale (20 398 et 8,3 % en 2009 puis 23 007 et 8,56 % en 2014). Beaucoup d'entre eux appartiennent à la communauté « caldoche » qui, outre une ascendance européenne, est issue également de mélanges avec les populations mélanésiennes, asiatiques, polynésiennes ou les descendants des transportés (bagnards de droit commun), des relégués (petits délinquants) musulmans algériens («les Algériens du Pacifique») ou, de manière marginale des cent vingt-six déportés politiques de la révolte de Mokrani (1871), parfois dénommés les « Kabyles du Pacifique ».
- « Autres » et surtout « Calédoniens » : 23 355 individus et 9,55 % des Néo-calédoniens (contre 25 909 personnes et 7,17 % en 2009 et 29 959 et 11,15 % en 2014) ont coché la case « Autres » du questionnaire sur les communautés du recensement, en souhaitant pour la plupart se définir simplement comme « Calédoniens ». Il peut s'agir de membres de n'importe quelle autre communauté mais refusant d'être enfermés dans une définition purement ethnique de leur identité, ou peuvent faire référence à la notion de « destin commun » développée dans l'accord de Nouméa.

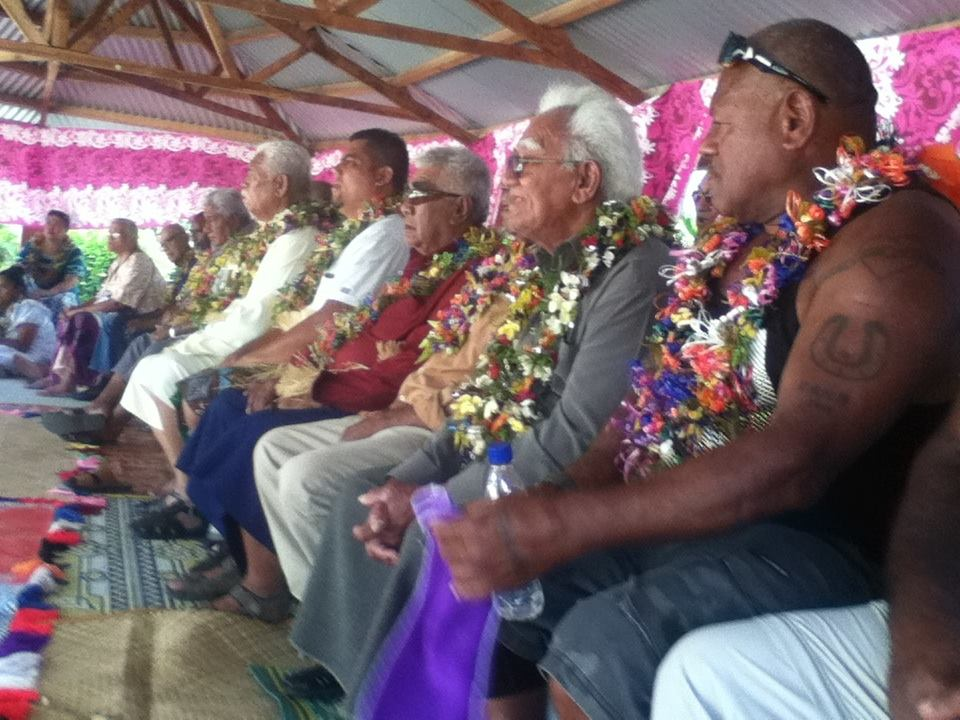
Wallisiens et Futuniens au centre culturel Kaimolo.

- les Wallisiens et Futuniens : 22 520 personnes et 8,3 % du total (17 763 et 9,02 % en 1996, 21 262 et 8,66 % en 2009, 21 926 et 8,16 % en 2014). Ils sont issus d'un véritable exode de la population des îles Wallis-et-Futuna vers la Nouvelle-Calédonie à partir des années 1950, et sont désormais presque deux fois plus nombreux que ceux continuant à habiter leur archipel d'origine. La stagnation de leur nombre et le recul de la proportion s'explique par un ralentissement depuis les années 1980 de l'immigration originaire de cet archipel, et le métissage ou l'intégration à la communauté des « Calédoniens » de nombreux individus issus des deuxièmes ou troisièmes générations de natifs.
- différents groupes asiatiques historiques, qui réunissent 7 197 individus et 2,65 % du total (7 825 et 3,98 % en 1996, 8 199 et 3,34 % en 2009, 7 542 et 2,81 %). D'autres peuvent se retrouver parmi les catégories « plusieurs communautés » ou « Calédoniens ». Ils descendent d'une ancienne main-d'œuvre venue à partir de la fin du XIXe siècle pour travailler essentiellement dans les caféries ou les mines. Ils se répartissent entre des :
  - Indonésiens : 3 859 habitants et 1,44 % des Néo-calédoniens (5 003 et 2,54 % en 1996, 3 985 et 1,62 % en 2009),
  - Vietnamiens : 2 506 résidents et 0,93 % de la population (2 822 et 1,43 % en 1996, 2 357 et 0,96 % en 2009),
  - « Autres asiatiques », dont surtout des Chinois mais aussi quelques familles considérées comme Caldoches mais d'origine japonaise (Tsutsui, Nakamura, Takamatsu, Tanaka…)[128] ou descendants d'engagés indiens d'origine réunionnaise venus sous l'impulsion de Gabriel Le Coat de Kerveguen, grand propriétaire cannier réunionnais désireux de faire cultiver la canne à sucre en Nouvelle-Calédonie (région de la Naïna) et qui a fait ainsi venir plusieurs familles de l'île de la Réunion et leur main-d'œuvre essentiellement composée de « Malabars ». Ce groupe constituait 1 177 habitants et 0,44 % du total (1 857 et 0,76 % en 2009). 1 116 Japonais furent internés à partir du 11 décembre 1941 puis expulsés vers l'Australie en 1942.

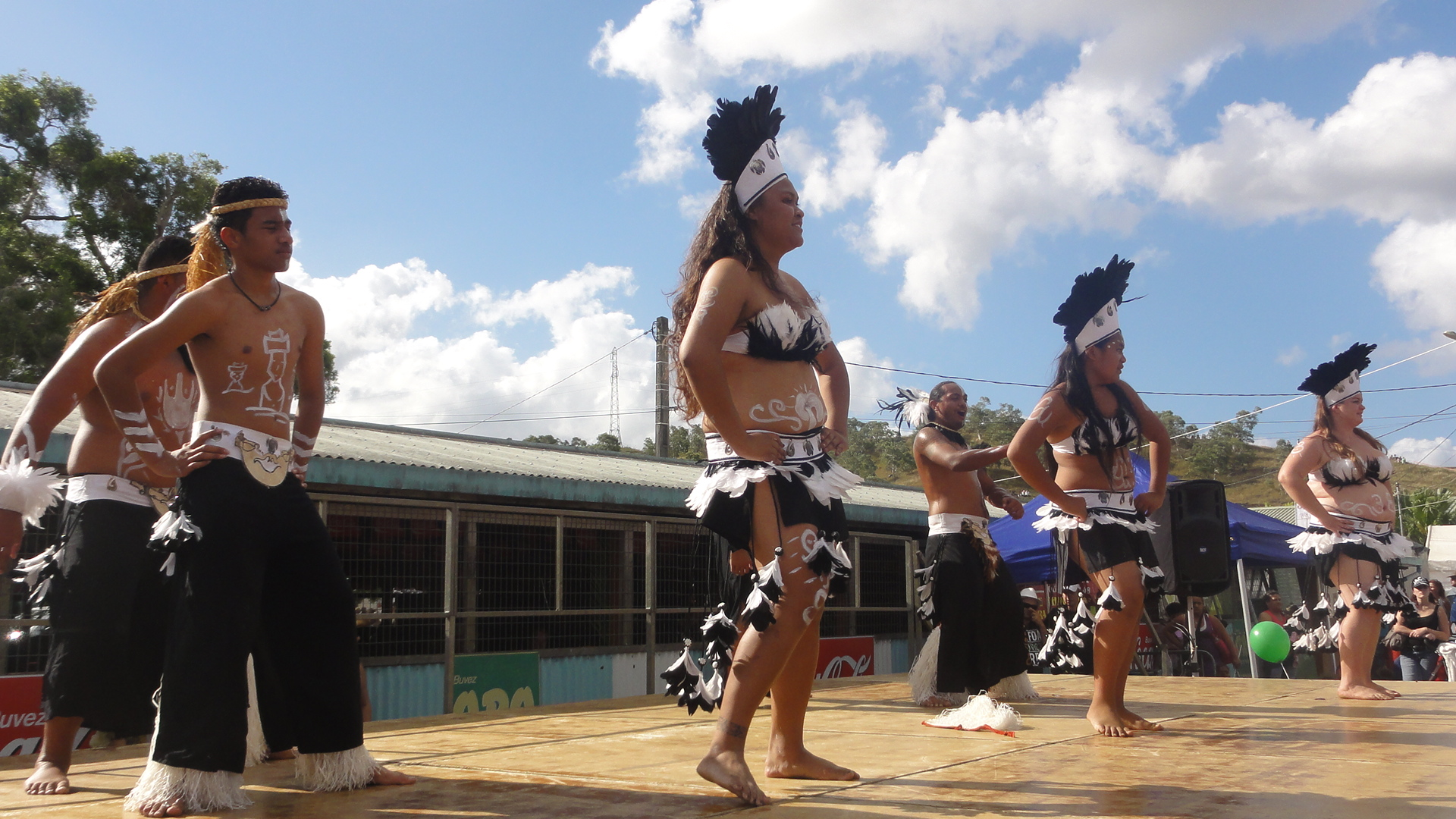
Danseurs polynésiens à la foire de Bourail.

- les Tahitiens : 5 608 personnes et 2,09 % de la population (5 171 individus et 2,63 % en 1996, 4 985 et 2,03 % en 2009).
- les Ni-Vanuatu : 2 568 habitants et 0,96 % des Néo-calédoniens (2 244 et 1,14 % en 1996, 2 327 et 0,95 % en 2009).
- 6 604 personnes, soit 2,46 % de la population, n'ont pas déclaré leur appartenance à une communauté lors du recensement de 2014 (2 867 et 1,17 % en 2009).

### Démographie et enjeu électoral
La démographie est une donnée politique importante en Nouvelle-Calédonie. L'accord de Nouméa a fait de la composition ethnique du collège électoral un enjeu dans l'optique du Référendum d'autodétermination (2018, 2020, 2021). Certains indépendantistes - dont surtout l'Union calédonienne et ses alliés - ont régulièrement dénoncé la volonté de l'État d'encourager l'immigration de façon à mettre en minorité les peuples autochtones et contrecarrer leurs objectifs d'autonomie ou d'indépendance. Ce point de tension a atteint son paroxysme en mai 2024, des émeutes ont lieu dans un contexte de débat sur un projet de réforme du corps électoral pour les élections provinciales. À la suite de l'accord de Nouméa, ce droit est limité aux seuls citoyens néocalédoniens, c'est-à-dire aux citoyens français résidents de Nouvelle-Calédonie avant 1998 et à leurs descendants. Ce corps électoral « gelé » fait qu'un électeur potentiel sur cinq est ainsi exclu du corps électoral provincial, un dispositif jugé acceptable par la Cour européenne des droits de l'homme en 2005 « dans le cadre d'un processus de décolonisation » (puisque la Nouvelle-Calédonie est inscrite sur la liste des territoires non autonomes selon l'Organisation des Nations unies — donc considérée comme non-décolonisés —), mais « seulement à titre temporaire ». Cela fut mis en place pour satisfaire les exigences du camps indépendantiste vis-à-vis du vote aux trois référendums sur la question de l'indépendance, qui ont tous vu la victoire du non et alors que ces restrictions ont rendu les Kanak majoritaires au sein du corps électoral spécial d'après le FLNKS en 2018,. La réforme vise alors à rendre le corps électoral des élections provinciales - et non pas celui pour les référendums d'autodétermination, qui n'est pas touché par cette réforme - « glissant », c'est-à-dire ouvert à des personnes ayant 10 ans de résidence au moment du scrutin, et non plus « gelé ».
Les violences ramènent l'archipel dans un climat de guerre civile semblable à celui qui avait fait naître les accords de Matignon 40 ans plus tôt. D'autres indépendantistes - comme le Parti de libération kanak - estiment au contraire que ce sujet mériterait d'être « dépassionné », prenant à témoin le résultat du second tour des élections législatives de juillet 2024 qui ont vu les scores cumulés des candidats indépendantistes dépasser ceux des non-indépendantistes en pourcentage des suffrages exprimés alors que le corps électoral n'est alors pas limité.
La population kanak a atteint 50 000 vers 1973 et dépassé 100 000 en 2014, les personnes se déclarant Kanak lors des recensements sont les plus nombreuses en effectif, mais en proportion de la population totale, elles ne sont plus majoritaires depuis les années 1950 et se stabilisent depuis les années 1970 autour d'environ 40 % de la population totale, avec une légère hausse dans les années 2010 (augmentant de 2 points entre 2014 et 2019),. De plus, en raison d'un fort métissage de la population, la part des Kanak et Kanak métissés est passée de 43 % en 2014 à 47,2 % en 2019.
Une volonté de mise en minorité a été définie au niveau étatique jusque dans les années 1970. Dans sa directive de 1972, Pierre Messmer, alors Premier ministre, évoquait encore la réactivation de la politique de colonie de peuplement et la perspective de mise en minorité du peuple autochtone kanak : 
« La Nouvelle-Calédonie, colonie de peuplement, bien que vouée à la bigarrure multiraciale, est probablement le dernier territoire tropical non indépendant au monde où un pays développé puisse faire émigrer ses ressortissants.[...]
À court et moyen terme, l’immigration massive de citoyens français métropolitains ou originaires des départements d’outre-mer (Réunion) devrait permettre d’éviter ce danger en maintenant et en améliorant le rapport numérique des communautés.
À long terme, la revendication nationaliste autochtone ne sera évitée que si les communautés non originaire du Pacifique représentent une masse démographique majoritaire. Il va de soi qu’on n’obtiendra aucun effet démographique à long terme sans immigration systématique de femmes et d’enfants. »
L'immigration de Métropole est ainsi encouragée par des avantages fiscaux. Pour autant, la proportion de ceux se déclarant Européens n'a, pour sa part, fait que baisser depuis 1969 (où elle atteint 41 % des Néo-Calédoniens recensés cette année là, égalant presque les Kanak, pour redescendre à 33,6 % en 1989, 29 % en 2009 et 24 % en 2019). Les accords de Nainville-les-Roches (1983), de Matignon (1988) et de Nouméa (1998) ont mis fin à cette politique d'encouragement de l'immigration. En parallèle de transferts de compétences (y compris en matière de droit du travail, avec des mesures de protection de l'emploi local) et de mesures de rééquilibrages territoriales, économiques et sociales entre communautés, un corps glissant puis gelé a progressivement été mis en place pour les élections au Congrès, aux assemblées provinciales (dont deux majoritairement kanak sur trois) et, de manière encore plus restreinte (pour les natifs, leurs descendants, et les personnes arrivées en 1994 ou avant) pour les consultations d'autodétermination. Enfin, les difficultés économiques connues par l'archipel depuis les années 2010 ont entraîné, de fait, un solde migratoire négatif (−10 300 entre 2014 et 2019) touchant essentiellement des personnes non natives (3/4 des départs entre 2014 et 2019). Par conséquent, en 2019, les natifs constituaient 78 % de la population néo-calédonienne.
L'attractivité économique de la Nouvelle-Calédonie des années 1950 aux années 1970 (« Boom du Nickel ») et dans les années 2000 ont également favorisé une immigration importante de populations du Pacifique, principalement polynésiennes (notamment de Wallis-et-Futuna, malgré un programme de développement spécifique dans cette autre collectivité d'outre-mer, ainsi que de Polynésie française). Dans les années 1970 et depuis la fin des années 1980, les Wallisiens et Futuniens résidents en Nouvelle-Calédonie sont plus nombreux qu'à Wallis-et-Futuna, et des conflits ethniques se produisent avec les Mélanésiens (à Saint-Louis entre 2001 et 2004 tout particulièrement).
Ce cosmopolitisme est également à l'origine de la présence de langues, dialectes et façons spécifiques de s'exprimer propres à l'archipel.

### Langues
Le français est la langue officielle, avec un accent et des expressions particulières au sein de la population européenne installée depuis plusieurs générations en Nouvelle-Calédonie ainsi que dans les autres communautés non-européennes. En 2009, 180 809 habitants de plus de dix ans étaient capables au moins de parler le français, soit la quasi-totalité de la population (98,9 %, dont 99,8 % des métis et des Tahitiens, 99,5 % des Européens et de ceux s'étant déclarés « autres », 99,4 % des Kanaks, 98,9 % des Ni-Vanuatu, 98,7 % des Indonésiens, 98,4 % des « non déclarés », 97,9 % des Wallisiens et Futuniens et des Vietnamiens et seulement 58 % des autres asiatiques). Parmi eux, 177 945 savaient le lire et l'écrire (98,4 % des francophones et 97,3 % de la population totale de plus de 10 ans, dont 99,1 % des Européens, 98,9 % des métis, 98,7 % des « autres », 98,1 % des Kanaks, 97,7 % des Tahitiens, 95,5 % des « non déclarés », 92,9 % des Wallisiens et Futuniens, 92,1 % des Indonésiens, 91,5 % des Vietnamiens, 88,8 % des Ni-Vanuatu et 53,4 % des autres asiatiques), 1 160 seulement le lire (0,6 % des francophones et de la population totale).
Mais il existe également 28 langues locales (qui sont des langues austronésiennes) dont quatre disposent d'un enseignement optionnel dans le secondaire, sont disponibles au baccalauréat et sont enseignées à l'Université de la Nouvelle-Calédonie : deux sur la Grande Terre (le paicî, dans la région de Poindimié et de Koné-Pouembout, et l'ajië, dans la région de Houaïlou), et deux dans les îles Loyauté (le nengone, dans l'île de Maré, et le drehu, dans l'île de Lifou). En 2013, quatre autres sont aussi présentes en option dans certains collèges : le xârâcùù de la région de Canala et Thio sur la côte Est de la Grande Terre (dans deux collèges privés à Thio et Houaïlou et deux collèges publics à Canala et La Foa), l'iaai d'Ouvéa (dans les deux collèges de l'île, dont un privé et un public), le drubéa (originairement parlé dans le Grand Nouméa et à Yaté, enseigné au collège public de Yaté) et le fwâi de Hienghène (au collège public de cette commune). Il y avait en 2013 2 741 collégiens et 406 lycéens suivant un enseignement en langues kanak, contre respectivement 2 359 et 655 en 2005.
La défense, la promotion et les évolutions de ces langues kanak sont gérées par une Académie des langues kanak, créée en 2007 pour appliquer une des dispositions de l'accord de Nouméa. En 2014, 68 345 personnes de quatorze ans ou plus (70 428 en 2009) ont déclaré parler ou comprendre au moins une langue kanak, les plus parlées étant le drehu (15 949), le nengone (8 940), le paicî (6 866), le xârâcùù (5 287), l'ajië (5 019) et l'iaai (3 821). Les moins parlées étaient le sîchë (vingt personnes, à Bourail et Moindou), le pwapwâ de Voh (79), le neku (86, à Bourail et Moindou), l'arhâ de Poya (135) et le pije de Hienghène (160). Il existe également un créole à base lexicale française, le tayo, uniquement parlé dans la tribu de Saint-Louis au Mont-Dore par quelque 1 033 locuteurs.
Les autres langues parlées par les communautés vivant dans l'archipel sont le wallisien, le futunien, le tahitien, le vietnamien, le javanais et le bichelamar (Ni-Vanuatu), et dans une moindre mesure le mandarin, le cantonais, le japonais et l'anglais.

### Religion

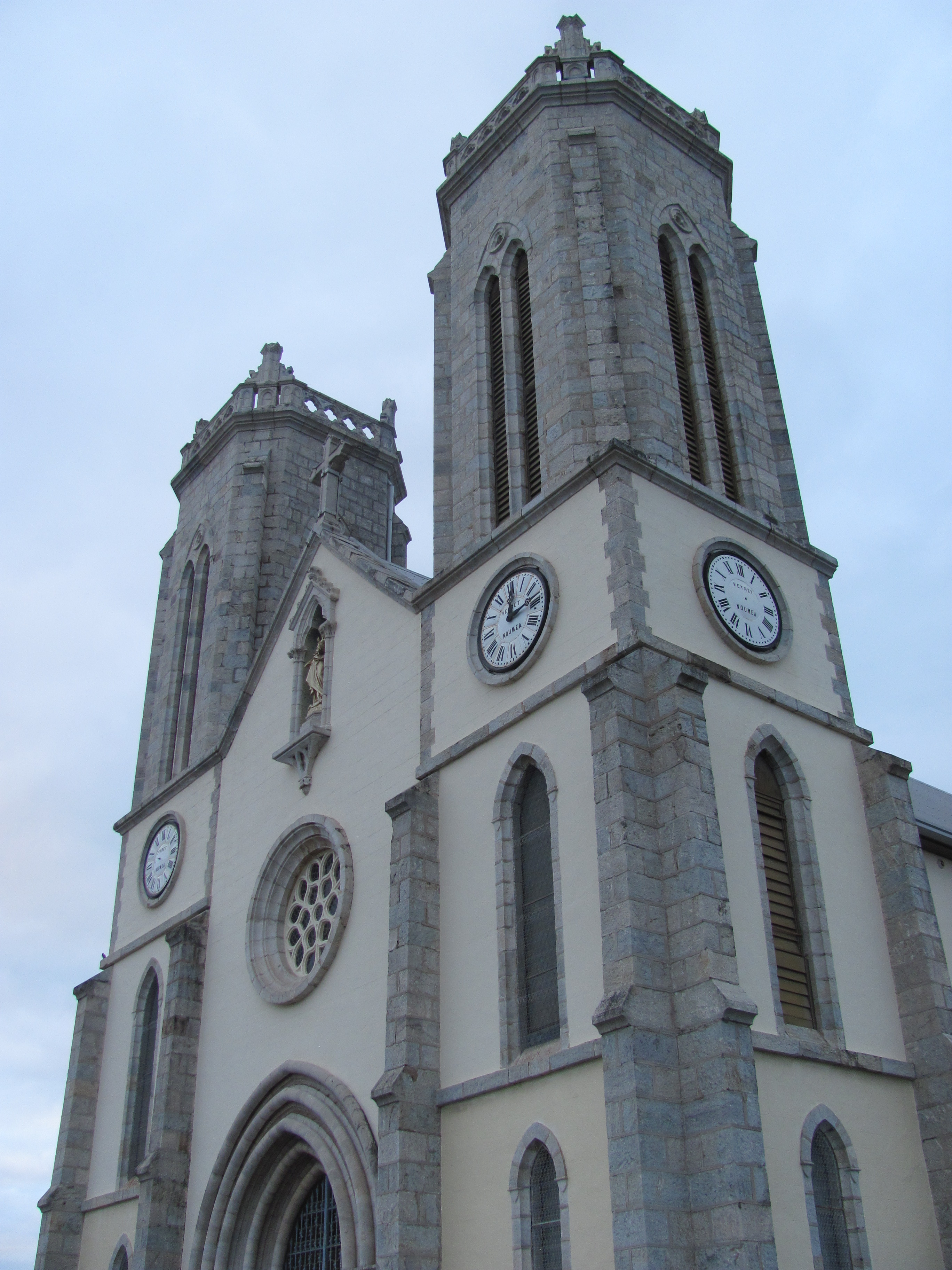
La cathédrale Saint-Joseph de Nouméa.

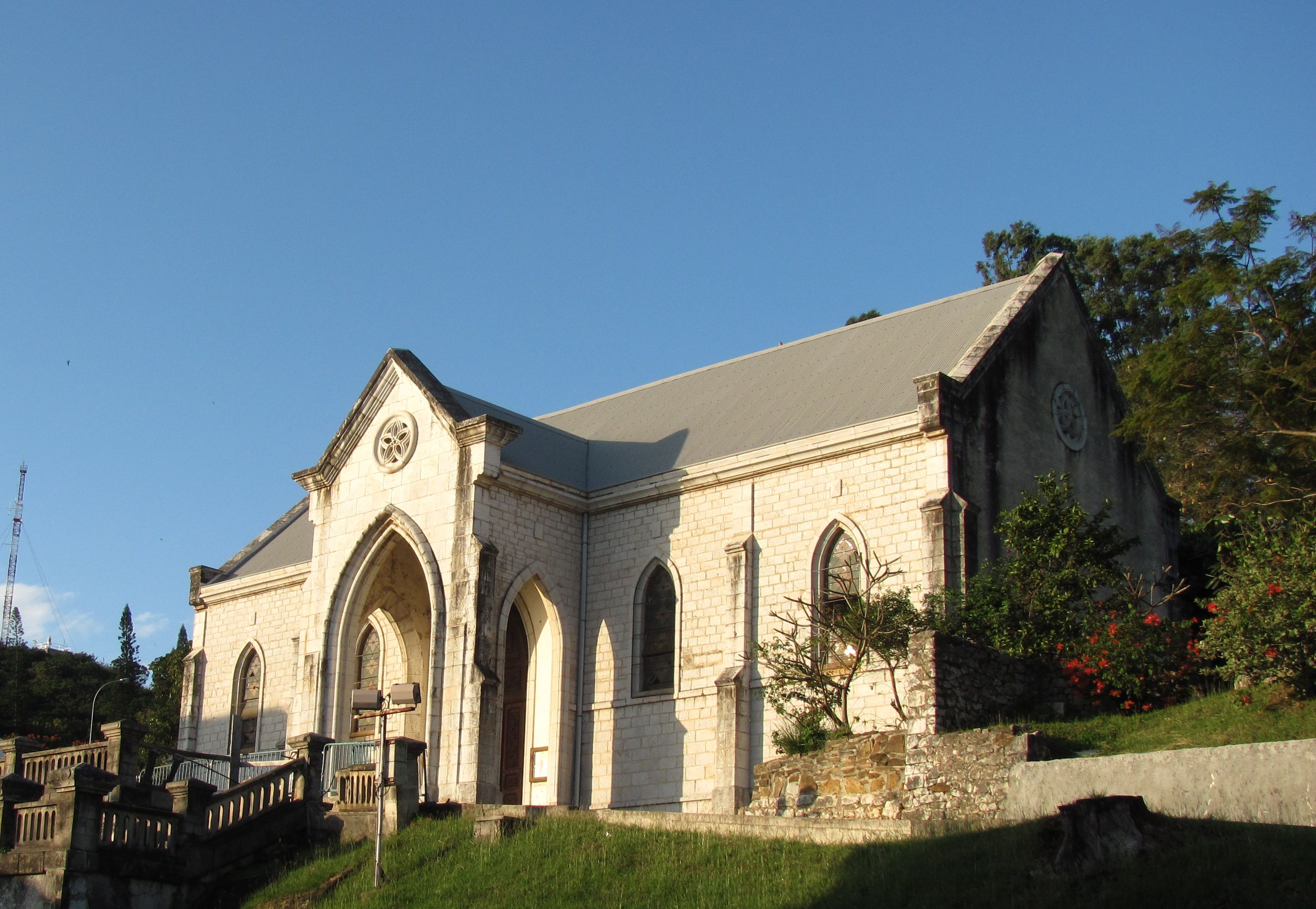
Le Vieux Temple (protestant) de Nouméa.

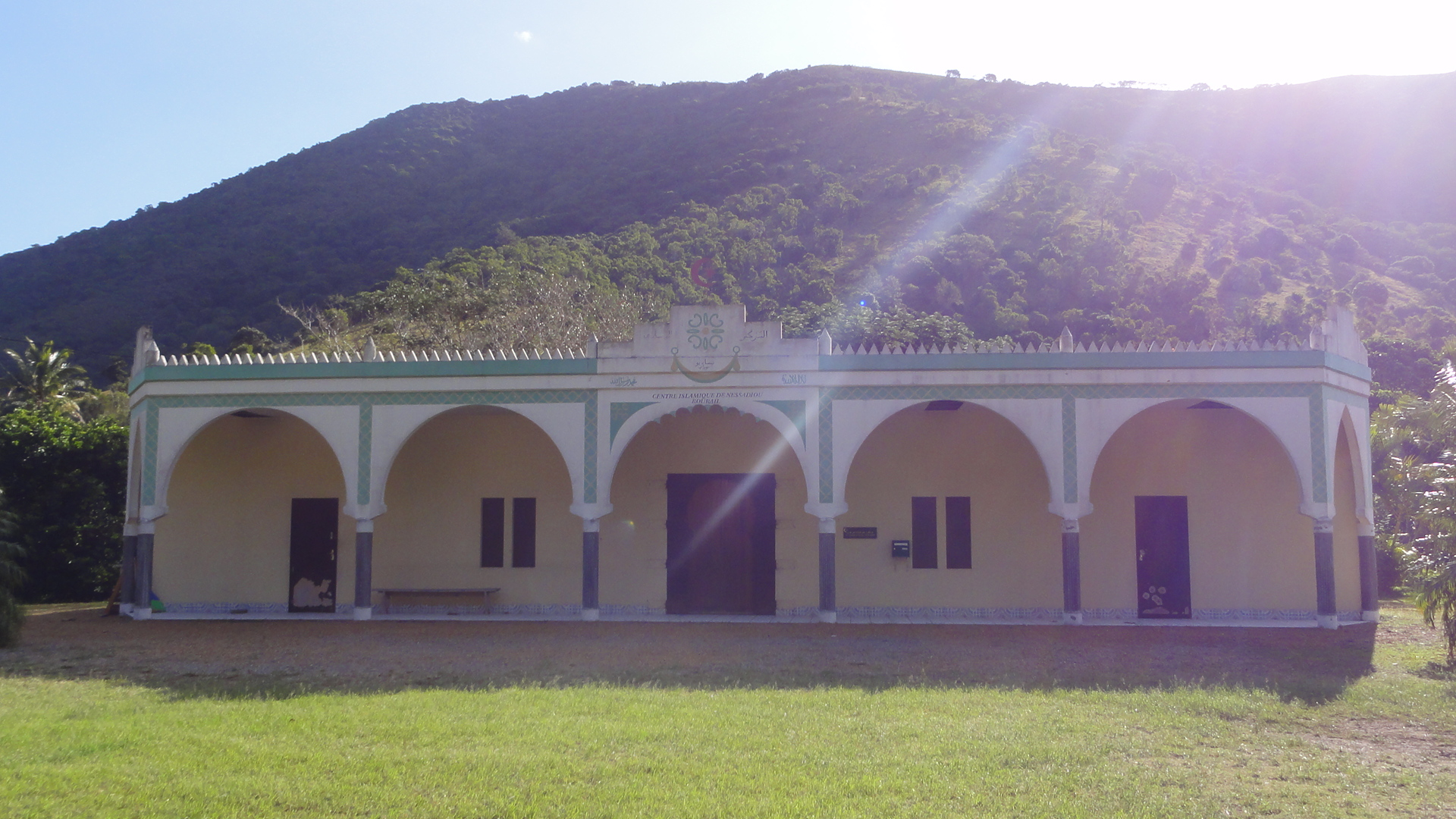
Centre culturel islamique de Nessadiou à Bourail.

La Nouvelle-Calédonie est régie, en matière de cultes, par les décrets Georges Mandel des 16 janvier et 6 décembre 1939, qui aménagent la loi de séparation des Églises et de l'État de 1905. Ces décrets permettent dans certaines colonies d'alors (et encore aujourd'hui dans les collectivités de Nouvelle-Calédonie, Wallis-et-Futuna et des TAAF, mais aussi en Polynésie française pour les autres religions que le protestantisme tandis que seulement le premier décret s'applique à Mayotte) la constitution de missions religieuses, dont le choix du président et des membres du conseil d'administration doit être soumis à agrément du représentant de l'État dans le Territoire (art. 2 du premier décret), sauf s'il s'agit « du chef même de la circonscription missionnaire » du culte catholique car alors sa nomination comme président du conseil d'administration doit seulement être notifiée à l'autorité publique locale.
La religion, essentiellement chrétienne, est aujourd'hui une composante identitaire forte pour la société et la culture kanakes ainsi que pour les autres populations océaniennes présentes en Nouvelle-Calédonie.
La majorité des cultes en Nouvelle-Calédonie sont chrétiens, surtout catholiques, mais également réformé ou pentecôtistes notamment au sein des populations mélanésiennes et tahitiennes, ainsi que dans certaines familles descendantes de colons européens (surtout celles d'origines anglo-saxonnes ou allemandes), du fait de la présence dès le début du XIXe siècle, et avant même la prise de possession par la France, de missions d'évangélisation. Les premiers Calédoniens blancs furent les missionnaires, escortés par les militaires. Depuis les origines de la colonisation, on a assisté à une vive compétition entre les prêtres catholiques et les pasteurs protestants. En 1894, le gouverneur Paul Feillet ouvre la Grande Terre au prosélytisme protestant, jusqu'alors limité aux îles Loyauté. Les premiers prêtres catholiques kanak sont, après 1947, Luc Amoura et Michel Matouda.
Aujourd'hui, le culte catholique est organisé en un diocèse créé en 1966 sur la base d'un ancien vicariat apostolique lui-même fondé en 1847. Il comprend l'ensemble de la Nouvelle-Calédonie et constitue la métropole ecclésiastique de la province de Nouméa qui regroupe également deux autres diocèses suffragants (ceux de Wallis-et-Futuna et de Port-Vila). Son siège est à la cathédrale Saint-Joseph de Nouméa, érigée entre 1887 et 1897, et elle compte 32 paroisses pour 110 000 baptisés revendiqués sur 210 000 habitants estimés par l’Annuaire pontifical de 2004, soit une part de 52,4 % de la population totale.
Pour les protestants, deux Églises sont nées d'un schisme à la fois doctrinal et politique en 1958 au sein des organisations calvinistes néo-calédoniennes jusque-là gérées par la Société des missions évangéliques de Paris. D'une part, l'Église protestante de Kanaky Nouvelle-Calédonie (EPKNC), dénommée jusqu'en 2013 Église évangélique en Nouvelle-Calédonie et aux îles Loyauté (EENCIL), est la plus importante en nombre de membres, notamment au sein de la communauté kanake. Membre de la Communion mondiale d'Églises réformées (et, avant sa création en 2010, de l'Alliance réformée mondiale), du Conseil œcuménique des Églises, de la Conférence des Églises du Pacifique et de la Cevaa - Communauté d'Églises en Mission, elle est organisée selon le système presbytérien synodal en quatre régions (Grande Terre, Nengone, Drehu et Iaai), 18 consistoires et 90 paroisses, pour 30 000 à 40 000 fidèles revendiqués (soit environ 60 % des protestants néo-calédoniens),. D'autre part, l'Église évangélique libre de la Nouvelle-Calédonie (EELNC) est surtout organisée autour de l'ancienne mission de Do Néva à Houaïlou, avec environ 14 000 à 15 000 croyants (soit 20 % des protestants néo-calédoniens). Enfin, s'y ajoutent environ 10 000 membres d'autres organisations chrétiennes millénaristes, adventistes ou évangéliques, très populaires auprès des populations océaniennes (mélanésiennes comme polynésiennes) du Grand Nouméa (Témoins de Jéhovah, Mormons, Sanitos de la Communauté du Christ, Adventistes du septième jour, Pentecôtistes).
D'autres cultes, non chrétiens, minoritaires, sont présents :
- le judaïsme, avec communauté(<300), synagogue, consistoire[142], fêtes communautaires[143], shabbat, rabbin, beth habad[144],[145],
- l'islam[146],[147] à travers la communauté indonésienne mais aussi les descendants des Algériens du Pacifique, fortement concentrés à Bourail (environ 7 000, soit 2,8 %)[148],[149],
- le bouddhisme mahāyāna à travers une partie de la communauté vietnamienne[150],[151].

D'autres spiritualités sont présentes et actives, sur le plan religieux ou non, parfois amicaliste, comme l'association des Malabars, Bourbonnais, Indiens de Calédonie et leurs amis (AMBICA), parfois potentiellement sectaire.

## Institutions et politique

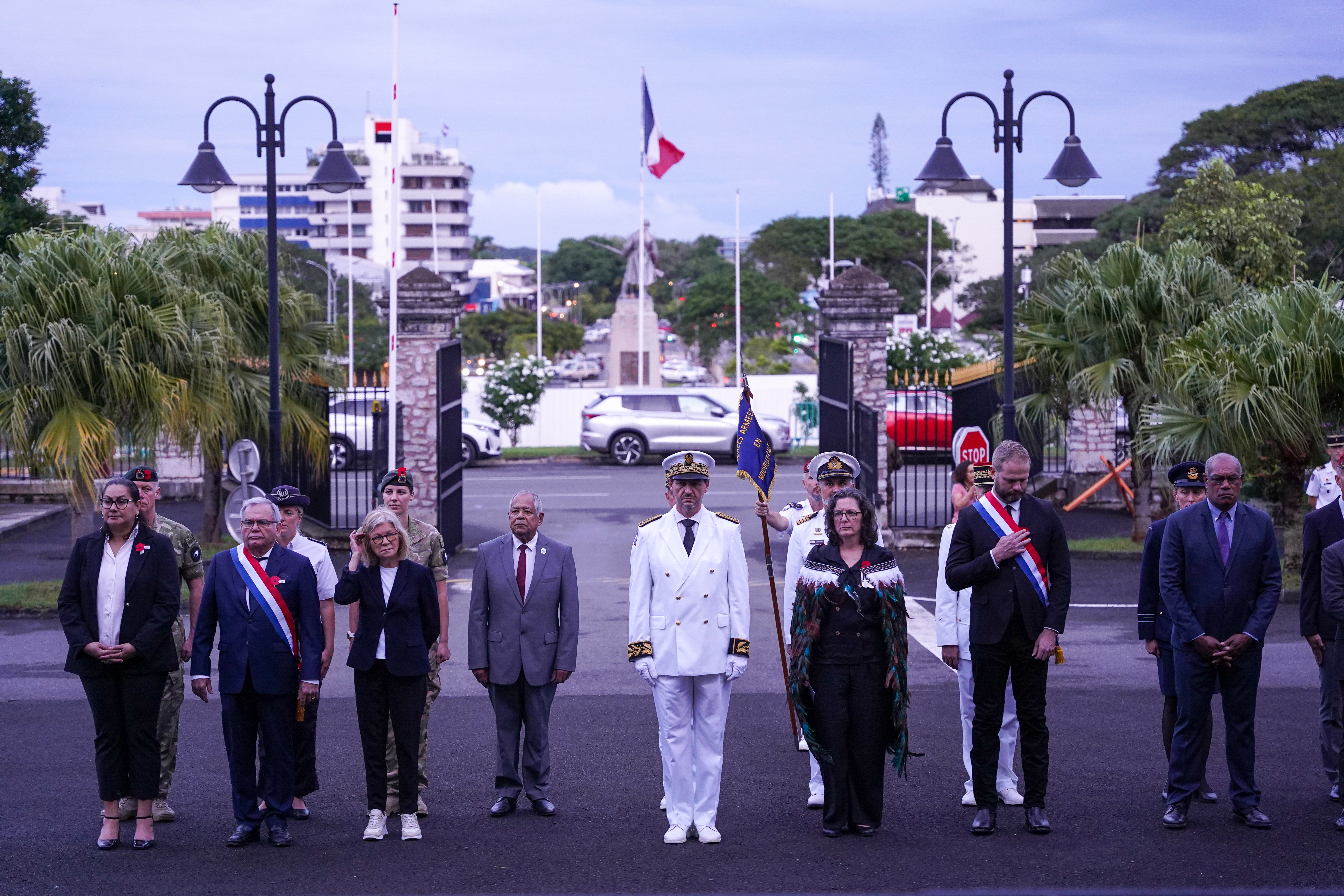
Les principaux dirigeants des institutions néo-calédoniennes en 2025, lors d'une cérémonie officielle pour la Journée de l'ANZAC à la Caserne Gally-Passebosc à Nouméa, avec, de gauche à droite au 1er rang : la présidente du Congrès Veylma Falaeo ; le sénateur Georges Naturel ; la maire de Nouméa Sonia Lagarde ; le commandant des Forces armées en Nouvelle-Calédonie, le général de division Yann Latil ; la consule générale de Nouvelle-Zélande à Nouméa Mary Thurston ; le député de la 1re circonscription Nicolas Metzdorf ; le président du gouvernement Alcide Ponga.

### Institutions
L'histoire institutionnelle de la Nouvelle-Calédonie est particulièrement complexe, l'île ayant connu une multitude de statuts différents. Colonie française de 1853 à 1946, elle devient ensuite Territoire d'outre-mer de 1946 à 1999 et enfin une Collectivité sui generis d'Outre-mer spécifiquement régie par le titre XIII de la Constitution française (articles 76 et 77),. En droit international, la Nouvelle-Calédonie est par ailleurs inscrite sur la liste des territoires non autonomes selon l'Organisation des Nations unies. De plus, dans les années 1980, les statuts d'autonomie interne se sont succédé pour essayer de faire face à la revendication indépendantiste croissante puis aux Événements : statut Lemoine de 1984, statut Fabius-Pisani de 1985, statuts Pons I et II respectivement en 1986 puis 1988, enfin le statut de l'Accord de Matignon puis celui de Nouméa. Un Comité des signataires réunit régulièrement (tous les 12 ou 18 mois généralement) les partenaires historiques de l'Accord de Nouméa (représentants de l'État et tout ou partie des signataires historiques) ainsi que les dirigeants des institutions locales (depuis 2006) ou des représentants des formations politiques représentées au Congrès (depuis 2011), cela afin de suivre l'application des dispositions de cet accord.
Actuellement, les institutions de la Nouvelle-Calédonie sont définies par la loi organique no 99-209 du 19 mars 1999 relative à la Nouvelle-Calédonie.
Le chef-lieu est Nouméa, depuis sa création en 1854 sous le nom de Port-de-France, les sièges de toutes les institutions de la Nouvelle-Calédonie (Haut-commissariat, Congrès, gouvernement, Sénat coutumier et Conseil économique, social et environnemental) s'y trouvent. Il s'agit également du siège de la Province Sud depuis la création de cette subdivision administrative en 1989, après avoir été celui de la Région Sud de 1985 à 1988.

#### Subdivisions

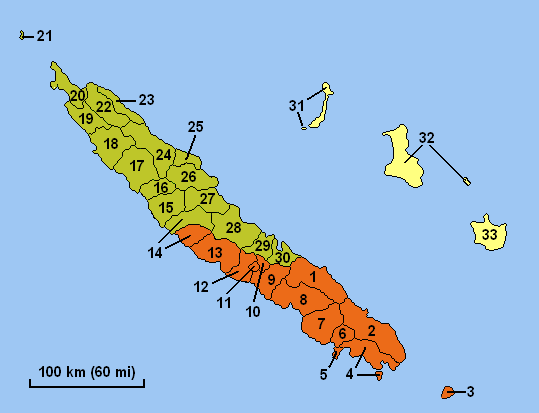

| Carte des subdivisions administratives de la Nouvelle-Calédonie | Carte des subdivisions administratives de la Nouvelle-Calédonie | Carte des subdivisions administratives de la Nouvelle-Calédonie |
| --- | --- | --------------------------------------------------------------- |
| Province Sud 1. Thio 2. Yaté 3. Île des Pins 4. Mont-Dore 5. Nouméa (chef-lieu) 6. Dumbéa 7. Païta 8. Boulouparis 9. La Foa 10. Sarraméa 11. Farino 12. Moindou 13. Bourail 14. Poya (partie sud) | Province Nord 14. Poya (partie nord) 15. Pouembout 16. Koné (chef-lieu) 17. Voh 18. Kaala-Gomen 19. Koumac 20. Poum 21. Bélep 22. Ouégoa 23. Pouébo 24. Hienghène 25. Touho 26. Poindimié 27. Ponérihouen 28. Houaïlou 29. Kouaoua 30. Canala | Îles Loyauté 31. Ouvéa 32. Lifou (chef-lieu) 33. Maré           |

##### Provinces
La Nouvelle-Calédonie est découpée en trois collectivités appelées provinces, créées par le décret du 24 juillet 1989, dans un souci de partage des institutions entre partisans et opposants de l'indépendance, et disposant d'un vaste champ de compétences (toutes celles qui ne reviennent pas spécifiquement ni à l'État, ni à la Nouvelle-Calédonie, ni aux communes).
La province Sud, la plus peuplée et la plus dense (203 144 habitants en 2019 sur 7 303 km2, soit 28 hab/km2), est composée d’un peu moins de la moitié sud de la Grande Terre ainsi que de l'Île des Pins. Elle a pour chef-lieu Nouméa. Les anti-indépendantistes y ont toujours été nettement majoritaires (33 élus sur 40 depuis 2014, une seule indépendantiste, de plus élue sur une liste non-indépendantiste, y a siégé de 2004 à 2009). La Province est présidée par Sonia Backès (L'Avenir en confiance-Les Républicains calédoniens) depuis le 17 mai 2019. La province Nord, est la plus étendue (9 582,6 km2) mais aussi la moins densément peuplée (49 910 habitants en 2019, soit 5,2 hab/km2). Elle comprend un peu plus de la moitié nord de la Grande Terre ainsi que les Bélep. L'hôtel de province, et donc le chef-lieu, est situé à Koné sur la côte ouest qui est aussi la commune la plus peuplée. Les indépendantistes y sont majoritaires (19 élus sur 22 depuis 2019). Elle est présidée par Paul Néaoutyine (FLNKS-UNI-Palika) depuis le 14 juin 1999. La province des îles Loyauté dont le centre administratif est à Wé sur Lifou, est la province la moins peuplée (18 353 en 2019), mais aussi la plus petite en termes de superficie (1 980,9 km2). Elle comprend les îles d'Ouvéa, Lifou, Tiga et Maré. Elle ne compte plus aucun conseiller provincial non-indépendantiste depuis 2009. Elle est présidée par Jacques Lalié (FLNKS-UC) depuis le 17 mai 2019.
Les membres des « Assemblées de Provinces » chargées de gérer ces circonscriptions (14 pour les îles Loyauté, 22 pour la province Nord et 40 pour la province Sud) sont élus au scrutin proportionnel de liste à un tour, chaque parti devant rassembler 5 % des inscrits de la province pour pouvoir être représenté. Les élections provinciales du 9 mai 2004 ont démontré un fort éclatement (31 listes pour 76 sièges et 120 000 électeurs), un peu moins marqué lors du scrutin suivant du 10 mai 2009 (24 listes pour 135 000 inscrits), celui du 11 mai 2014 (seulement 17 listes pour 152 462 inscrits) et celui du 12 mai 2019 (remontant toutefois à 25 listes pour 169 635 inscrits). Chaque Assemblée de Province élit en son sein un président et trois vice-présidents.

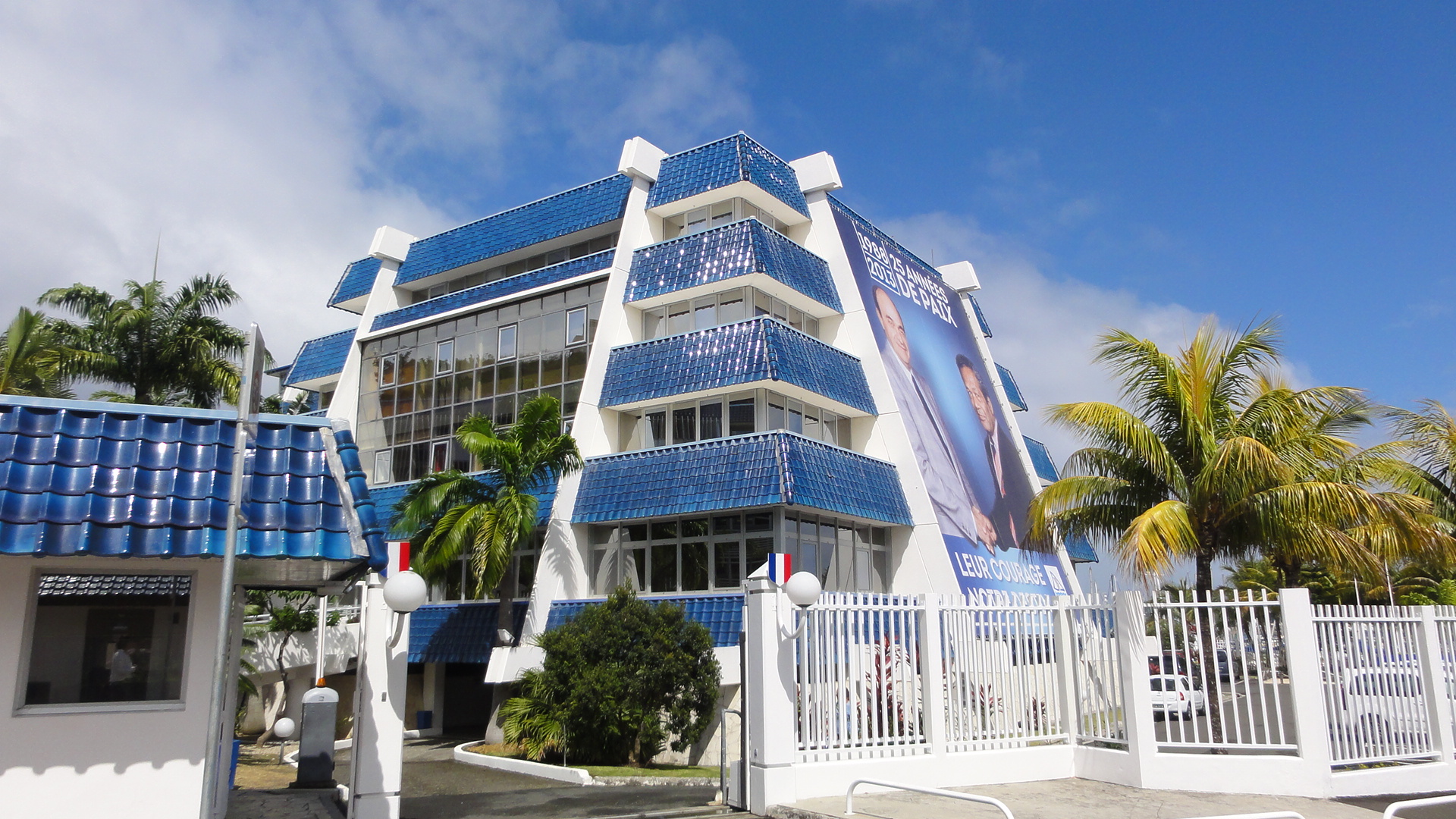
L'Hôtel de la Province Sud ou « Maison bleue » à Nouméa.
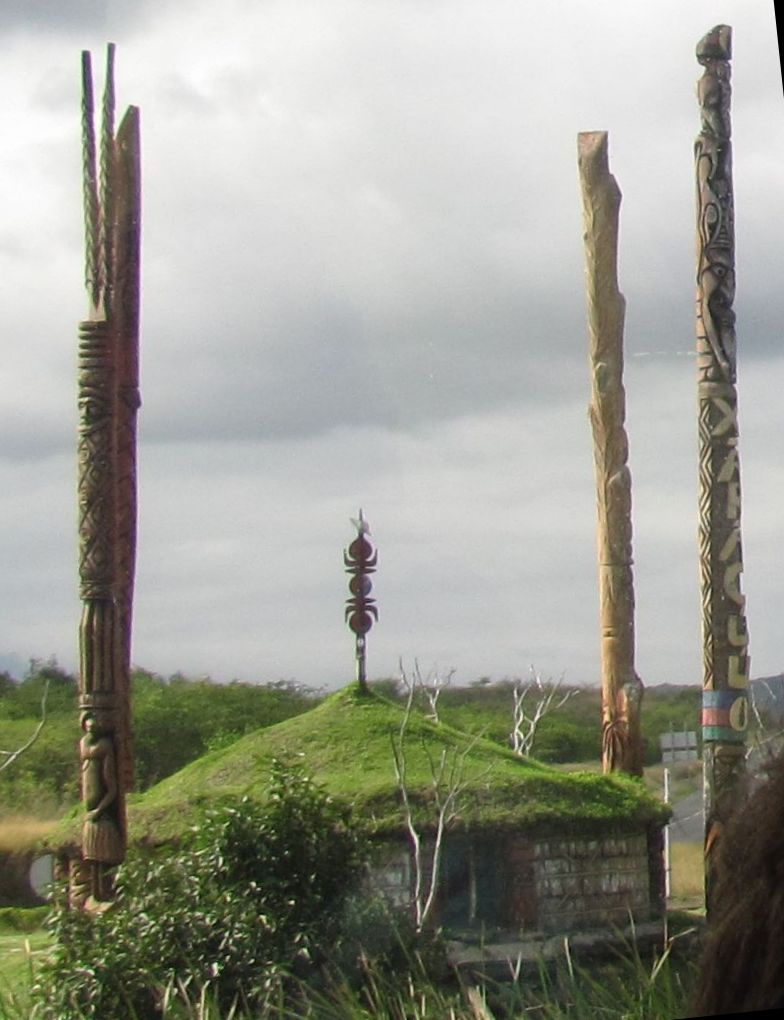
Case devant l'Hôtel de la Province Nord à Koné.

L'État est représenté dans chaque province, appelée alors « subdivision administrative », par un « commissaire délégué de la République » nommé par arrêté du ministre chargé de l'outre-mer. Les commissaires ont tous leurs locaux dans le chef-lieu de la province où il est en poste, sauf celui de la Subdivision administrative Sud qui lui siège à La Foa tout en ayant une antenne à Nouméa. Actuellement, les trois commissaires délégués sont :
- Sud : Florence Ghilbert-Bezard[159] ;
- Nord : Annick Baille[160] ;
- Îles Loyauté : Stéphane Lucien-Brun[161].

##### Communes
Chaque province regroupe plusieurs communes, pour un total de 33, dont treize dans le Sud, seize dans le Nord, trois dans les Îles Loyauté et une à cheval entre le Nord et le Sud (Poya).
La première commune de droit général français est Nouméa, depuis 1874. Elle reste la seule à avoir ce statut jusqu'en 1969. Entretemps, les différents centres de population européenne étaient dotés de commissions municipales nommées. En 1947, à la suite de l'abolition du régime de l'indigénat, les territoires majoritairement peuplés de Mélanésiens obtiennent la constitution de commissions régionales. Tous deviennent en 1961 des communes de droit particulier local, avec des maires élus, puis des communes de droit général français en 1969 : elles sont à l'époque 31. Deux autres sont créées par la suite par scission : Poum est séparée de Koumac en 1977 et Kouaoua est distinguée de Canala en 1995.
Chacune des 33 communes dispose d'un conseil municipal dirigé par un maire, élus selon les mêmes modalités et disposant des mêmes compétences que les autres communes françaises. Elles assurent ainsi l'administration locale (gestion de l'eau, des déchets, du réseau de distribution électrique, des permis de construire, du domaine public communal, des écoles primaires, etc.). De plus, les maires sont les représentants de l'État dans la commune, et exercent, de ce fait, des fonctions d'officier d'état civil, de police administrative et de police judiciaire, tout en organisant les opérations électorales et en assurant la publication des lois et règlements à leurs administrés.
La commune la plus peuplée est Nouméa (94 285 habitants en 2019, soit un peu plus du tiers de la population totale), tout en ayant le plus petit territoire (45,7 km2) et donc la plus forte densité (2 095 hab./km2). C'est la seule ville de Nouvelle-Calédonie. Elle est suivie des trois autres communes qui forment l'aire urbaine du Grand Nouméa : Dumbéa (35 873 habitants en 2019), Mont-Dore (27 620 habitants en 2019), et Païta (24 563 habitants en 2019), toutes situées sur la côte ouest de la Grande Terre en Province Sud. Viennent ensuite les deux autres chefs-lieux provinciaux, Lifou (9 195 habitants en 2019) aux Îles Loyauté et Koné sur la côte Ouest de la Grande Terre dans le Nord (8 144 habitants en 2019).
La commune la moins peuplée est, depuis 2014, Sarraméa à l'intérieur de la Chaîne Centrale de la Grande Terre en Province Sud, avec 572 habitants en 2019. Viennent ensuite ses voisines Moindou avec 681 personnes et Farino avec 712 résidents en 2019. Farino est également la deuxième commune la plus petite (48 km2) après Nouméa.
La commune la plus vaste est Yaté (qui est également la 15e commune la plus vaste de France), à l'extrême sud de la côte est de la Grande Terre en Province Sud, avec 1 338,4 km2, ce qui en fait également la commune la moins densément peuplée (avec seulement 1 667 habitants en 2019, soit 1,2 hab./km2).

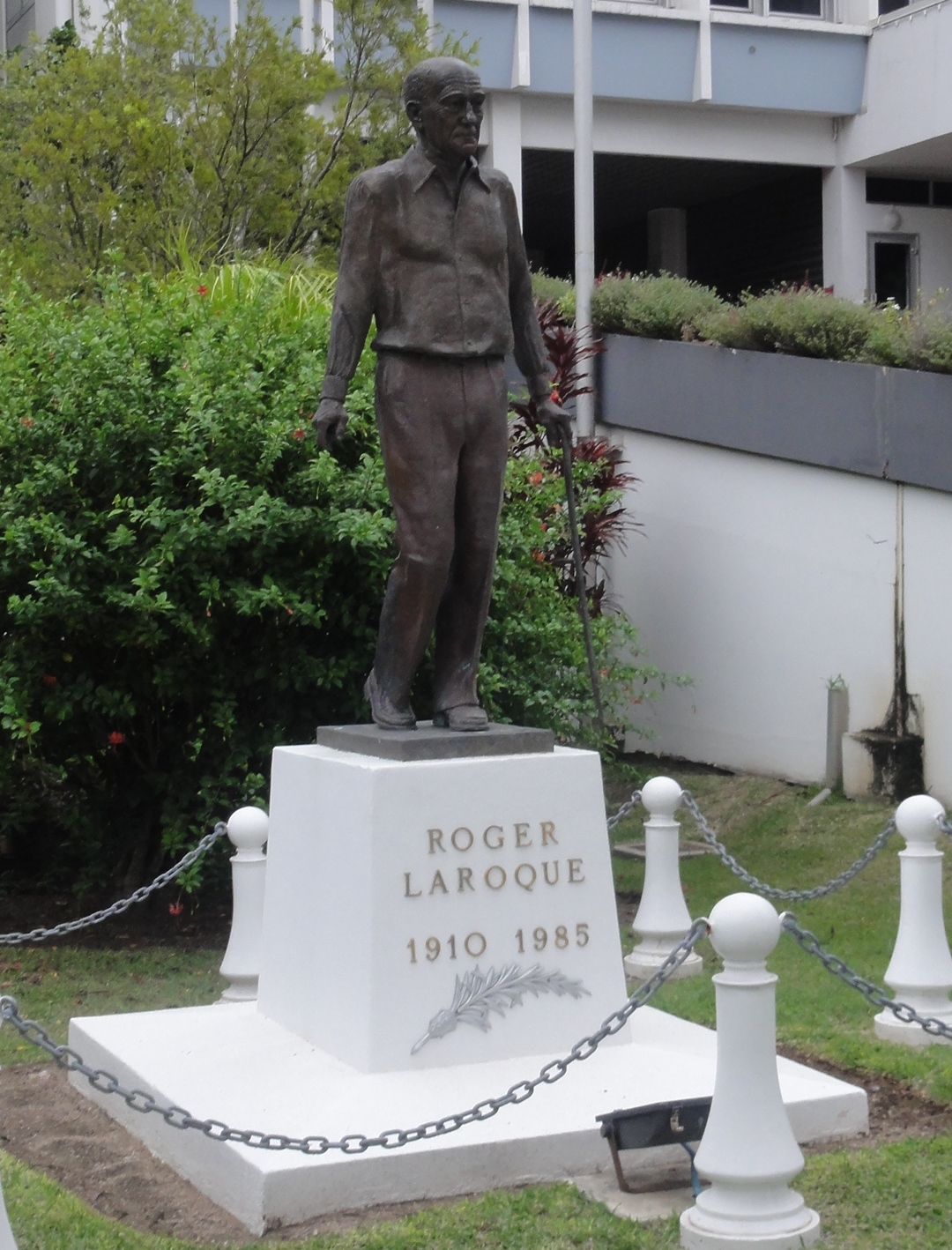
Statue de l'ancien maire Roger Laroque devant l'Hôtel de ville de Nouméa.
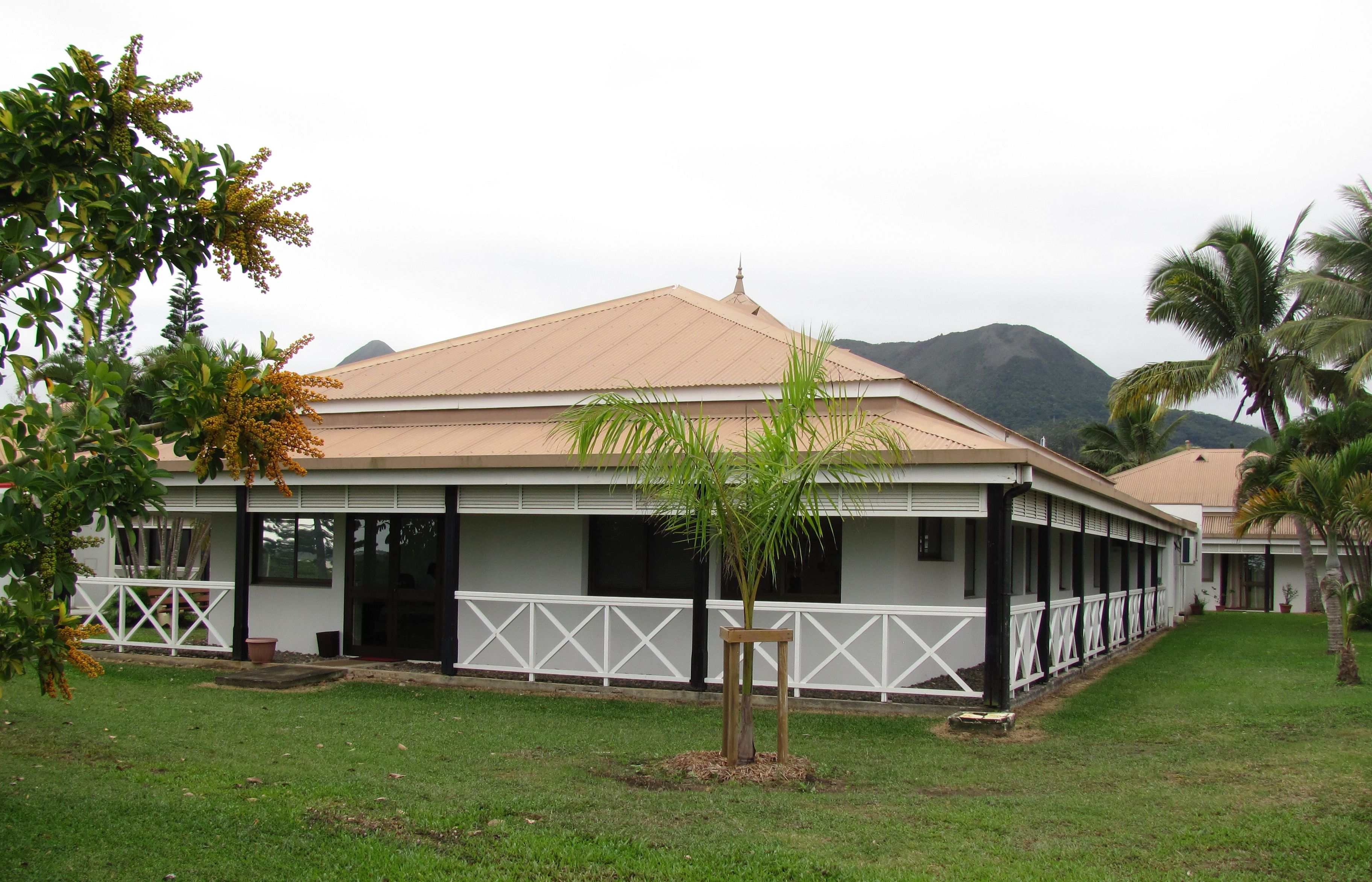
Mairie du Mont-Dore à Boulari.
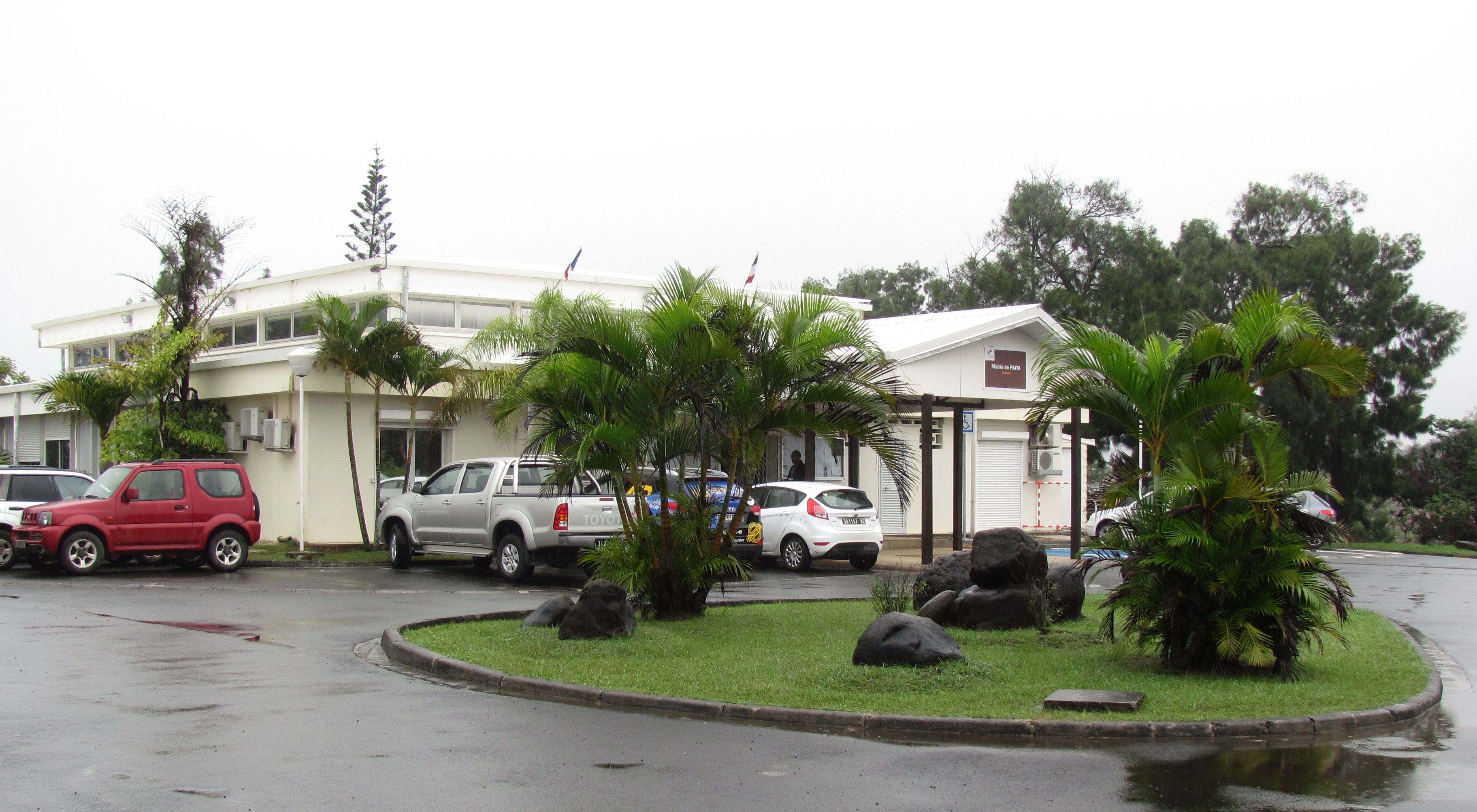
Mairie de Païta.
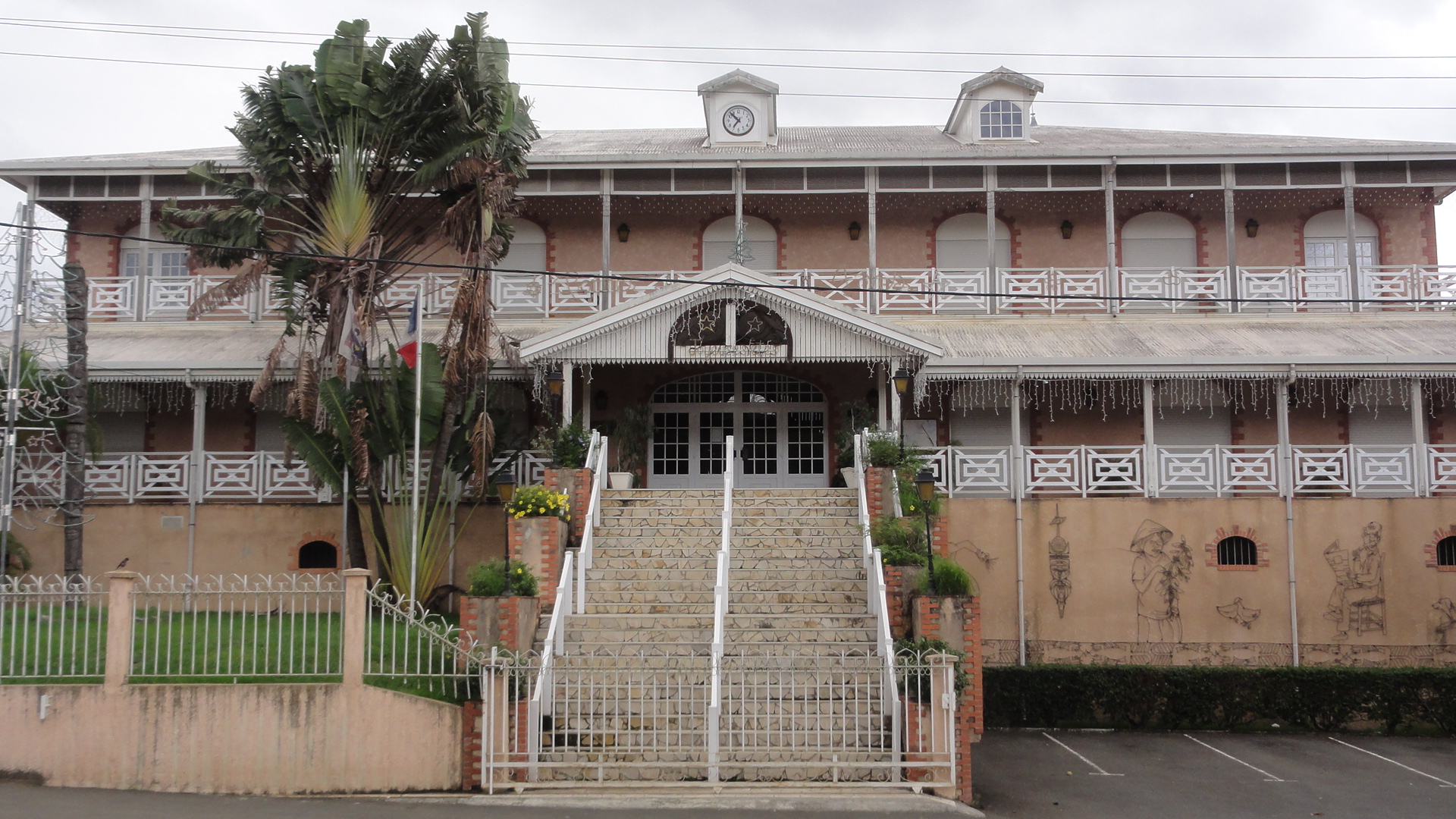
Mairie de Bourail.
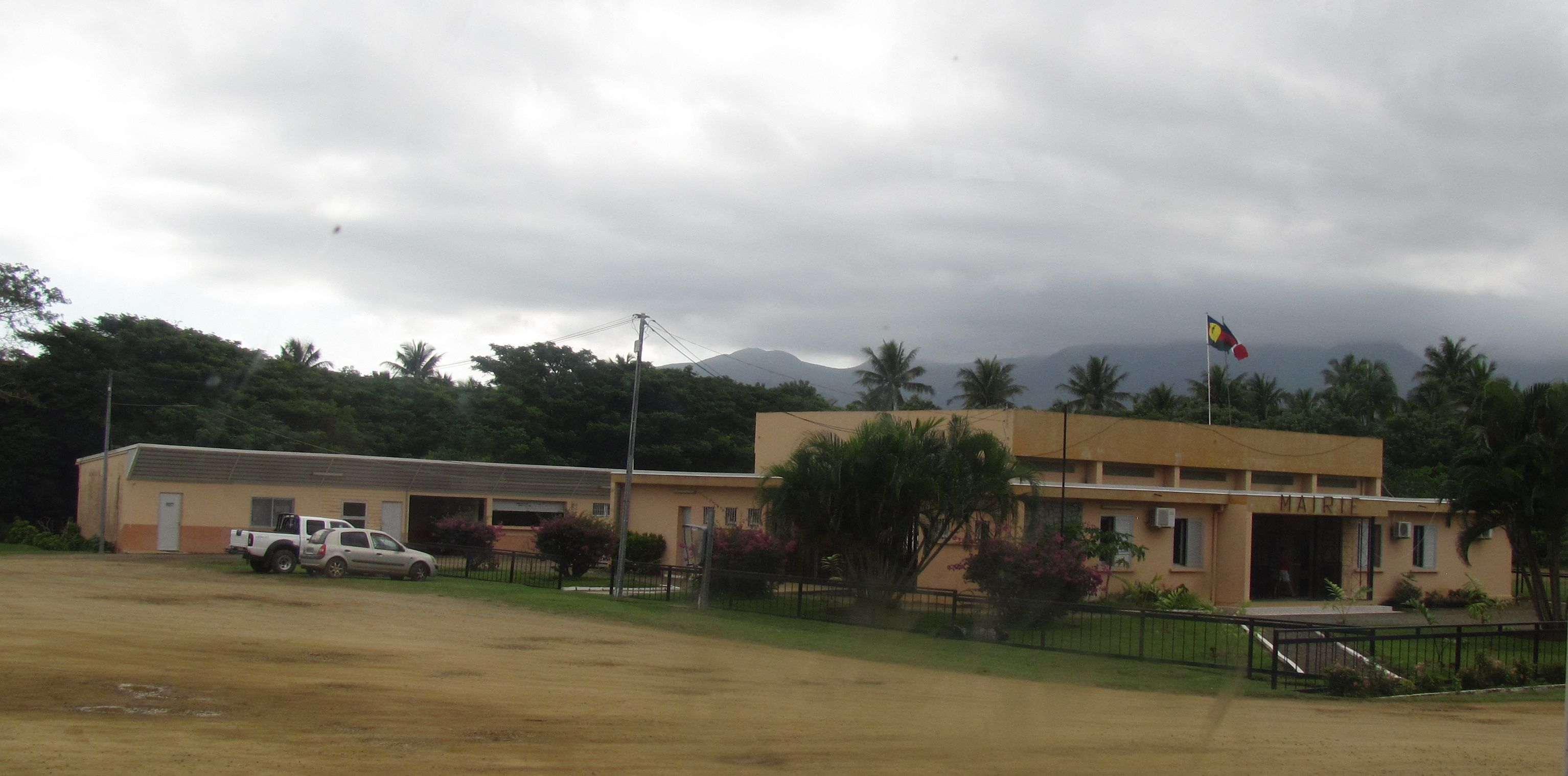
Mairie de Poya.
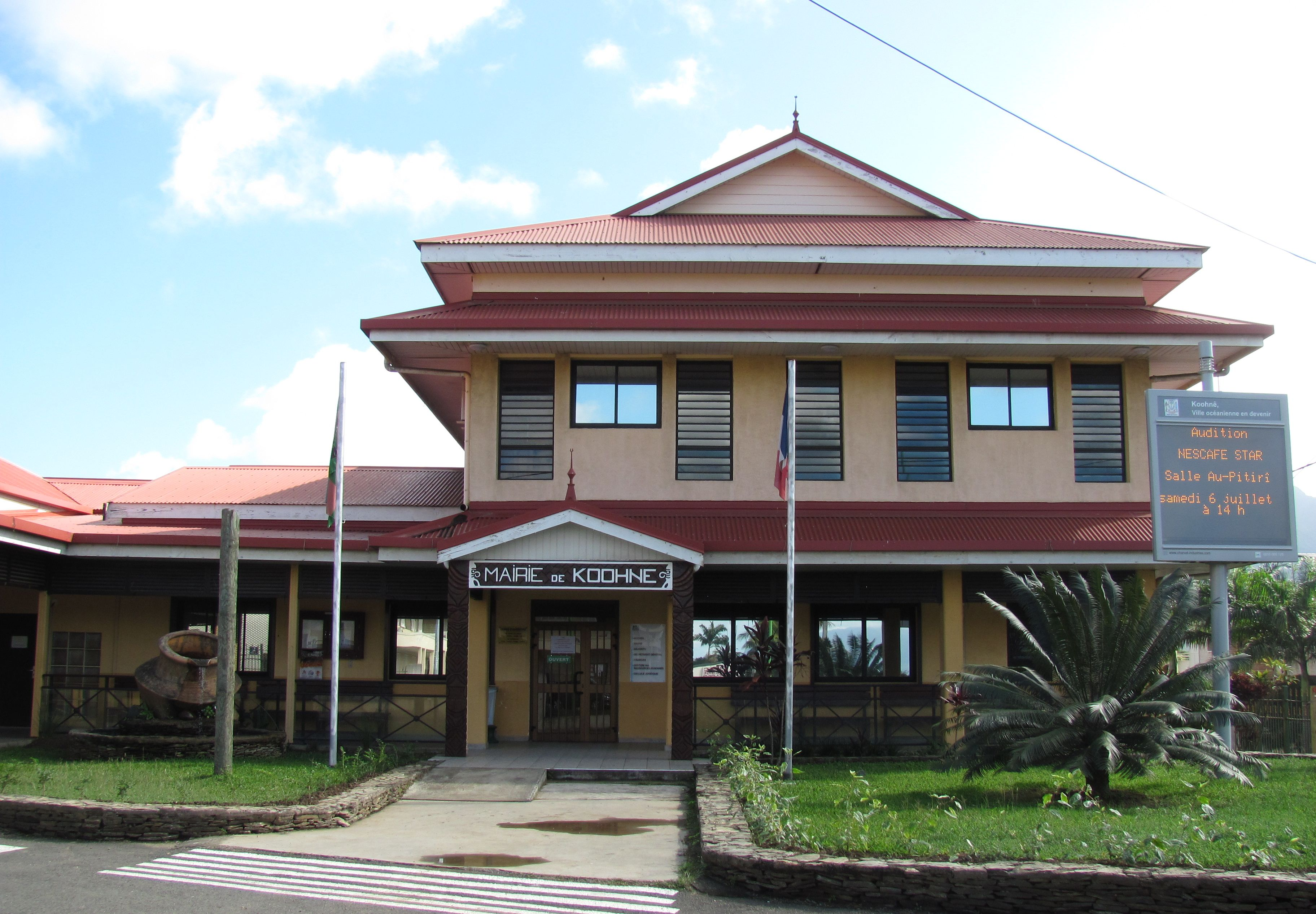
Hôtel de ville de Koné.
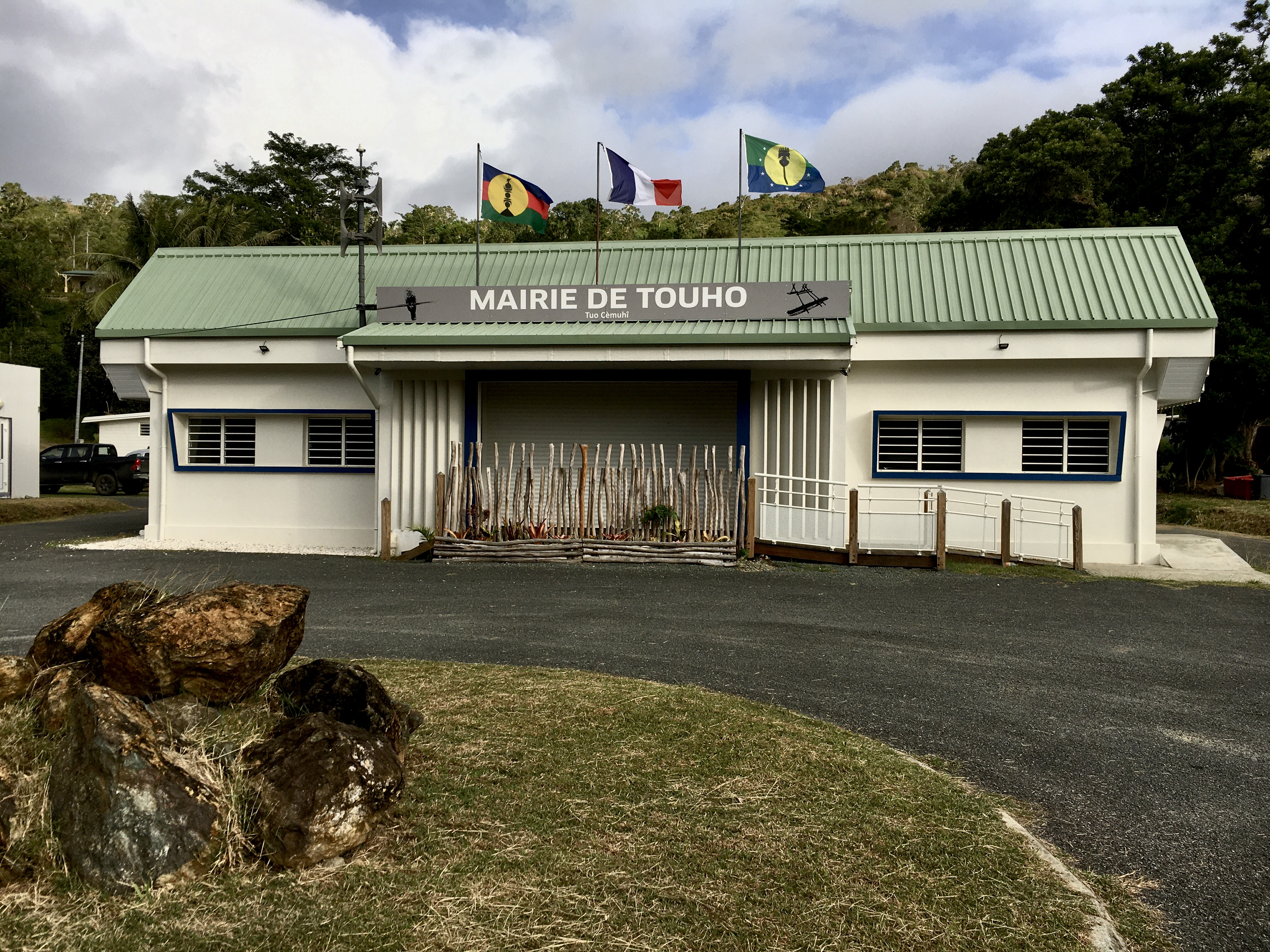
Mairie de Touho.
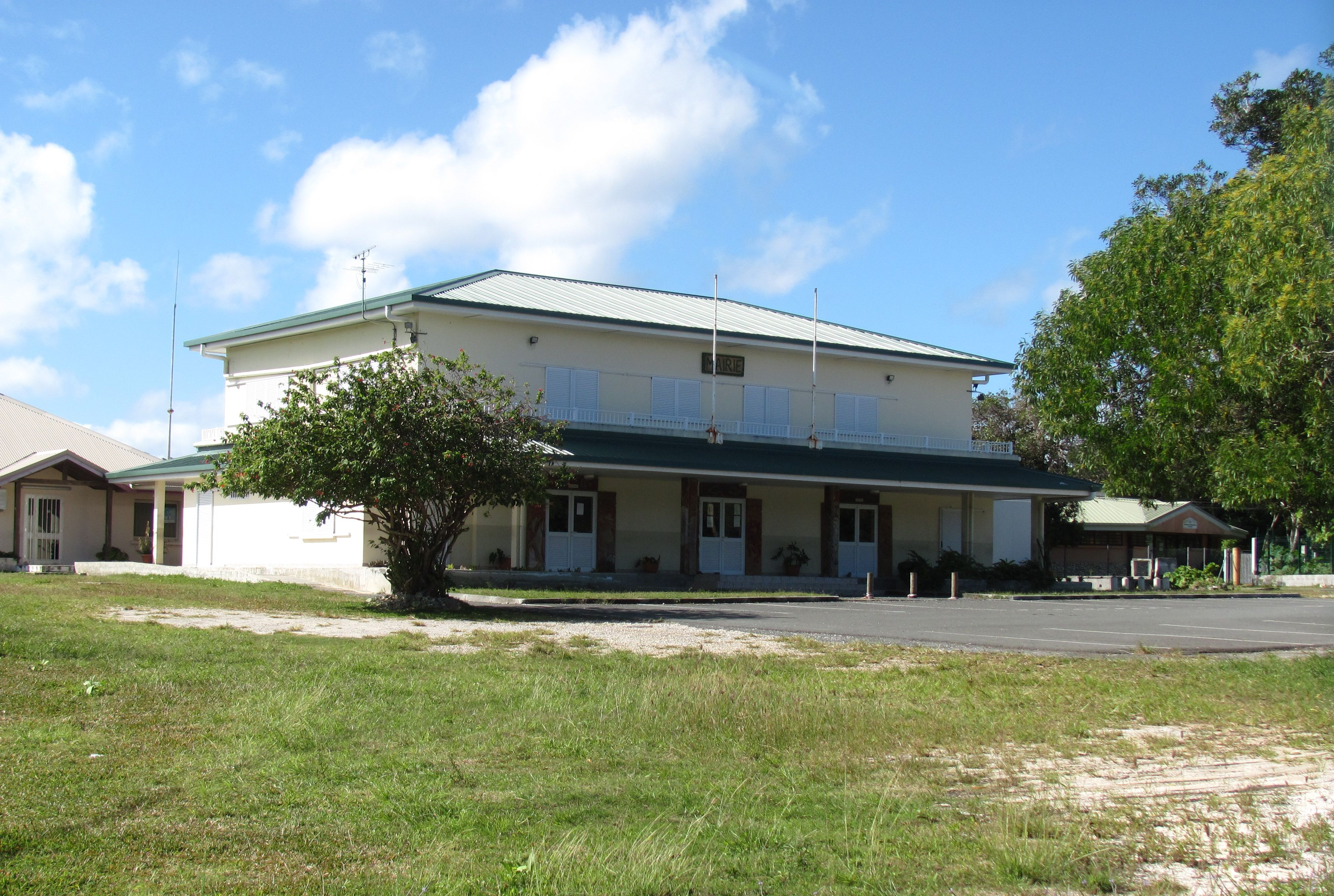
Mairie d'Ouvéa à Wadrilla.

La provincialisation, le régime de spécialité législative et le droit fiscal spécifique à l'archipel font qu'il n'existe aucun établissement public de coopération intercommunale (EPCI) à fiscalité propre en Nouvelle-Calédonie. De plus, un tiers des communes (12) n'est engagé dans aucune intercommunalité. Les 21 autres sont regroupées dans six EPCI. Parmi eux, quatre syndicats intercommunaux à vocation multiple (SIVOM) réunissent 19 communes pour mutualiser leur gestion - entre autres - des déchets, de l'assainissement et de l'eau, à savoir ceux : du Sud (SIVM Sud, fondé en 1973 par huit communes de la « Brousse », à savoir La Foa, où il est basé, Boulouparis, Bourail, Farino, Moindou, Païta, Sarraméa et Thio, pour 41 450 personnes et 4 300,8 km2), du Nord (SIVM Nord, instauré en 2000 avec initialement les deux communes de Kaala-Gomen, où il est implanté, et Koumac, rejointes en 2010 par Poum, avec 7 219 résidents pour 1 737,6 km2), du Grand Nouméa (SIGN, créé en 2005 par les quatre communes de Nouméa, Dumbéa, Le Mont-Dore et Païta, pour 182 341 habitants en 2019 sur 1 643 km2) et de la zone VKP (SIVOM VKP, formé en 2008 par les trois communes de Voh, Koné, où il a son siège, et Pouembout, avec 13 752 personnes en 2019 et 1 852,8 km2). Il s'y ajoute un syndicat intercommunal à vocation unique (SIVU) pour la gestion des déchets des deux communes de Poindimié (où il est installé) et Touho (baptisé Tipeep et créé en 2006), et un syndicat mixte pour les transports urbains (SMTU) réunissant depuis 2010 les quatre communes du Grand Nouméa à la Province Sud afin de mettre en place et coordonner le nouveau réseau unique des transports en commun de l'agglomération (Tanéo).

#### Législatif et exécutif de la Nouvelle-Calédonie

##### Congrès
Lors du même scrutin que pour les élections provinciales, sont désignés les représentants des provinces qui siègent au Congrès de la Nouvelle-Calédonie, l'assemblée délibérante législative locale.

« Le Congrès est l'assemblée délibérante de la Nouvelle-Calédonie ; il comprend cinquante-quatre membres dont sept membres de l'assemblée de la province des îles Loyauté, quinze de l'assemblée de la province Nord et trente-deux de l'assemblée de la province Sud. »

— article 62 de la loi organique
Il élit en son sein, pour un mandat renouvelable chaque année, son président, son bureau, une commission permanente chargée de siéger en dehors des sessions ordinaires et les différentes commissions de travail. Depuis le 29 août 2024, la présidente du Congrès est Veylma Falaeo, la première femme ainsi que la première personnalité issue de la communauté wallisienne et futunienne à accéder à cette fonction, qui est également élue pour L'Éveil océanien de l'Assemblée de la Province Sud.
Le Congrès élit à la proportionnelle les membres du gouvernement de la Nouvelle-Calédonie. Chaque groupe politique constitué au sein de l'assemblée peut présenter une liste. Le gouvernement est responsable devant le Congrès, qui peut le renverser par une motion de censure, tandis qu'une séance plénière doit être organisée par session pour que les conseillers de l'assemblée posent des questions orales aux membres de l'exécutif local.
Dans les champs de compétence dévolus à la Nouvelle-Calédonie, le Congrès légifère en votant des lois de pays. Il a l'initiative des textes qu'il vote (lois de pays, délibérations, vœux), conjointement avec le gouvernement.
C'est également le Congrès qui est habilité à prendre en charge, à une majorité qualifiée des trois cinquièmes, les transferts de compétences de la France vers le territoire, de même que l'adoption des signes identitaires prévus par l'accord de Nouméa.
En cas d'instabilité institutionnelle, et par décret pris en Conseil des ministres, le gouvernement français peut décider de dissoudre le Congrès après avoir consulté son président ainsi que le gouvernement de la Nouvelle-Calédonie.
Il siège au centre-ville de Nouméa, sur le boulevard Vauban (nom de rue régulièrement utilisé par métonymie dans les médias locaux pour désigner l'institution), sur un site occupé presque sans discontinuer par toutes les assemblées délibérantes néo-calédoniennes depuis le 18 juin 1890.

##### Gouvernement
« L'exécutif de la Nouvelle-Calédonie est le Gouvernement. Il est élu par le Congrès et est responsable devant lui. »

— Article 108 de la loi organique

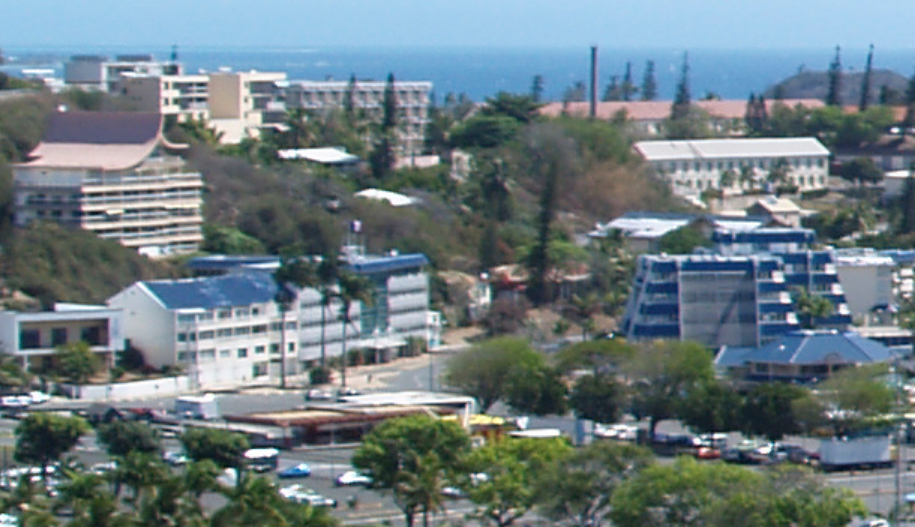
L'hôtel du Gouvernement, ici au centre, à Nouméa.

Le Gouvernement est élu au scrutin de liste, chacun des groupes au Congrès en présentant une. Lors d'une séance préalable à cette élection, le Congrès se réunit une première fois pour décider du nombre de postes que comprendra ce Gouvernement, pouvant aller de 5 à 11 membres. Pratiquement tous les Gouvernements en ont compté jusqu'à présent 11, la seule exception étant le deuxième Gouvernement Frogier qui lui en comportait 10. Une fois constitué, le Gouvernement élit en son sein, à bulletin secret et à la majorité absolue, un président et un vice-président chargé d'assurer l'intérim du premier. Par tradition, la présidence revient à un membre du camp majoritaire au Congrès (anti-indépendantiste de 1999 à 2021, indépendantiste depuis 2021) et la vice-présidence à un représentant de la tendance adverse (indépendantiste de 1999 à 2014 et de 2015 à 2021, vacant le reste du temps).
Il s'agit d'un Gouvernement collégial, les principales forces politiques représentées aux Congrès y sont ainsi présentes et doivent donc s'entendre pour la gestion de la Nouvelle-Calédonie. « Le Gouvernement est chargé collégialement et solidairement des affaires de sa compétence » (article 128 de la loi organique). Ainsi, dans tous les domaines, les décisions ne peuvent être prises qu'à la majorité de ses membres. Toutefois, chaque membre du Gouvernement dispose d'un ou plusieurs secteurs qu'il est chargé d'« animer et de contrôler » mais, contrairement aux membres du Gouvernement de la Polynésie française, il n'a ni le statut ni le titre de « ministre ».
Il a un pouvoir exécutif et règlementaire dans le sens où il « prépare et exécute les délibérations du Congrès et de sa commission permanente » (Article 126). Il est responsable devant le Congrès : le président, une fois élu, fait un discours devant l'assemblée pour présenter sa politique générale, et doit chaque année présenter un rapport devant le Congrès. Enfin, ce dernier peut renverser le gouvernement en déposant puis en votant une motion de censure (Articles 95 et 96 de la loi organique) qui doit être signée par au moins un cinquième des membres du Congrès (11 membres) et qui doit être adoptée ensuite à la majorité absolue (soit au moins 28 voix).
Après les élections provinciales du 12 mai 2019 et la chute du 16e Gouvernement du fait de la démission collective de ses membres UC le 2 février 2021, puis de celle du 17e Gouvernement cette fois en raison de la démission des membres Calédonie ensemble le 24 décembre 2024, le 18e Gouvernement issu de l'accord de Nouméa est élu.

#### Institutions coutumières

##### Sénat coutumier
« Le sénat coutumier est composé de seize membres désignés par chaque conseil coutumier, selon les usages reconnus par la coutume, à raison de deux représentants par aire coutumière de la Nouvelle-Calédonie. »

— article 137
Le président du sénat coutumier est élu pour un an, avec un système de roulement entre les aires. Il s'agit de Hugues Vhemavhe, sénateur de l'aire Hoot Ma Whaap. Il a été élu le 10 septembre 2022 à Canala. Il succède à Yvon Kona, sénateur de l'aire Xârâcùù .

##### Conseils coutumiers
« Un conseil coutumier est institué dans chaque aire coutumière. La composition de ce conseil est fixée selon les usages propres à celle-ci. »

— article 149

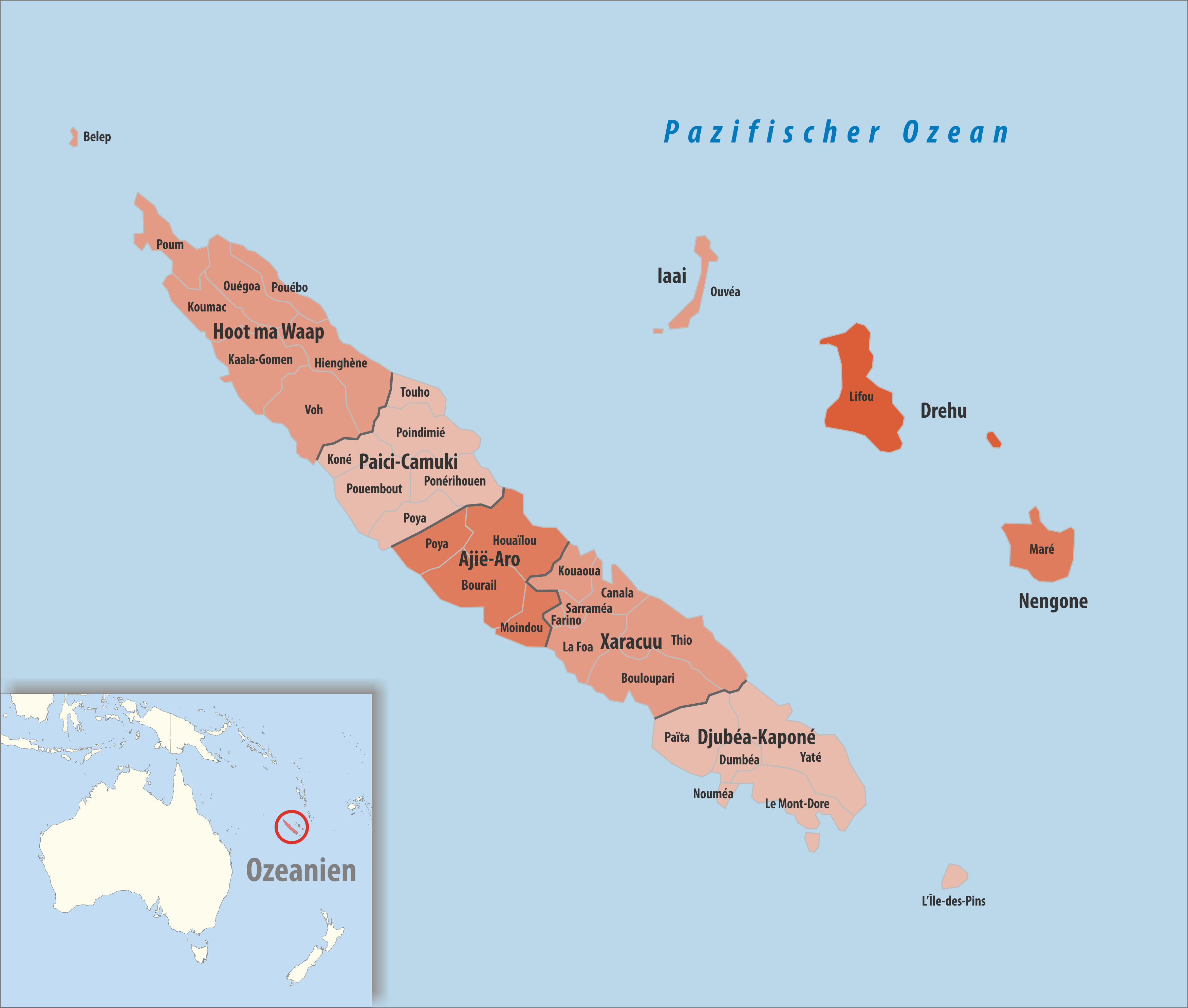
Carte des huit aires coutumières.

Ces aires coutumières sont au nombre de huit, soit, du nord au sud de la Grande Terre puis des Loyauté :
- Hoot ma Waap (Bélep, Hienghène, Kaala-Gomen, Koumac, Ouégoa, Pouébo, Poum, Voh) ;
- Paici-Camuki (Koné, Poindimié, Ponérihouen, Pouembout, deux des six tribus de Poya, Touho) ;
- Ajië-Aro (Bourail, Houaïlou, Moindou, quatre des six tribus de Poya) ;
- Xaracuu (Boulouparis, Canala, Farino, Kouaoua, La Foa, Sarraméa, Thio) ;
- Djubéa-Kaponé (Dumbéa, Île des Pins, Mont-Dore, Nouméa, Païta, Yaté) ;
- Iaai (Ouvéa) ;
- Drehu (Lifou, Tiga) ;
- Nengone.

Ces aires regroupent chacune plusieurs districts coutumiers (ou « grandes chefferies ») ou tribus indépendantes, eux-mêmes subdivisés en plusieurs tribus (ou « chefferies » ou « petites chefferies »).

#### Conseil économique, social et environnemental
« Le conseil économique, social et environnemental de la Nouvelle-Calédonie comprend quarante-et-un membres » (article 153) pour un mandat de 5 ans, à savoir :
- 28 membres désignés par des organisations professionnelles, des syndicats ou autres associations et organismes sociaux ou économiques dans le cadre des Provinces dont :
  - 16 pour la Province Sud (5 pour des organisations professionnelles que sont la Fédération patronale MEDEF-NC, la CGPME, l'Union professionnelle artisanale de Nouvelle-Calédonie et le Groupement féminin de développement agricole de Nouvelle-Calédonie ; 5 pour des syndicats que sont l'USOENC, l'USTKE, la CFE-CGC, la COGETRA-NC et la Fédération des syndicats des fonctionnaires, agents et ouvriers de la fonction publique ; 5 pour des associations à portée culturelle ou communautaire que sont l'Amicale Antilles-Guyane-Réunion, l'UFC-Que choisir, la Fondation des Pionniers qui regroupe des « Caldoches », le Collectif Handicaps et l'association écologiste Ensemble pour la planète EPLP ; 1 pour le CTOS).
  - 8 pour la Province Nord (3 organisations professionnelles sont représentées : la Société minière du Sud Pacifique SMSP, la société d'économie mixte locale Nord Avenir et le Groupe agricole des producteurs de la Côte Est GAPCE ; 2 syndicats que sont la Confédération nationale des travailleurs du Pacifique ou CNTP et la Fédération des industries de Nouvelle-Calédonie ou FINC ; 3 associations : l'Association pour la formation et l'animation culturelle et socio-éducative AFACS, l'Association pour la sauvegarde de l'enfance, de l'adolescence et des adultes de Nouvelle-Calédonie ASEANC et l'Association Patrimoine et Histoire de Vook APVH).
  - 4 pour celles des îles Loyauté (l'association Nengone Tourisme de Maré, le Comité du développement du district de Wet à Lifou, le Syndicat des pêcheurs d'Ouvéa et l'Association foire agricole, artisanale et folklorique de Lifou).
- 2 membres désignés par le Sénat coutumier en son sein (actuellement Pascal Sihazé, sénateur coutumier pour l'aire Drehu, diacre catholique et frère du grand-chef du district de Wet, et Gilbert Téin qui lui représente au Sénat coutumier l'aire Hoot Ma Waap qui est en Province Nord, militant du FLNKS-UC de Hienghène qui fut l'un des initiateurs du mouvement musical Kaneka).
- 2 membres désignés par le Comité consultatif de l'environnement en son sein (à partir de 2016, Jacques « Jacky » Mermoud qui est le vice-président d'EPLP et le président fondateur de l'association écologiste Point zéro baseline spécialisée dans la défense des écosystèmes de mangrove, candidat sur la liste d'union indépendantiste aux municipales du Mont-Dore en 2014, ainsi que Jonas Téin, président de l'association Dayu Biik de préservation de l'environnement de Hienghène et notamment du mont Panié liée à Conservation International, ancien conseiller municipal FLNKS de Hienghène de 2008 à 2014).
- 9 personnes qualifiées représentatives de la vie économique, sociale ou culturelle du Territoire désignées par le Gouvernement de la Nouvelle-Calédonie après avis des trois présidents des Assemblées de Province : Joseph Caihé (journaliste à la retraite de télévision et de radio publiques de 1976 à 2015, animateur du festival Mélanésia 2000 en 1975, présentateur de télévision sur les chaînes publiques successives FR3 Nouvelle-Calédonie de 1980 à 1983, puis RFO Nouvelle-Calédonie de 1983 à 2010 et finalement Nouvelle-Calédonie 1re de 2010 à 2015, ancien directeur régional de RFO Wallis-et-Futuna de 2002 à 2005) ; Daniel Cornaille (ancien cycliste puis dirigeant sportif, premier néo-calédonien victorieux du Tour de Nouvelle-Calédonie en 1968, sextuple médaille d'or aux Jeux du Pacifique, fondateur de la première école de cyclisme de Nouvelle-Calédonie, ancien président du Comité cycliste de la Province Sud de 1988 à 1992, du Comité régional de cyclisme de Nouvelle-Calédonie de 1992 à 2000 et du Comité territorial olympique et sportif ou CTOS de 2003 à 2008) ; Savelio Felomaki (ancien chef du bureau de Wallis-et-Futuna au Haut-commissaire de la République en Nouvelle-Calédonie, candidat en 16e position sur la liste Calédonie ensemble au Mont-Dore aux élections municipales et en 21e position sur la liste Calédonie ensemble dans le Sud aux élections provinciales de 2014) ; Jean-Pierre Flotat (membre du CESE depuis 2010, président du conseil d'administration de l'ISEE, ancien directeur de la Caisse d'épargne en Nouvelle-Calédonie de 1986 à 2006 et ancien président du conseil d'administration de l'OPT de 2007 à 2008) ; Hnadriane Hnadriane (secrétaire général adjoint du Rassemblement pour la Calédonie ou RPC, président de l'Association des riverains du lotissement des Alizés de Nouville depuis 1993, candidat en 15e position de la liste de l'Union pour la Calédonie dans la France dite UCF à Nouméa pour les élections municipales et en 14e de celle du Sud aux élections provinciales de 2014) ; Patrick Ollivaud (militant du Rassemblement, président-directeur général du groupe de la Société des hôtels de Nouméa ou SHN, détenu en majorité par la Province Sud et propriétaire des complexes hôteliers Méridien de Nouméa et de l'île des Pins ainsi que du Sheraton de Deva ainsi que des casinos de l'archipel, ancien conseiller municipal RPCR de Nouméa de 2001 à 2008) ; Didier Poidyaliwane (membre du CESE depuis 2010, directeur général adjoint de l'Agence de développement rural et d'aménagement foncier ADRAF) ; Gaston Gabriel Poiroi (membre du CESE depuis 2010, membre du bureau du FLNKS, militant de l'UC et conseiller municipal d'opposition de Boulouparis en Province Sud depuis 2008) ; Jeannette Walewene (membre du CESE depuis octobre 2010 en remplacement d'Octave Togna qui désormais siégeait au CESE en tant que sénateur coutumier, responsable de la cellule du développement social des tribus DST au département social de la Direction des affaires sanitaires et sociales et des problèmes de société DASSPS de la Province Nord et employée du programme des affaires culturelles de la Communauté du Pacifique).

Il élit ensuite en son sein un bureau qui comprend un président (depuis avril 2016 il s'agit de Daniel Cornaille, nommé alors par le gouvernement de la Nouvelle-Calédonie en tant que personne qualifiée), quatre vice-présidents, deux questeurs et un secrétaire.

« Le conseil économique, social et environnemental est consulté sur les projets et propositions de loi du pays et de délibération du congrès à caractère économique, social ou environnemental. À cet effet, il est saisi pour les projets par le président du gouvernement, et pour les propositions, par le président du congrès. »

— Article 155

### Signes identitaires
L'article 4 du premier titre de la loi organique no 99-209 dispose : « Il est institué une citoyenneté de la Nouvelle-Calédonie dont bénéficient les personnes de nationalité française qui remplissent les conditions fixées à l'article 188. » Ce dernier article prévoit notamment que seuls les citoyens français qui, au 8 novembre 1998, sont nés ou résident depuis au moins 10 ans en Nouvelle-Calédonie, ou à défaut que leurs parents remplissent ces mêmes conditions, peuvent être inscrits sur les listes électorales du territoire et participer ainsi aux élections organisées sur celui-ci.
L'article 5 du premier titre prévoit que : « Des signes identitaires du pays, nom, drapeau, hymne, devise, graphismes des billets de banque devront être recherchés en commun pour exprimer l'identité kanake et le futur partagé entre tous. » Ceux-ci doivent être définis alors comme une marque de l'autonomie de la collectivité de Nouvelle-Calédonie, et non pas comme une accession à l'indépendance.
Un comité de pilotage sur les signes identitaires du pays (CPSIP), composé de 25 membres représentant les différentes tendances politiques ou religieuses, les syndicats, la société civile et le monde associatif et dirigé par Déwé Gorodey, écrivain kanak et vice-présidente indépendantiste du gouvernement local, a été mis en place le 11 avril 2007. Cet organisme a depuis été chargé de définir les modalités des concours lancés auprès des artistes locaux pour trois des cinq signes identitaires (l'hymne, la devise et le graphisme des billets de banque) et de débattre sur les deux autres signes (drapeau et nom du territoire), plus sensibles à établir.
Le 26 juin 2008, date commémorative de la signature des accords de Matignon, les choix définitifs pour l'hymne et la devise sont adoptés par le gouvernement et présentés aux médias. Il s'agit alors :
- hymne proposé : Soyons unis, devenons frères, de la chorale locale Mélodia, arrangé par le chef de chœur bulgare Plamen Tsontchev. Son refrain est chanté à la fois en français et en nengone, langue kanake parlée sur l'île de Maré proche du polynésien et considérée comme l'une des plus faciles à maîtriser pour des non-locuteurs ;
- devise proposée : « Terre de parole, Terre de partage ».

Un premier échantillon de billets a également été présenté ce jour-là, le choix devant encore s'affiner. Enfin, ces signes devront encore être approuvés par le Conseil d'État et par le Congrès avant de devenir officiels.
Ces trois propositions ont été adoptées par le Congrès le 18 août 2010 à travers une loi de pays.

### Représentation nationale et européenne
Cette section devrait être déplacée dans l'article Politique en Nouvelle-Calédonie.
Pour plus d’informations, se reporter en page de discussion. (mai 2024)

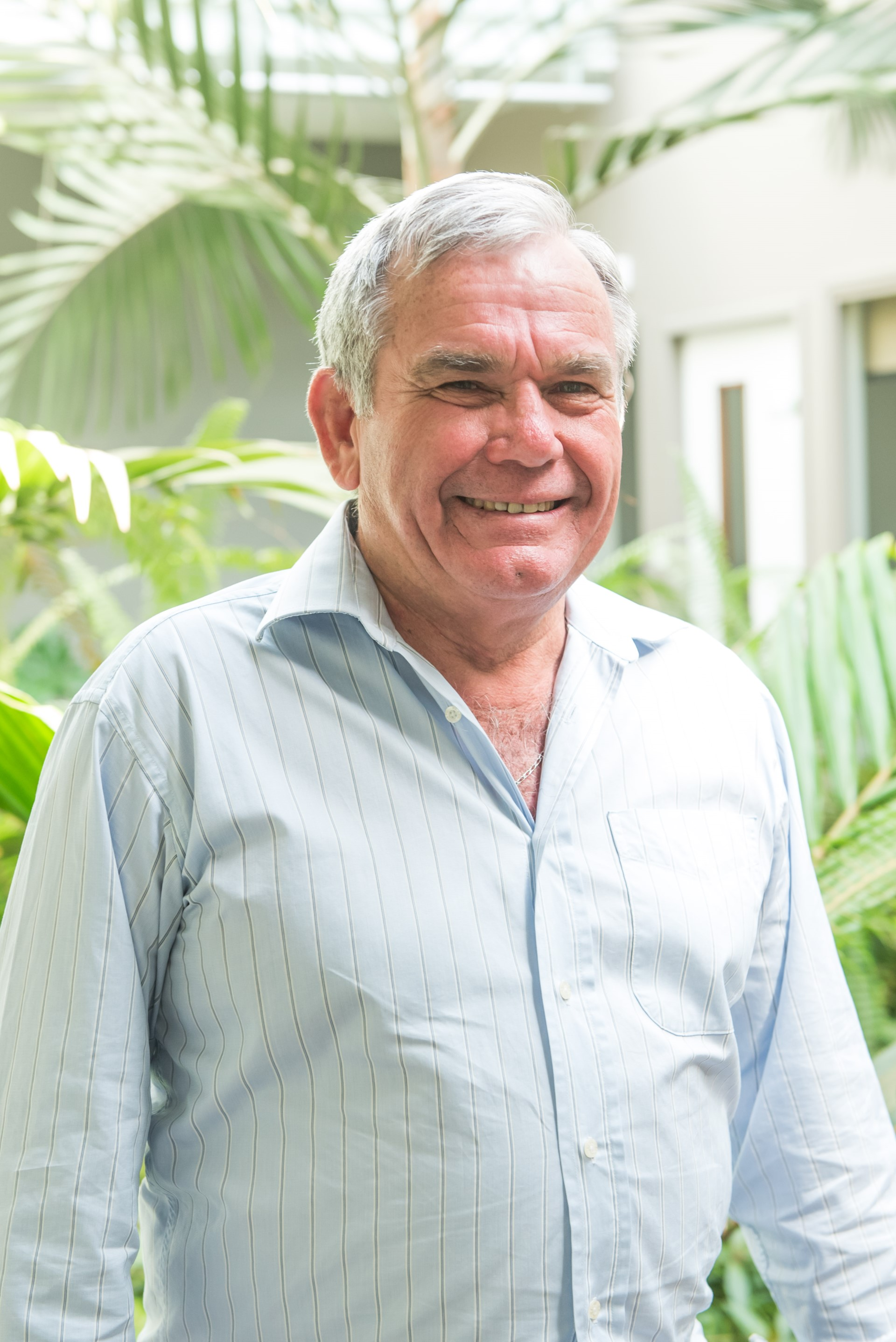
Georges Naturel (Rassemblement, LR), sénateur depuis 2023.

La Nouvelle-Calédonie est subdivisée depuis 1988 en deux circonscriptions électorales législatives. La 1re comprend Nouméa, l'île des Pins et les Îles Loyauté et est représentée à l'Assemblée nationale depuis 2024 par Nicolas Metzdorf (Les Loyalistes-Générations NC, membre du groupe Ensemble pour la République EPR), après l'avoir été de 1988 à 2007 par Jacques Lafleur (RPCR puis Rassemblement-UMP puis RPC, membre successivement des groupes RPR puis UMP), de 2007 à 2012 par Gaël Yanno (Rassemblement-UMP, membre du groupe UMP), de 2012 à 2017 par Sonia Lagarde (Calédonie ensemble, membre du groupe UDI) et de 2017 à 2024 par Philippe Dunoyer (Calédonie ensemble, membre successivement des groupes Les Constructifs, UDI, Agir et indépendants, UDI et indépendants puis Renaissance).
La 2e circonscription regroupe l'ensemble de la Grande Terre hors-Nouméa et les Bélep et a pour député depuis 2024 Emmanuel Tjibaou (FLNKS-UC, membre du groupe Gauche démocrate et républicaine GDR, premier indépendantiste élu pour représenter l'archipel à l'Assemblée nationale depuis 1986). Auparavant, il s'agissait de 2022 à 2024 de Nicolas Metzdorf (Les Loyalistes-Générations NC et membre du groupe Renaissance), de 2012 à 2022 de Philippe Gomès (Calédonie ensemble, membre de tous les groupes liés à l'UDI), de 1996 à 2011 de Pierre Frogier (RPCR puis Rassemblement-UMP, membre successivement des groupes RPR puis UMP), qui a lui-même succédé à Maurice Nénou (RPCR, membre du groupe RPR) en place de 1988 à son décès en 1996.

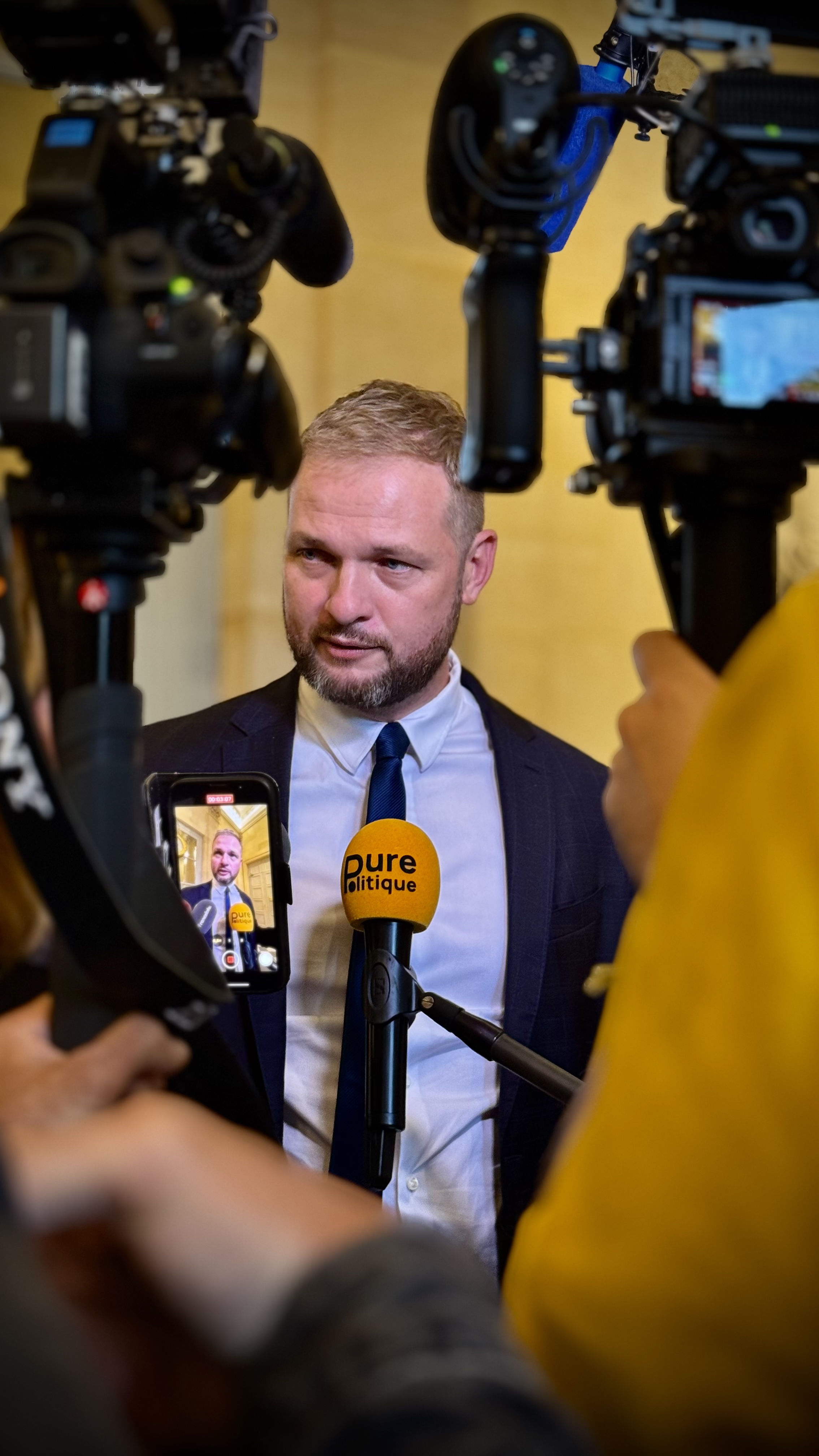
Nicolas Metzdorf (1re circ., EPR).
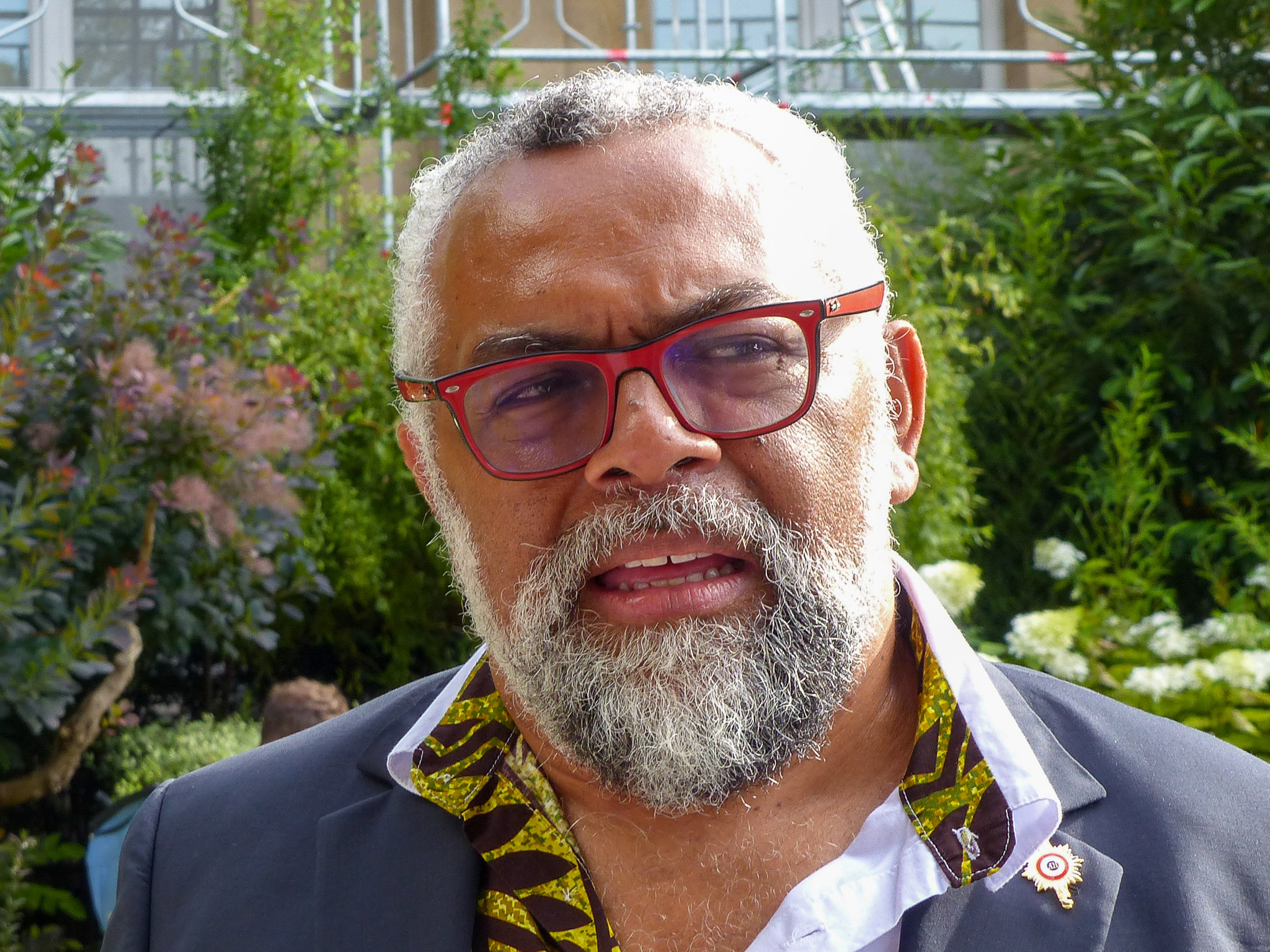
Emmanuel Tjibaou (2e circ., GDR).

La Nouvelle-Calédonie est également représentée au Parlement national par deux sénateurs à partir des élections sénatoriales de 2011, remportées par Pierre Frogier et Hilarion Vendégou, candidats investis par le Rassemblement-UMP et l'UMP. Jusqu'au 1er octobre 2011, le sénateur reste le sortant Simon Loueckhote (président du LMD), élu en 1992 et réélu en 2001 avec les étiquettes RPCR et RPR. Lors des élections sénatoriales de 2017, Pierre Frogier a été réélu pour le Rassemblement et Les Républicains (LR), aux côtés de Gérard Poadja de Calédonie ensemble et de l'UDI. Puis, au renouvellement de 2023, ces deux derniers ont été battus et depuis lors les nouveaux sénateurs sont : Georges Naturel (dissident du Rassemblement qui siège au groupe LR) et Robert Xowie (FLNKS-UC, membre du groupe Communiste Républicain Citoyen et Écologiste – Kanaky CRCE-K, premier indépendantiste élu à la chambre haute du Parlement français).
La Nouvelle-Calédonie dispose aussi depuis septembre 2004 de deux représentants au Conseil économique, social et environnemental national. Il s'agit tout d'abord d'Octave Togna (FLNKS-UC et Ouverture citoyenne), ancien sénateur coutumier de l'aire coutumière Djubéa-Kaponé de 2010 à 2015, directeur fondateur de l'Agence de développement de la culture kanak (ADCK) et donc du Centre culturel Tjibaou de 1989 à 2006, fondateur en 1985 de la station indépendantiste Radio Djiido. Il est nommé en tant que personnalité qualifiée dans le domaine économique, social, scientifique et culturel, nommée par décret du Conseil des ministres à la demande du Premier ministre (alors Manuel Valls) le 5 novembre 2015. Il remplace alors une personnalité qui lui est proche, Marie-Claude Tjibaou (FLNKS-citoyenne), veuve de l'ancien dirigeant indépendantiste Jean-Marie Tjibaou et présidente du conseil d'administration de l'ADCK, qui avait été nommée par décret du Conseil des ministres à la demande du Premier ministre (alors Jean-Pierre Raffarin) en septembre 2004. Toutefois, Marie-Claude Tjibaou était conseillère économique et sociale depuis septembre 1999, ayant ainsi été auparavant membre du Groupe des représentants de l'Outre-mer de 1999 à 2004 après avoir été nommée par décret du Conseil des ministres sur proposition du secrétaire d'État chargé de l'Outre-mer d'alors (à savoir Jean-Jack Queyranne).

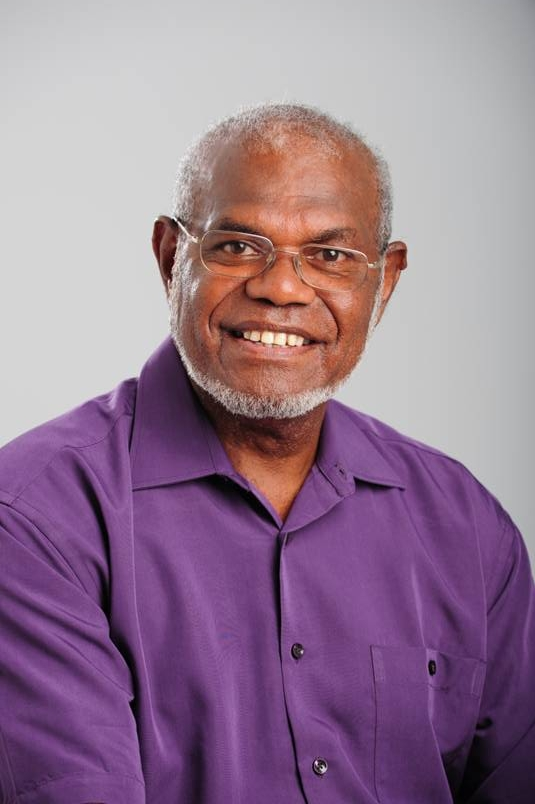
Maurice Ponga (Rassemblement, LR, PPE), député européen de la section Pacifique de la circonscription Outre-Mer de 2009 à 2019.

Le second conseiller économique, social et environnemental représentant la Nouvelle-Calédonie est Didier Guénant-Jeanson, au titre du collège des représentants des activités économiques et sociales des départements et régions d’Outre-Mer, des collectivités d’Outre-Mer et de la Nouvelle-Calédonie. Auparavant secrétaire général de l'Union des syndicats des ouvriers et employés de Nouvelle-Calédonie (USOENC), première confédération syndicale néo-calédonienne en termes de représentativité, de 1998 à 2015, il est nommé par décret pris sur le rapport du ministre chargé de l'Outre-Mer (alors George Pau-Langevin) le 6 novembre 2015. Il remplace Bernard Paul (Rassemblement-UMP), membre du Groupe de l'Outre-mer depuis sa nomination en Conseil des ministres sur proposition de la ministre de l'Outre-mer Brigitte Girardin en septembre 2004. Il a été président du Conseil économique et social de Nouvelle-Calédonie d'avril 1998 à avril 2005.
Pour les élections européennes, la Nouvelle-Calédonie a fait partie, entre 2004 et 2019, de la circonscription Outre-Mer qui envoyait trois députés au Parlement européen, et plus particulièrement en son sein de la section Pacifique créée en 2009 avec un siège. Le représentant de cette section fut Maurice Ponga, Kanak anti-indépendantiste membre du Rassemblement-UMP puis du Rassemblement-Les Républicains siégeant au sein du groupe du Parti populaire européen (PPE) et élu sur la liste UMP lors des élections du 7 juin 2009 puis réélu en tant que tête de liste de l'UMP pour la circonscription Outre-Mer aux élections du 25 mai 2014. La Nouvelle-Calédonie avait déjà compté un député européen entre 1989 et 1994 en la personne du sénateur kanak et RPCR Dick Ukeiwé.

### Représentants de l'État

#### Haut-Commissaire de la République
L'État est représenté en Nouvelle-Calédonie par un haut-commissaire de la République, qui a rang de préfet et est « nommé par décret du président de la République délibéré en Conseil des ministres » (Article 200 de la loi organique). Depuis l'Accord de Nouméa, les prérogatives du haut-commissaire sont nettement moindres qu'auparavant : seul chef de l'exécutif de 1989 à 1999, il se contente depuis lors de faire publier les lois de pays avec le contreseing obligatoire du président du gouvernement. La loi organique définit son rôle, à l'article 200, ainsi rédigé : « Le haut-commissaire veille à l'exercice régulier de leurs compétences par les institutions de la Nouvelle-Calédonie et des Provinces et à la légalité de leurs actes ». Il est surtout chargé d'organiser et de gérer les services relevant des pouvoirs régaliens de l'État : les relations extérieures, le contrôle de l'immigration et des étrangers présents sur le Territoire, la monnaie (donc le Trésor public qui contrôle des recettes et des dépenses de l'État dans le territoire) et les changes, la défense (il peut ainsi notamment déclarer l'état d'urgence après avoir consulté le gouvernement de la Nouvelle-Calédonie), mais surtout la justice, la fonction publique de l'État, ainsi que le maintien de l'ordre et de la sécurité civile. C'est le haut-commissariat notamment qui décide de déclencher les différents niveaux d'alerte en cas de cyclone et le haut-commissaire préside les cellules de crise en cas de catastrophes naturelles ou d’événements climatiques. Il est enfin président du Conseil des Mines. Le haut-commissaire est actuellement Jacques Billant, depuis le 3 mai 2025 (nommé le 9 avril précédent).
Le Haut-commissaire envoie pour le représenter et relayer les services du haut-commissariat des Commissaires délégués de la République (CDR), qui ont rang de sous-préfets, dans trois subdivisions administratives qui correspondent aux trois Provinces. Ils ont respectivement leurs bureaux à La Foa en Province Sud (avec une antenne à Nouméa) chargé essentiellement de traiter des dossiers relatifs aux communes de « Brousse », à Koné en Province Nord (avec une antenne à Poindimié) et à Wé sur Lifou pour les Îles Loyauté.

### Défense

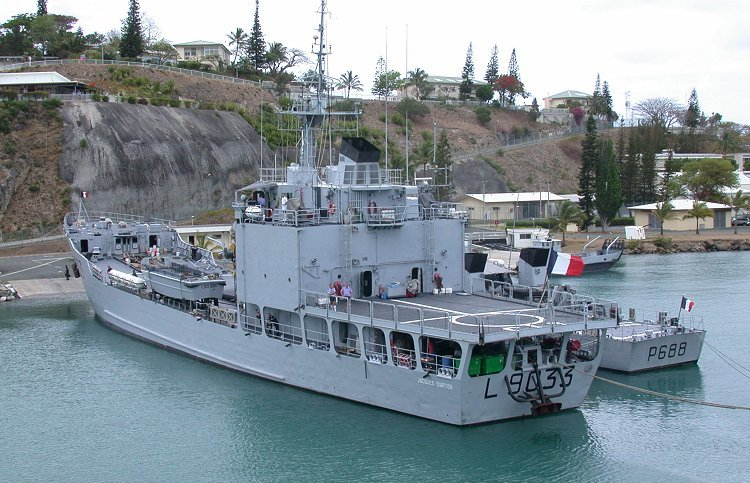
Le bâtiment de transport léger Jacques Cartier et le patrouilleur La Moqueuse, à leur poste d'amarrage de la base Chaleix de Nouméa.

La Nouvelle-Calédonie constitue, avec Wallis-et-Futuna, une Zone de défense et de sécurité, présidée par le Haut-commissaire de la République en Nouvelle-Calédonie. Elle dispose de plusieurs bases militaires importantes, notamment sur le plan naval et aéronautique.
Les forces armées de Nouvelle-Calédonie (FANC) sont composées d'environ 2 000 hommes et femmes, dont 220 civils, tous corps confondus mais hors service militaire adapté (le régiment du service militaire adapté de Nouvelle-Calédonie RSMA-NC emploie environ 300 militaires inter-armes) et hors gendarmerie (830 personnels, 33 brigades territoriales plus celle de Nouméa, deux hélicoptères Écureuil, 500 véhicules et 21 embarcations). Elles sont dirigées par un commandant supérieur (COMSUP) qui a généralement au moins le grade de général de brigade. Depuis août 2009, il s'agit du général Olivier Tramond. Il est secondé par trois adjoints, un pour chaque armée (depuis 2008 colonel Hugues de Hauteclocque pour l'armée de terre, capitaine de vaisseau Philippe Long pour la marine et colonel Jean-Pascal Delcourt pour l'armée de l'air)
L'armée de terre en Nouvelle-Calédonie dispose de 990 hommes et femmes répartis en sept compagnies et en trois bases du régiment d'infanterie de marine du Pacifique - Nouvelle-Calédonie (Plum au Mont-Dore, Nouméa et Nandaï à Bourail).
La marine fait stationner ou emploie en Nouvelle-Calédonie 592 hommes et femmes, dont 51 civils. La flotte est constituée de deux Patrouilleurs de type P400 (La Glorieuse P686 et La Moqueuse P688), du Bâtiment de transport léger Jacques Cartier-L9033 et de la Frégate de surveillance (FS) de Classe Floréal Vendémiaire - F734.
L'armée de l'air compte environ 200 hommes et femmes installés sur le territoire calédonien dont 163 militaires et 2 civils servant sur la base aérienne 186 « Lieutenant Paul Klein » à Tontouta (52 km au nord de Nouméa). Ce pôle aérien nouvellement restructuré est commandé depuis août 2011 par un officier de l'armée de l'air du grade de colonel. Outil de défense cohérent, cette base aérienne vient efficacement renforcer le dispositif militaire français déployé dans le Pacifique Sud. Elle abrite une flotte d'aéronefs constituée de deux avions de transport tactique - CASA 235 - et de trois hélicoptères - Puma - au sein d'un escadron de transport unique : l'ET 52 « Tontouta ». L'aéronautique navale y est également présente avec un détachement de la flottille 25F de Tahiti (deux aéronefs de surveillance maritime de type Gardian).

### Diplomatie et coopération régionale

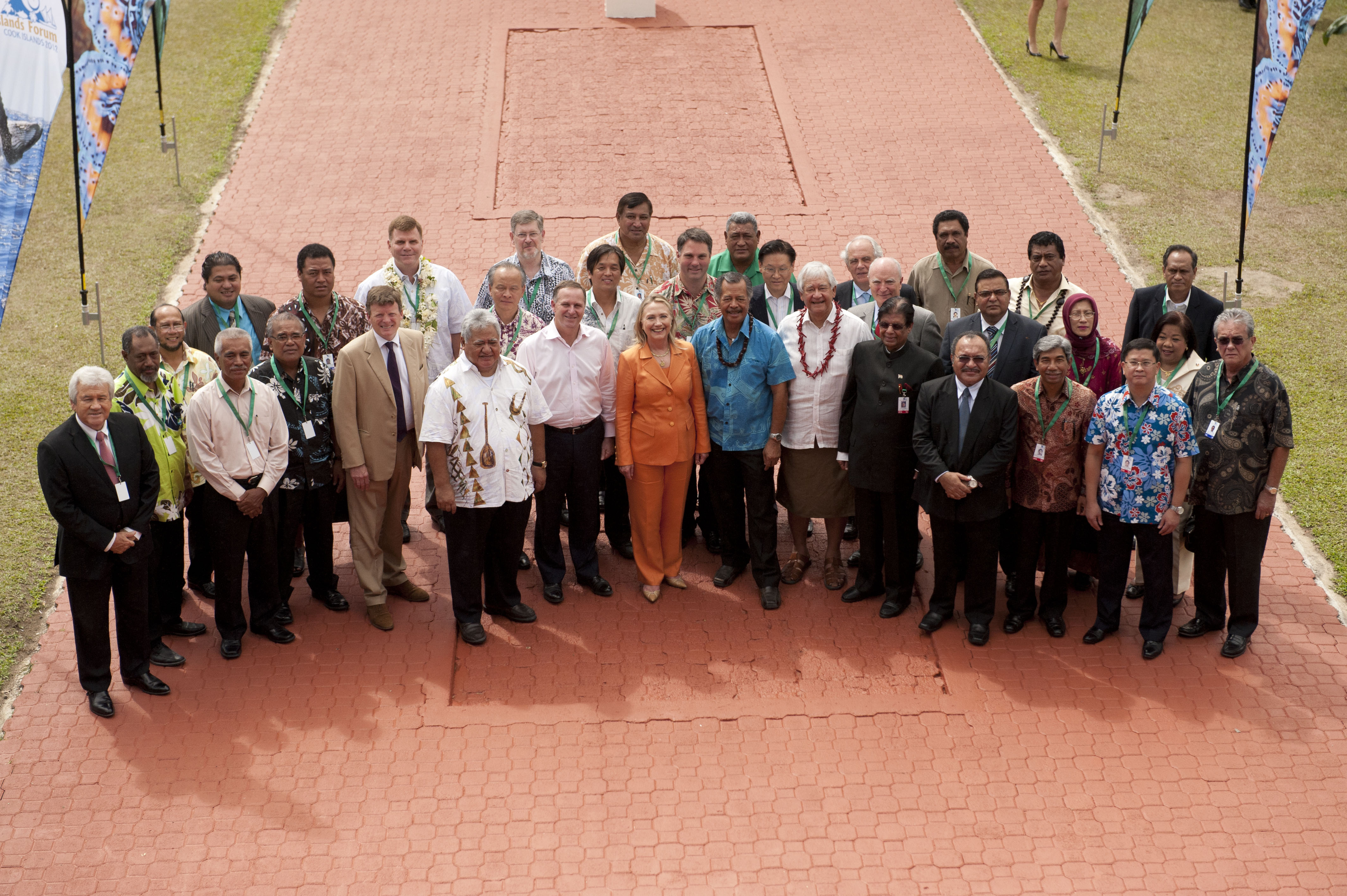
Le 31 octobre 2012 aux îles Cook : le président du gouvernement de la Nouvelle-Calédonie de l'époque, Harold Martin (1er à g.), et un autre membre de l'exécutif local, Georges Mandaoué (2e à g.), posent en tant que représentants associés avec les délégués du Forum des îles du Pacifique et la secrétaire d'État des États-Unis Hillary Clinton.

Conformément à son statut institutionnel, la Nouvelle-Calédonie dispose de larges compétences internationales, reposant sur le principe de la « souveraineté partagée » instauré par l’accord de Nouméa. Il lui est ainsi possible, dans le respect des engagements internationaux de la France et sous le contrôle de l’État, de nouer des relations de coopération avec des États souverains du Pacifique, d’être membre à part entière d’organisations intergouvernementales régionales et de disposer de représentations officielles auprès de ces États et organisations. Dans ce cadre original, le gouvernement de la Nouvelle-Calédonie mène sa propre politique régionale, assise sur des relations bilatérales soutenues, une implication multilatérale reconnue et en plein développement.
La Nouvelle-Calédonie est membre des deux principales organisations régionales : la Communauté du Pacifique (CPS, dont le secrétariat général siège à Nouméa) et le Forum des îles du Pacifique (avec la Polynésie française, il s'agit des deux seuls territoires non souverains à en être membres, depuis septembre 2016). Elle est également membre du Conseil des Jeux du Pacifique (CJP) et de l'Association des Pays et Territoires d'Outre-mer (OCTA). Les représentants des institutions néo-calédoniennes participent aux sommets France-Océanie organisés en 2003, 2006, 2009, 2015 et 2020, et dont la troisième édition s'est déroulée en 2009 à Nouméa. Le FLNKS est membre du Groupe mélanésien Fer de lance depuis 1990.
De même, la collectivité s'implique directement dans le cadre des activités internationales liées à la Francophonie. Elle mène ainsi depuis 2007 le « Forum francophone du Pacifique » dont la 9e édition s’est tenue du 3 au 5 novembre 2016 à Nouméa,. L’objectif de chaque édition des forums est de favoriser les échanges entre différents acteurs qui œuvrent dans le Pacifique pour le rayonnement de la langue française et de la Francophonie, à savoir les représentants de l’Organisation internationale de la francophonie (OIF), ses pays membres dans la région (Vanuatu, France), une vingtaine d’Alliances françaises d'Asie-Pacifique (Australie, Fidji, Japon, etc.), des chercheurs, des fonctionnaires, des diplomates, etc. Enfin, depuis novembre 2016, la Nouvelle-Calédonie est un membre associé de l'Organisation internationale de la francophonie (OIF).

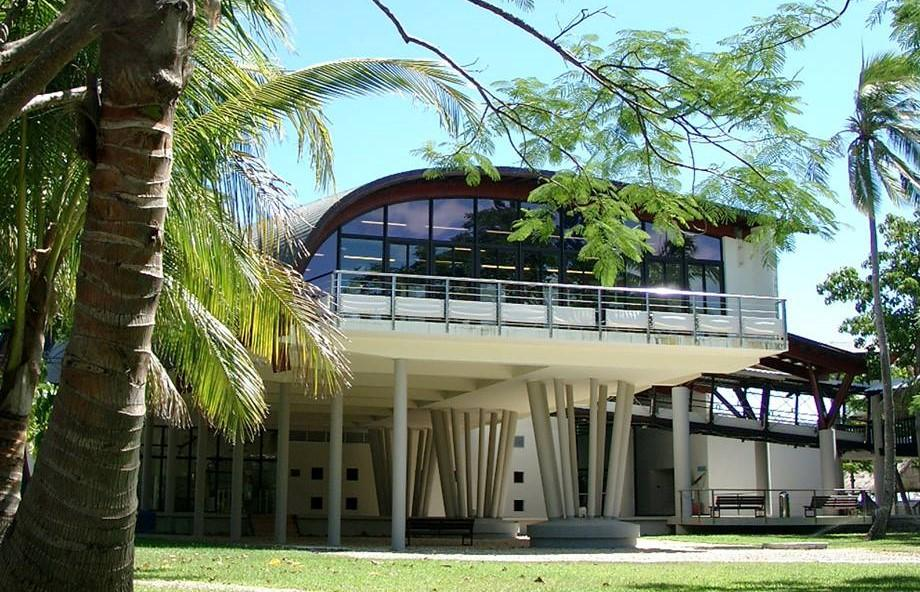
Le siège du secrétariat général de la Communauté du Pacifique à Nouméa.

Si les relations extérieures restent de la compétence de l'État français, le Territoire peut mener lui-même des actions de coopération régionale directe avec les pays voisins du Pacifique. Celle-ci n'a pris réellement forme que dans les années 1990, avec le Vanuatu dans un premier temps, avec un premier accord relatif au développement de la coopération générale de cet État avec la Nouvelle-Calédonie le 19 novembre 1993, suivi par une convention de coopération signée par l'État français, le gouvernement de la Nouvelle-Calédonie et celui du Vanuatu le 25 février 2002, et de trois passées directement entre la Nouvelle-Calédonie et le Vanuatu successivement le 26 juin 2006, le 16 février 2010 et le 23 février 2015. Les relations avec l'Australie ont également été renforcées, notamment lors d'une visite officielle du 9 au 11 mars 2010 d'une délégation emmenée par le Haut-commissaire de la République Yves Dassonville et le président du gouvernement de la Nouvelle-Calédonie Philippe Gomès et comprenant huit personnes, dont les présidents des trois provinces (Pierre Frogier, Paul Néaoutyine et Néko Hnepeune) et celui du Congrès (Harold Martin). Il s'agissait d'une première historique du fait du nombre de participants à ce déplacement. Ils rencontrent notamment le Premier ministre australien de l'époque Kevin Rudd. Le président du gouvernement, le Haut-commissaire et les trois dirigeants provinciaux signent avec le ministre australien de l'Environnement et des Arts une déclaration en faveur de la gestion durable de la mer de Corail le 10 mars 2010.
Plusieurs pays étrangers sont représentés en Nouvelle-Calédonie par l'intermédiaire d'un consul qui est rattaché à son ambassade de tutelle, laquelle siège à Paris. Il y a ainsi onze consulats à Nouméa, dont 4 dits « généraux » (ceux d'Australie, de Nouvelle-Zélande, du Vanuatu et d'Indonésie) et 7 consulats dits « honoraires » (ceux d'Allemagne, de Belgique, d'Italie, du Japon, des Pays-Bas, de Suisse et du Viêt Nam). Il s'agit généralement de pays qui disposent de communautés plus ou moins importantes implantées sur le Territoire.

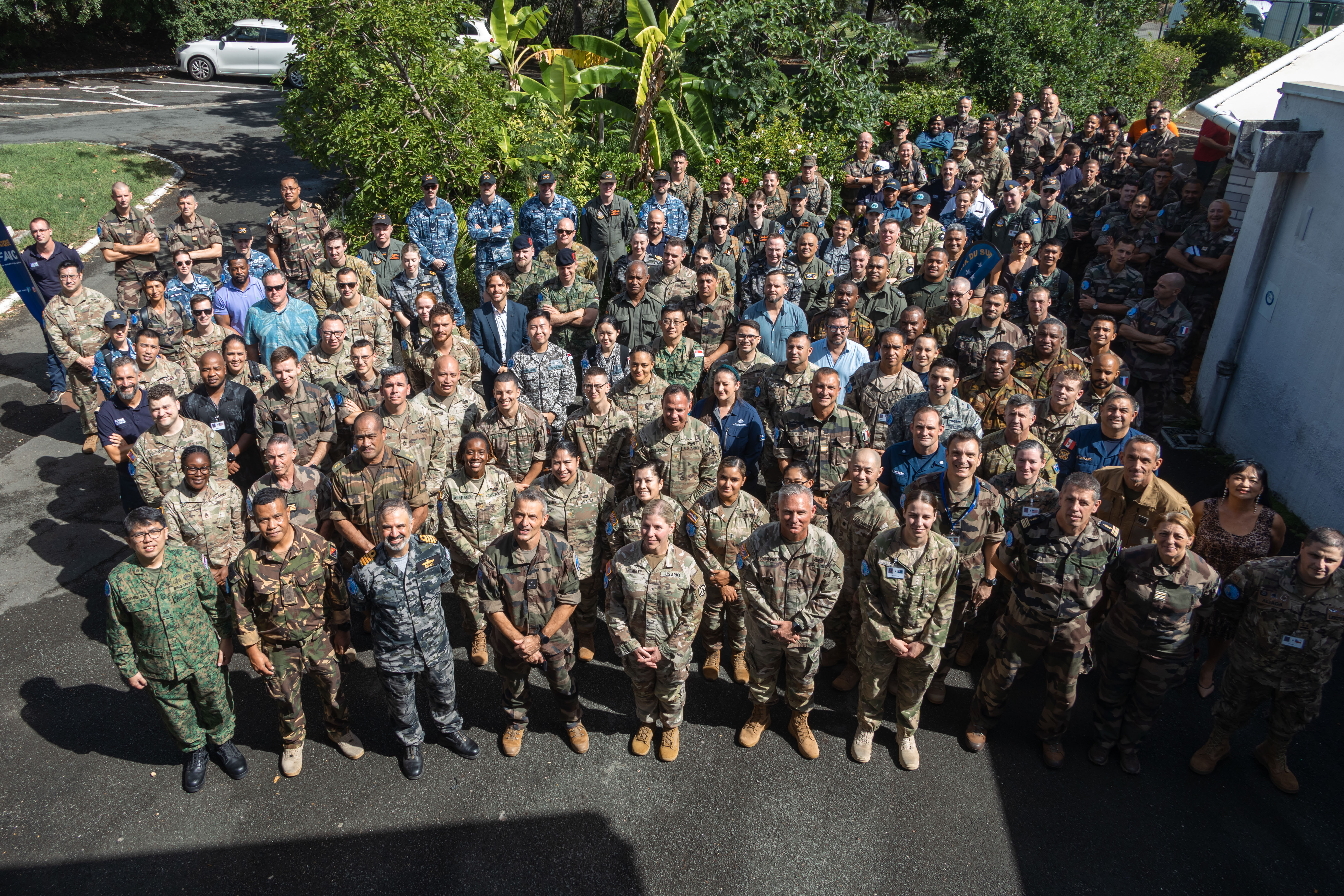
Photographie de groupe de participants de l'exercice militaire multinational Croix du Sud en 2025.

Depuis 1992, suite à un accord militaire entre la France, l'Australie et la Nouvelle-Zélande, les armées de ces trois pays (régulièrement rejointes par d'autres forces militaires de puissances régionales, dont celles des États-Unis) mènent en Nouvelle-Calédonie tous les deux ans le plus vaste exercice d'entraînement aux interventions humanitaires et de gestion de catastrophes dans l'Océan Pacifique, l'exercice « Croix du Sud ».
Au début du mois d'octobre 2010, le gouvernement de la Nouvelle-Calédonie finalise avec le ministère des Affaires étrangères à Paris le processus de recrutement de « représentants consulaires », ou « délégués » (au début 2011 pour le premier, puis en 2018 pour les quatre autres, à travers des épreuves écrites et un grand oral), de formation (d'un an, de septembre 2011 à septembre 2012 pour le premier puis de juin 2018 à juin 2019 pour les quatre suivants, à l'IEP de Paris en partenariat avec le Quai d'Orsay), puis de positionnement (à partir de novembre 2012 et finalement de juillet-septembre 2019). Ceux-ci sont chargés de porter la voix propre de la Nouvelle-Calédonie dans les cinq ambassades françaises en Océanie (en Australie, en Nouvelle-Zélande, au Vanuatu, en Papouasie-Nouvelle-Guinée et aux Fidji), comme prévu par l'Accord de Nouméa. La première convention officialisant l’hébergement et l’installation d'un de ces « délégués » est signée le 15 novembre 2012 avec l'ambassade de France en Nouvelle-Zélande, le premier titulaire de ce poste étant ainsi Yves Lafoy. La deuxième délégation de Nouvelle-Calédonie est ouverte à l'ambassade de France en Australie le 14 janvier 2019, avec de nouveau Yves Lafoy comme premier titulaire. Les quatre autres « délégués » sont nommés et certifiés le 14 juin 2019, devant rejoindre leurs ambassades d'affectation entre juillet et septembre 2019, à savoir : Rose Wete aux Fidji à partir du 15 juillet 2019 ; Gaston Wadrawane au Vanuatu à partir du 15 juillet 2019 ; Cécilia Madeleine en Nouvelle-Zélande à compter du 1er septembre 2019 ; Alexandre Lafargue en Papouasie-Nouvelle-Guinée à partir du 1er septembre 2019.
Les gisements miniers de Nouvelle-Calédonie semblent convoités par la Chine, qui d'après un rapport de l'Institut de recherche stratégique de l'École militaire la considère comme une « cible prioritaire », et sur laquelle elle a notamment lancé une campagne de propagande intense visant à l'intégrer dans son réseau d'influence.

### Couleur électorale
Le corps électoral de Nouvelle-Calédonie s'ancre très majoritairement à droite. Au premier tour de l'élection présidentielle de 2012, Nicolas Sarkozy obtient 49,63 % des suffrages, loin devant François Hollande (à 24,91 %). Lors du deuxième tour de l'élection présidentielle de 2007, l'île avait voté pour le candidat UMP à 62,89 %, contre 37,11 % à Ségolène Royal. En 2002, Jacques Chirac avait obtenu 80,42 % des suffrages contre 19,58 % à Jean-Marie Le Pen.

## Économie
| Pays/territoire           | PIB (nominal) en 2011 (milliards de dollars US) | PIB (nominal) par hab. en 2011 (dollars US) |
| ------------------------- | ----------------------------------------------- | ------------------------------------------- |
| Australie                 | 1 490,52                                        | 66 289                                      |
| Nouvelle-Zélande          | 161,84                                          | 36 688                                      |
| Hawaï                     | 70,01                                           | 50 798                                      |
| Papouasie-Nouvelle-Guinée | 12,92                                           | 1 939                                       |
| Nouvelle-Calédonie        | 9,89                                            | 38 921                                      |
| Fidji                     | 3,75                                            | 4 196                                       |
| Îles Salomon              | 0,87                                            | 1 573                                       |
| Vanuatu                   | 0,79                                            | 3 211                                       |
| Samoa                     | 0,64                                            | 3 520                                       |
| Tonga                     | 0,44                                            | 4 221                                       |
| Kiribati                  | 0,16                                            | 1 594                                       |
| Tuvalu                    | 0,04                                            | 3 202                                       |
| Sources : ISEE, FMI, BEA  |                                                 |                                             |

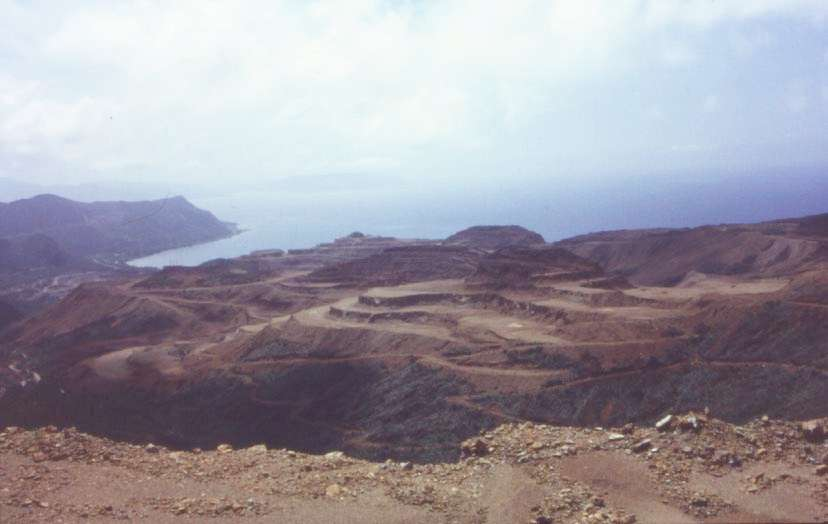
Paysage minier à Kouaoua.

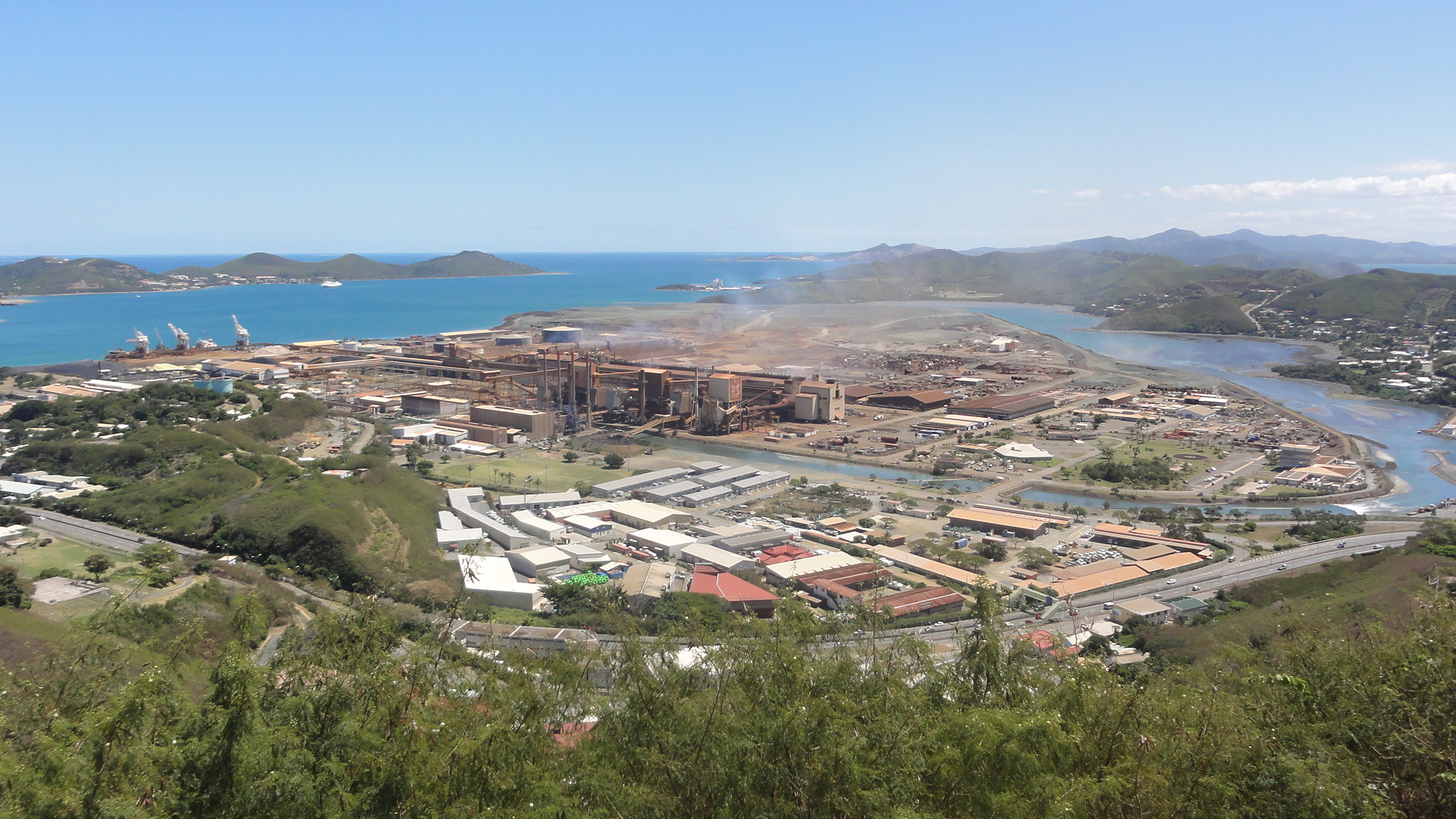
Usine Société Le Nickel de Doniambo à Nouméa.

L'économie de la Nouvelle-Calédonie est l'une des plus fortes et des plus dynamiques de l'outre-mer français, avec un PIB estimé à 855,5 milliards de francs CFP (7,165 milliards d'euros ; 9,8 milliards de dollars US) en 2012, soit un PIB par habitant particulièrement élevé de 3,342 millions F.CFP (28 005 € ; 38 735 USD) en 2012, supérieur à ceux de pratiquement tous les États et territoires du Pacifique insulaire (dont la Nouvelle-Zélande) et comparable à ceux de la plupart des régions métropolitaines. La croissance économique a été de +3,9 % en 2010, +3 % en 2011 et +2,2 % en 2012. Le taux de chômage a reculé de 18,7 % au recensement de 1996 à 14,0 % au recensement de 2009, avec cependant encore des écarts très marqués entre le Grand Nouméa (taux de chômage de 8,7 % en 2009) et les zones rurales à prédominance kanak (Province Nord : 27,8 % de chômage en 2009 ; Îles Loyauté : 32,4 % de chômage en 2009).
Le dynamisme économique de la Nouvelle-Calédonie est lié aux ressources du sous-sol. La Nouvelle-Calédonie détient entre 20 % et 30 % des réserves mondiales connues de nickel,. Celui-ci a été initialement extrait de la garniérite, minerai devant son nom à Jules Garnier qui l'a découvert en 1864 sur l'île. La présence de ce minerai est due à des roches appelées ophiolites, constituées de péridotite altérée en serpentine, qui finit par donner de la garniérite. Avec l'épuisement rapide de ce minerai, l'extraction du nickel se fait à partir des latérites riches en nickel et pauvres en fer, comme la saprolite, qui sont transformées en ferronickel. Avec la mise en œuvre récente de deux nouveaux projets métallurgiques (KNS et Vale Nouvelle-Calédonie), le nickel devrait contribuer pour 30 à 40 % du PIB local et faire travailler près de 12 % de la population active.
Si l'économie locale a souffert de la baisse des cours de ce métal dans les années 1990 et depuis le début des années 2010, elle a connu, dans les années 2000, un élan économique particulièrement important, dû au redressement de ces cours (du fait de la hausse de la demande en fer, le nickel étant un composant qui entre dans la fabrication d'aciers inoxydables) mais aussi à l'important apport d'investissements liés aux deux grands projets de construction d'usine : Goro Nickel dans le Sud par Inco et Koniambo dans le Nord par une coopération entre le groupe local des Sociétés des Mines du Sud Pacifique et le géant canadien Falconbridge. Le nickel représente le principal produit d'exportation (les produits miniers représentaient près de 94 % des exportations en 2006), sans pour autant être la ressource dominante au sein du PIB néo-calédonien (18 % en 2007).

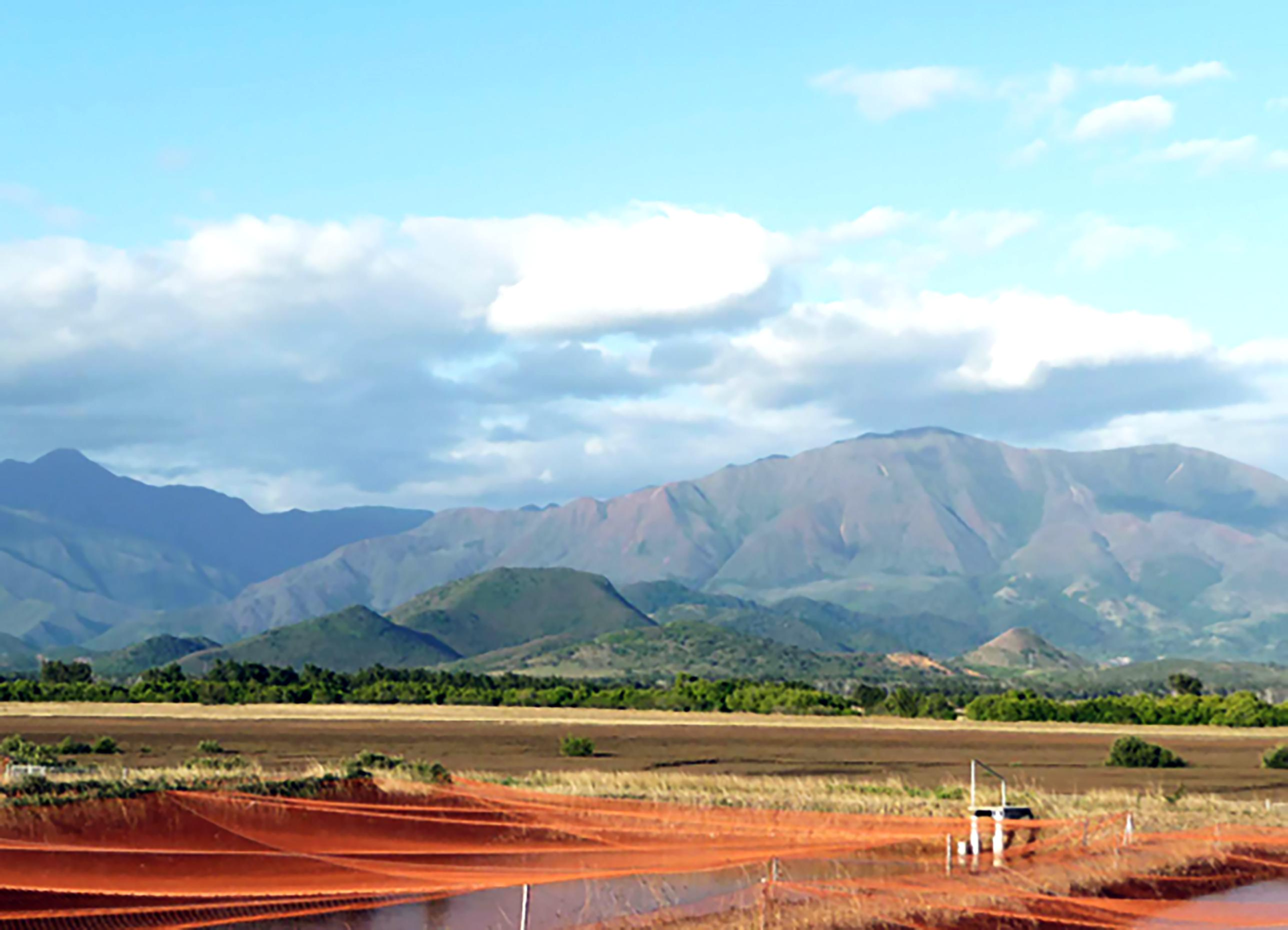
Bassin d'élévage des crevettes à la station aquacole de Saint-Vincent (Boulouparis).

L'agriculture est relativement peu développée du fait du manque de terre cultivable et d'un mode de production resté largement vivrier, notamment dans le cadre de la culture traditionnelle par les Kanak des taros et ignames. Le territoire doit donc importer des denrées alimentaires, faute d'autosuffisance (12 % des importations en 2006). L'élevage (surtout de bovins) par contre est particulièrement bien implanté, notamment dans les grandes plaines herbeuses et les savanes de la côte ouest de la Grande Terre, et permet à la Nouvelle-Calédonie d'être pratiquement autosuffisante dans son approvisionnement en viande. L'archipel ne fournit pratiquement pas de produits laitiers, il s'approvisionne chez les deux gros producteurs voisins : l'Australie et la Nouvelle-Zélande. Enfin, l'aquaculture de la crevette est un secteur en développement et essentiellement destiné à l'exportation vers les marchés porteurs d'Europe ou du Japon.
Les autres sources de revenu du territoire sont :
- le tourisme, en provenance de France métropolitaine, du Japon, d'Australie et de Nouvelle-Zélande. Ce secteur reste encore largement embryonnaire (avec moins de 225 000 touristes accueillis en 2007, dont 120 000 croisiéristes) et ne représente que 4 % du PIB du territoire ;
- les transferts financiers depuis la métropole, qui restent une donnée fondamentale, comme dans les autres territoires ultramarins, de l'économie calédonienne, représentant 16 % du PIB du territoire en 2007.

La création d'une taxe générale à la consommation (TGC, équivalent d'une TVA sur les biens et les services) a été adoptée en 2016, pour le lancement d'une marche à blanc le 1er avril 2017 et une mise en place définitive en juillet 2018. Il a également été institué une taxe sur les plus-values (immobilières et mobilières) en 2015. Il n'y a pas de taxe d'habitation. Les habitants de passage en Europe sont considérés comme des habitants appartenant à un pays tiers et peuvent donc bénéficier de la détaxe (bon de détaxe remis par commercant) sur leurs achats personnels.
La Nouvelle‑Calédonie est l’un des principaux producteurs mondiaux de nickel, une ressource qui structure profondément son économie. En 2023, les réserves calédoniennes représentaient environ 25 % des gisements de nickel connus, et le secteur minier assurait autour de 20‑25 % de l’emploi salarié ainsi que près de 90 % des exportations du territoire. Toutefois, cette dépendance au nickel expose l’économie locale aux aléas des cours mondiaux, à la concurrence internationale et à des coûts énergétiques élevés.
L'île est entourée d'une zone économique exclusive de 1,74 million de kilomètres carrés.
La Nouvelle-Calédonie possède 3 000 t de cobalt.
La Nouvelle-Calédonie est fortement atteinte par les inégalités sociales ; les 10 % les plus riches ont un niveau de vie huit fois supérieur aux 10 % les plus pauvres.

## Infrastructures

### Science et éducation

#### Éducation
Le système éducatif est presque identique à celui du reste de la France, avec quelques adaptations liées au statut. En particulier l'instruction obligatoire commence dès l'âge de cinq ans. Les programmes de l'enseignement primaire s'appuient sur un socle commun de connaissances, de compétences et de valeurs très semblable à celui établi pour les autres parties de la République, mais le contenu pédagogique peut être enrichi par les différentes collectivités pour y intégrer les spécificités culturelles, historiques et géographiques de l'archipel. La formation des enseignants du primaire relève également des compétences locales. Le calendrier scolaire diffère lui aussi car la Nouvelle-Calédonie (avec Wallis-et-Futuna), fait correspondre ses « grandes vacances » avec la saison chaude (appelée encore « été austral »), ce qui fait que l'année scolaire ou encore universitaire s'échelonne de fin février ou début mars à la fin du mois de décembre, donc sur une année civile et non comme le calendrier métropolitain (courant alors de septembre à mai voire juin de l'année suivante).

Logo de l'université de la Nouvelle-Calédonie de Nouville.

Il y a de nombreux lycées publics en Nouvelle-Calédonie qui peuvent proposer des sections européennes en Province Sud, notamment au lycée Lapérouse, lycée Dick-Ukeiwé (ancien lycée du Grand Nouméa) et lycée Jules-Garnier. Mais il existe également d'autres établissements privés, catholiques ou protestants.
Concernant l'enseignement supérieur, seule l'université de la Nouvelle-Calédonie est présente sur le territoire et c'est pourquoi de nombreux étudiants quittent provisoirement la Nouvelle-Calédonie pour étudier à l'étranger malgré les multiples formations proposées par l'établissement.

#### Science et recherche
Il existe plusieurs institutions de recherche, basées principalement à Nouméa et touchant essentiellement à la biodiversité, l'environnement, la biologie et la géologie, le nickel, l'océanographie, l'histoire, l'anthropologie, la sociologie et la linguistique des langues kanak (domaine des sciences). Mais il existe également un institut de recherches juridiques.

### Énergie et gestion de l'environnement

#### Gestion de l'environnement
Deux ans après la loi sur la transition énergétique pour la croissance verte votée en Métropole, la Nouvelle-Calédonie a interdit à son tour l’utilisation des sacs plastique à usage unique distribués aux caisses des magasins, et des sacs plastiques non bio-sourcés pour les fruits et légumes. Effective à partir de juillet 2019, la loi prévoit également l’interdiction des objets à usage unique (gobelets, verres, pailles) en septembre 2019.
L’extraction du nickel représente une activité extrêmement polluante. En conséquence, les émissions de gaz carbonique par habitant de la Nouvelle-Calédonie sont presque aussi élevées que celles des États-Unis en 2013 et sont en augmentation. La Société Le nickel, entreprise en grande partie détenue par la multinationale Eramet, exploite la majorité de ces mines. Les infrastructures de l'entreprise sont ainsi régulièrement ciblées par des habitants, qui dénoncent les atteintes à l’écosystème, les risques de pollution et d’assèchement des rivières,.
La Nouvelle-Calédonie est absente du protocole de Kyoto : la France ne l’intègre pas dans ses calculs d’émissions de CO2. Elle n’est pas non plus concernée par les engagements pris par la France dans le cadre de l’Accord de Paris.
Selon "Notre Monde en Données", le "Global Carbon Project", l'"Agence Calédonienne de l'Energie", la Nouvelle-Calédonie en 2020 émet 27 tonnes de CO2 par habitant(10,2 tonnes en 2000). La France métropolitaine a émis 5,3 tonnes de CO2 par personne en 2017.
Les trois mines de nickel actuelles sont situées sur la Grande Terre, et l'industrie minière est responsable de 77% de la consommation d'énergie de l'archipel

### Transports

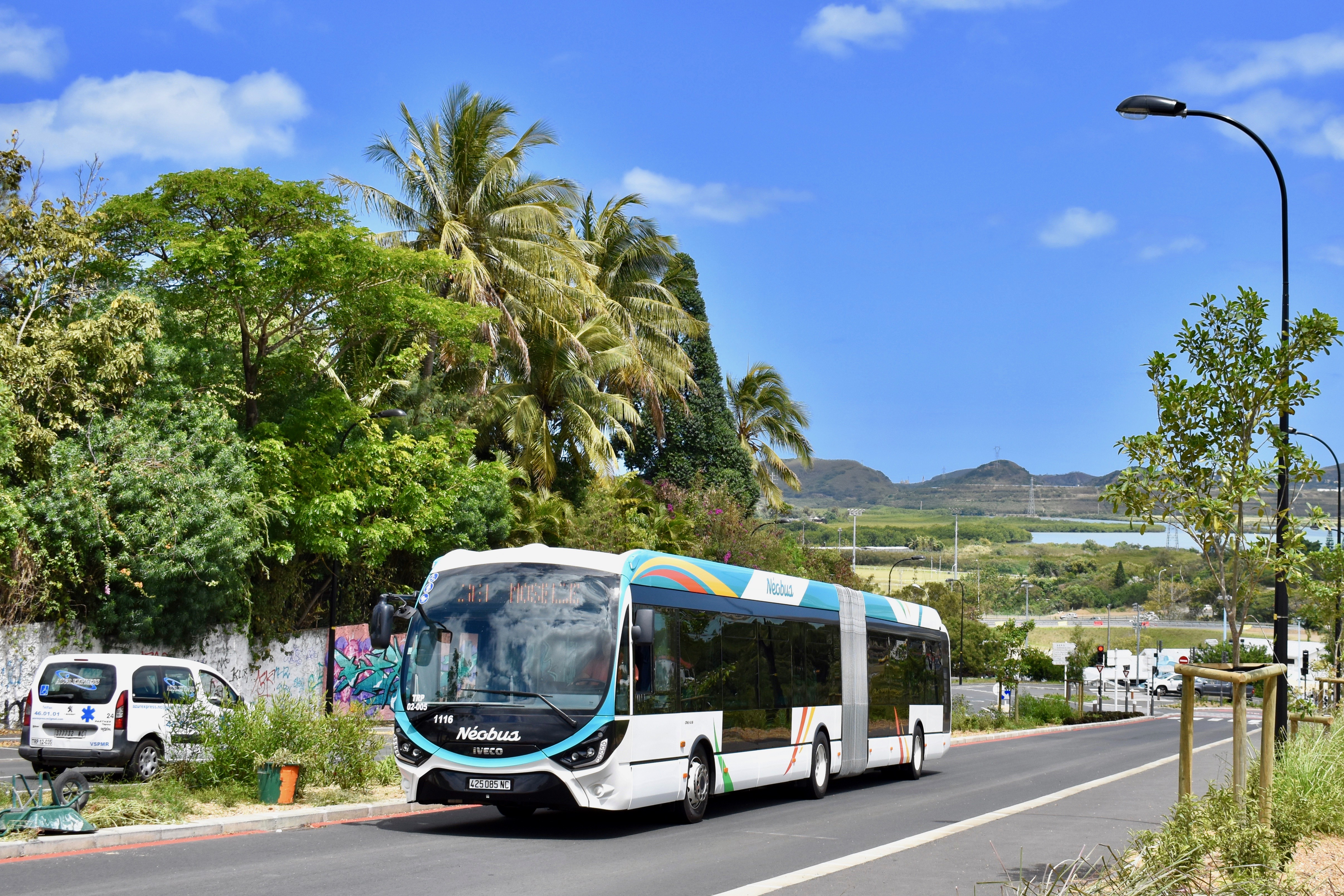
Le Néobus à Dumbéa.

Les réseaux de transport en Nouvelle-Calédonie sont soumis à un certain nombre de contraintes géographiques : l'insularité, l'aspect relativement étendu de l'île principale, la présence de la Chaîne centrale, la macrocéphalie du Grand Nouméa. S'y ajoute l'absence d'alternative à la route dans les transports intérieurs, à l'exception des liaisons maritimes inter-îles. La Nouvelle-Calédonie possède plusieurs opérateurs de transport en commun publics, possessions soit du Territoire, soit des provinces, soit des communes. Il existe plusieurs réseaux de bus publics dont les plus importants en termes de trafic et en nombre de passagers restent ceux de la ville de Nouméa (Karuïa Bus) et du Grand Nouméa (CarSud). Depuis 2016, des travaux urbains sont réalisées pour la création d'une ligne Néobus qui relira le Médipôle à la place de la Moselle, c'est un des plus grands projets de transports en commun de la Nouvelle-Calédonie.
En 2018, la STMU annonce officiellement la création du réseau Tanéo qui réunit l'ensemble des transports du Grand Nouméa (Carsud, Karuia et le Néobus) ; ce réseau sera mis en place en septembre 2019. Le réseau Tanéo s'équipera des dernières technologies de cartes de transport, comme des cartes sans contact permettant le paiement du transport dans l'ensemble de ce réseau.

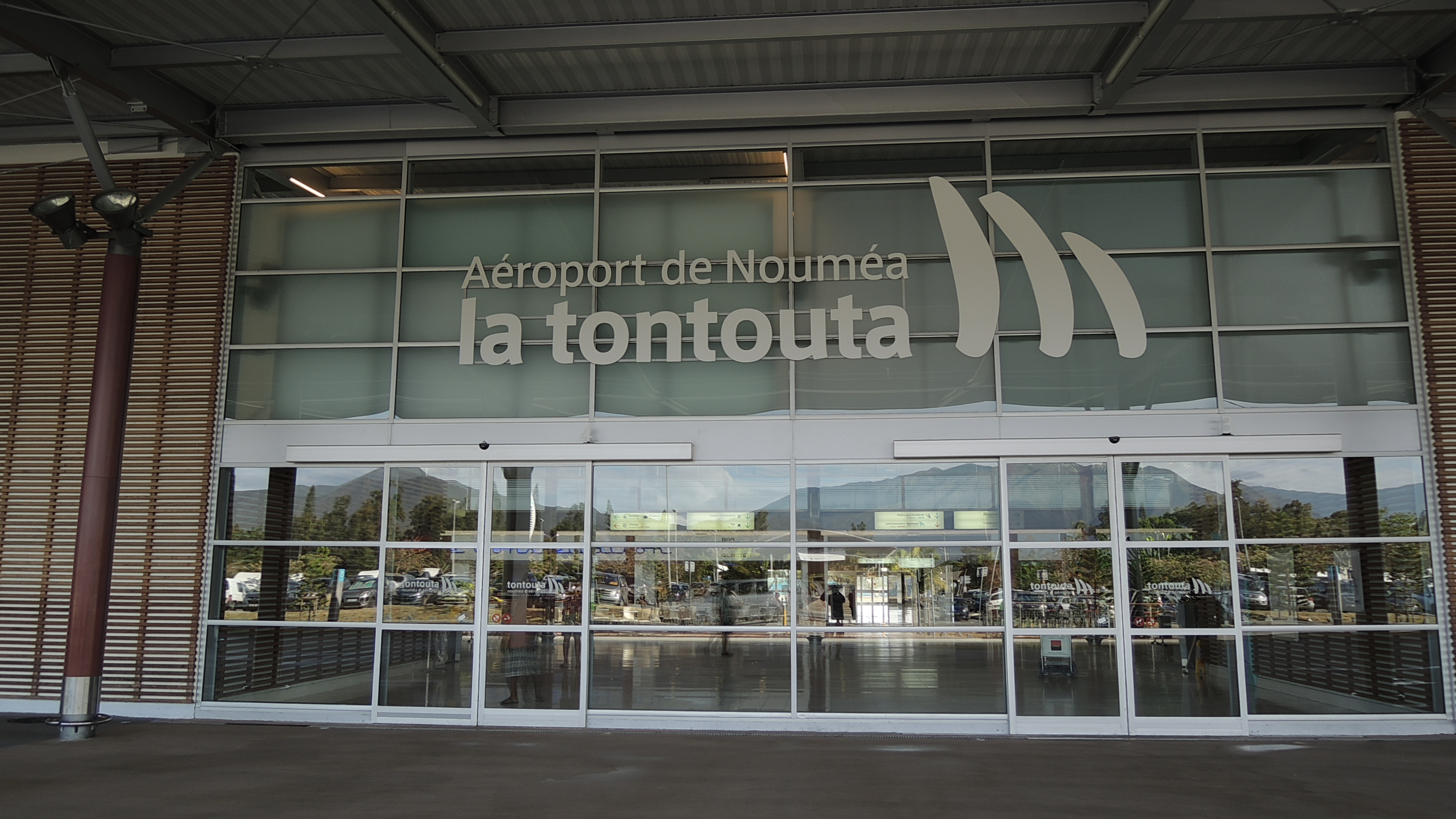
L'entrée de l'aéroport international de Nouméa-La Tontouta.

En termes de transport aérien, trois compagnies locales ont été créées : Aircalin pour les vols internationaux, Air Calédonie (Aircal) pour les vols locaux et Air Loyauté pour les vols inter-îles ainsi que de Koumac, Touho et Belep depuis le 1er avril 2018. L'Aéroport international de Nouméa-La Tontouta, situé sur le territoire de Païta, est la principale porte donnant sur l'extérieur en tant que seul aéroport international de l'archipel. L'aéroport de Magenta, à Nouméa, est la plateforme centrale du réseau domestique. Le réseau local est composé de neuf aérodromes dont les infrastructures ne peuvent accueillir que des avions court-courrier : l'île des Pins, l'île de Tiga, l'aéroport de Koné, de Maré (La Roche), de Lifou, d'Ouvéa et enfin celui de Nouméa-Magenta. Le déplacement entre les îles reste essentiellement effectué en bateau.

### Communications
Cette section devrait être déplacée dans l'article Télécommunications en Nouvelle-Calédonie.
Pour plus d’informations, se reporter en page de discussion. (mai 2024)
Les communications intérieures se faisaient, avant 1900, par sémaphore, malle-poste puis par télégraphe Chappe à partir de la pose en 1893 d'un câble sous-marin entre le site de Téoudié à Ouaco près du village de Kaala-Gomen dans le nord-ouest de la Grande Terre, et Bundaberg dans le Queensland en Australie. Quelques bambous gravés kanak en portent témoignage. Le télégraphe est utilisé jusqu'en 1923.
Les communications intercontinentales sont d'abord essentiellement assurées par voix maritime, principalement à partir de 1882 par les Messageries maritimes depuis Marseille et par le canal de Suez. En 1919, le canal de Panama permet la liaison depuis Dunkerque, via Tahiti.
Ces communications internationales sont rendues plus rapides à partir de 1893 par le câble sous-marin télégraphique Bundaberg-Téoudié. La nouvelle de la première Guerre mondiale parvient ainsi à Nouméa le 5 août 1914. Puis, la télégraphie sans fil (TSF) à partir de 1925 (depuis la station de Nouméa à la pointe de l'Artillerie) et l'aéropostale à partir de 1931 relie encore ponctuellement à quelques destinations du monde, surtout Paris, Saïgon et Papeete. La Seconde Guerre mondiale et la présence américaine à partir de 1942 permet d'améliorer technologiquement le réseau et de le relier à davantage de destinations. Puis le passage à la radiotéléphonie en 1959 puis de la transmission par satellite en 1976, avec l'inauguration de la station et de l'antenne de Nouville, permettent de faire face aux besoins croissants de communications internationales de l'archipel et d'améliorer son désenclavement. Cette même antenne, gérée par « France Câbles et Radio » (FCR) Nouvelle-Calédonie de 1986 à 2008, une filiale à 100 % de France Télécom, permet le développement d'Internet à partir de 1996 et de la télévision par satellite (avec un seul bouquet, Canalsat) en 1999.

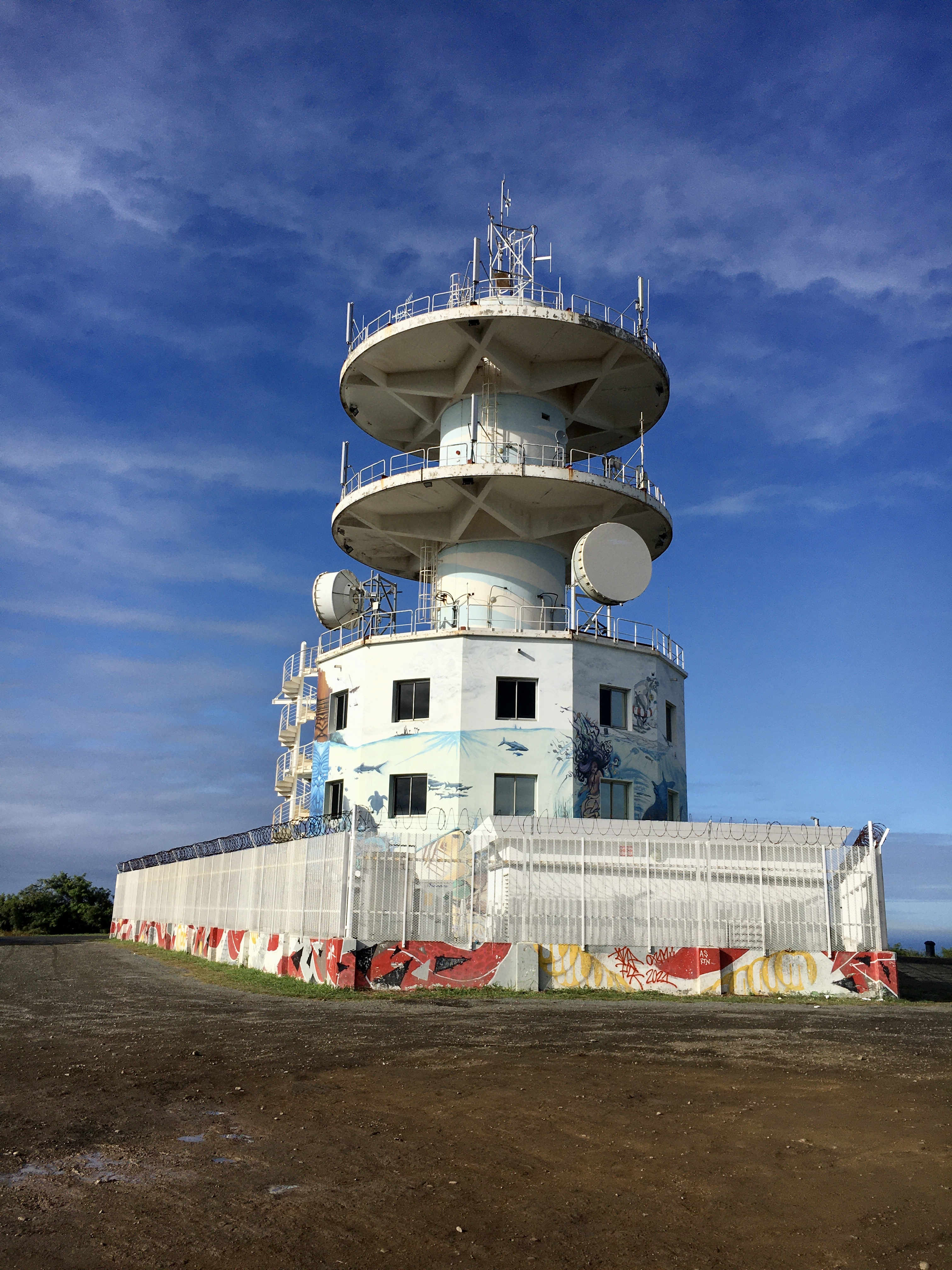
Tour de télécommunication au sommet de la colline de Montravel, à Nouméa.

Par ailleurs, la construction d'une tour de télécommunication au sommet de la colline de Montravel (la « tour Mobilis ») en 1995 permet les premiers relais de Global System for Mobile Communications (GSM) au départ de Nouméa et donc la naissance de la téléphonie mobile dans l'archipel.
Le 1er septembre 2008, le câble sous-marin de fibre optique reliant la Nouvelle-Calédonie à l'Australie, Gondwana-1, permet largement d'augmenter la vitesse du réseau Internet néo-calédonien, permettant le développement du haut débit et de la télévision numérique terrestre (TNT) à compter de novembre 2010. La Nouvelle-Calédonie fait possiblement partie des sites bénéficiant du passage d'un autre câble sous-marin de fibre optique, Hawaiki Cable (de), envisagé pour 2018 entre l'Australie et les États-Unis.
La gestion des équipements et des réseaux de communication en Nouvelle-Calédonie mais aussi avec l'international, comme l'opération de service que ce soit pour la téléphonie fixe ou mobile, la poste, Internet et les communications radiomarines font l'objet de monopoles de la part de l'Office des postes et télécommunications de Nouvelle-Calédonie (OPT-NC), mis en service en 1958, dépendant initialement de l'État français puis de la Nouvelle-Calédonie à partir de 2003. Seul le marché des fournisseurs d'accès à Internet (FAI) est ouvert à la concurrence avec cinq opérateurs (L@goon qui est une marque d'une filiale de l'OPT-NC, Nautile, Micro Logic Systems dit MLS, Can'L et InternetNC). En 2014, près de 54 % des ménages néo-calédoniens disposaient d'un téléphone fixe (près des deux tiers dans le Grand Nouméa mais seulement deux cinquièmes dans le Sud rural, un tiers en Province Nord, un cinquième aux îles Loyauté) et jusqu'à 94,5 % d'entre eux avaient au moins un téléphone mobile (taux partout supérieur à 90 %, il monte jusqu'à 96 % dans le Grand Nouméa). Et alors qu'en 2009 le taux d'accès à Internet n'était que de 37,7 % des ménages, il est monté à 57,3 % en 2014 (mais avec de grands déséquilibres, allant de 68,2 % dans le Grand Nouméa à 17,4 % aux îles Loyauté, 33,6 % dans le Nord et 38,4 % dans le Sud rural).
L'indicatif téléphonique international de la Nouvelle-Calédonie est +687, tandis que les numéros de téléphone, qui dépendent du plan de numérotation néo-calédonien, sont composés de six chiffres. Le domaine de premier niveau national pour l'archipel est .nc. Pour ce qui est du code postal, il commence par le préfixe 988 suivi de deux autres chiffres selon la localité.

## Culture
Un des symboles de la culture néo-calédonienne : la pirogue.

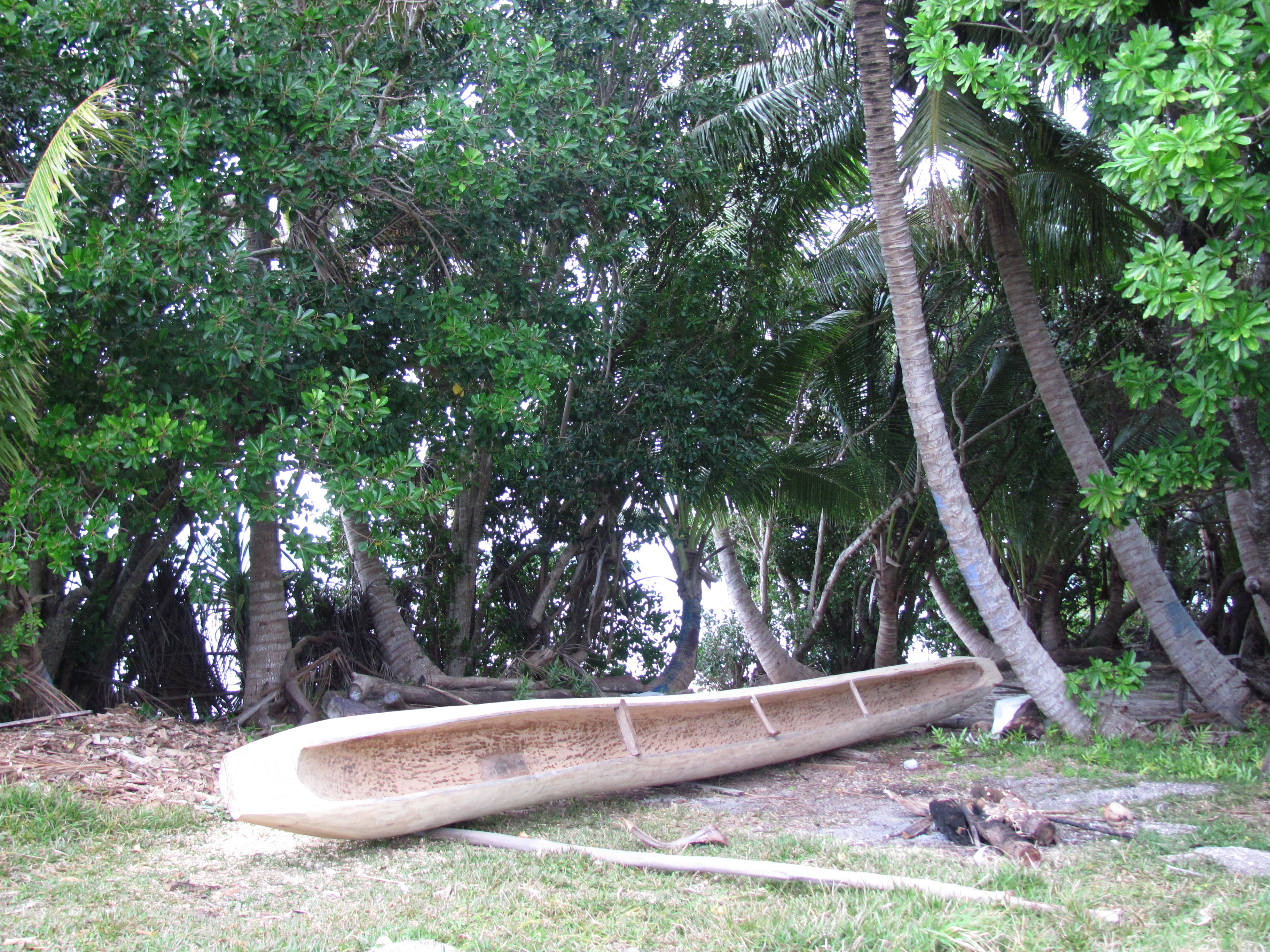
Pirogue, Île des Pins, à Vao (photo Torbenbrinker).

### Gastronomie
Par cuisine de la Nouvelle-Calédonie on peut entendre :
- d'une part les recettes traditionnelles issues de la minorité autochtone Kanak, notamment le bougna ;
- d'autre part des recettes résultant d'un mélange d'influences des cuisines respectives des différentes ethnies en présence sur le territoire :
  - cuisine chinoise : notamment par l'utilisation importante de sauce de soja appelée localement « soyo » qui se retrouve dans plusieurs plats mais utilisé aussi comme sauce notamment dans le riz (présent en accompagnement de la plupart des plats calédoniens) ou les pâtes ;
  - cuisine japonaise : le sashimi, le wasabi ;
  - cuisine antillaise : le boudin Créole, le poulet antillais ;
  - cuisine réunionnaise : surtout l'utilisation d'achards comme condiments, mais aussi le « carry », plat composé de curry et de chair (de crabe, de viande…) ;
  - cuisine française : utilisant des produits souvent non issus du terroir et nécessitant donc une importation mais tout de même consommés couramment qui sont, outre les fruits et légumes des zones tempérées, le vin, le fromage, le pain et la viennoiserie (produit localement à partir de céréales essentiellement importées), la bière (produite localement : la Number One) ;
  - cuisine australienne ou néo-zélandaise et anglo-saxonne en général : notamment des produits d'importation utilisés dans l'alimentation courante comme des biscuits ou sucreries souvent plus consommés que ceux des marques françaises (le chocolat en poudre Milo par exemple, ou encore les biscuits du groupe Arnott's tels que les Tim tam ou les Sao) ;
  - cuisine tahitienne et polynésienne en général : salade tahitienne, po'e à savoir un dessert polynésien à base de fruits tropicaux comme de la banane ou de la citrouille mélangé à de l'amidon de maïs ;
  - cuisine indonésienne : bami ;
  - cuisine vietnamienne : nem vendus dans toutes les épiceries ou magasins d'alimentation, généralement tenus par des personnes d'origines asiatiques, et qui ont la particularité alors d'être plus longs que ceux généralement trouvés en Métropole.

#### Cuisine traditionnelle kanak
La gastronomie kanak se distingue par l’utilisation d’ingrédients locaux (igname, taro, manioc, taros, patates douces, bananes poingo, noix de coco, fruits de mer, poissons) cuisinés selon des savoir-faire ancestraux,. Le plat emblématique, le bougna, est une préparation cérémonielle à base de viande (poulet, porc, poisson, roussette,…) ou de crustacés, accompagnée de tubercules, le tout enveloppé dans des feuilles de bananier puis cuit à l’étouffée dans un four traditionnel de pierres chaudes, souvent enterré. Il symbolise la convivialité, le partage et la transmission culturelle, ponctué de chants et de danses lors des festivités (comme les fêtes de l’igname). L'igname, tubercule sacré, rythme le cycle social de l’alimentation kanak et peut représenter jusqu’à 145 variétés. Ces traditions culinaires sont étroitement liées aux pratiques agricoles et rituelles, faisant de la cuisine kanak un pilier de l’identité communautaire et de la culture néo-calédonienne.

### Infrastructures culturelles
La plupart des infrastructures culturelles sont concentrées sur le chef-lieu de la Nouvelle-Calédonie, Nouméa. On y trouve notamment :

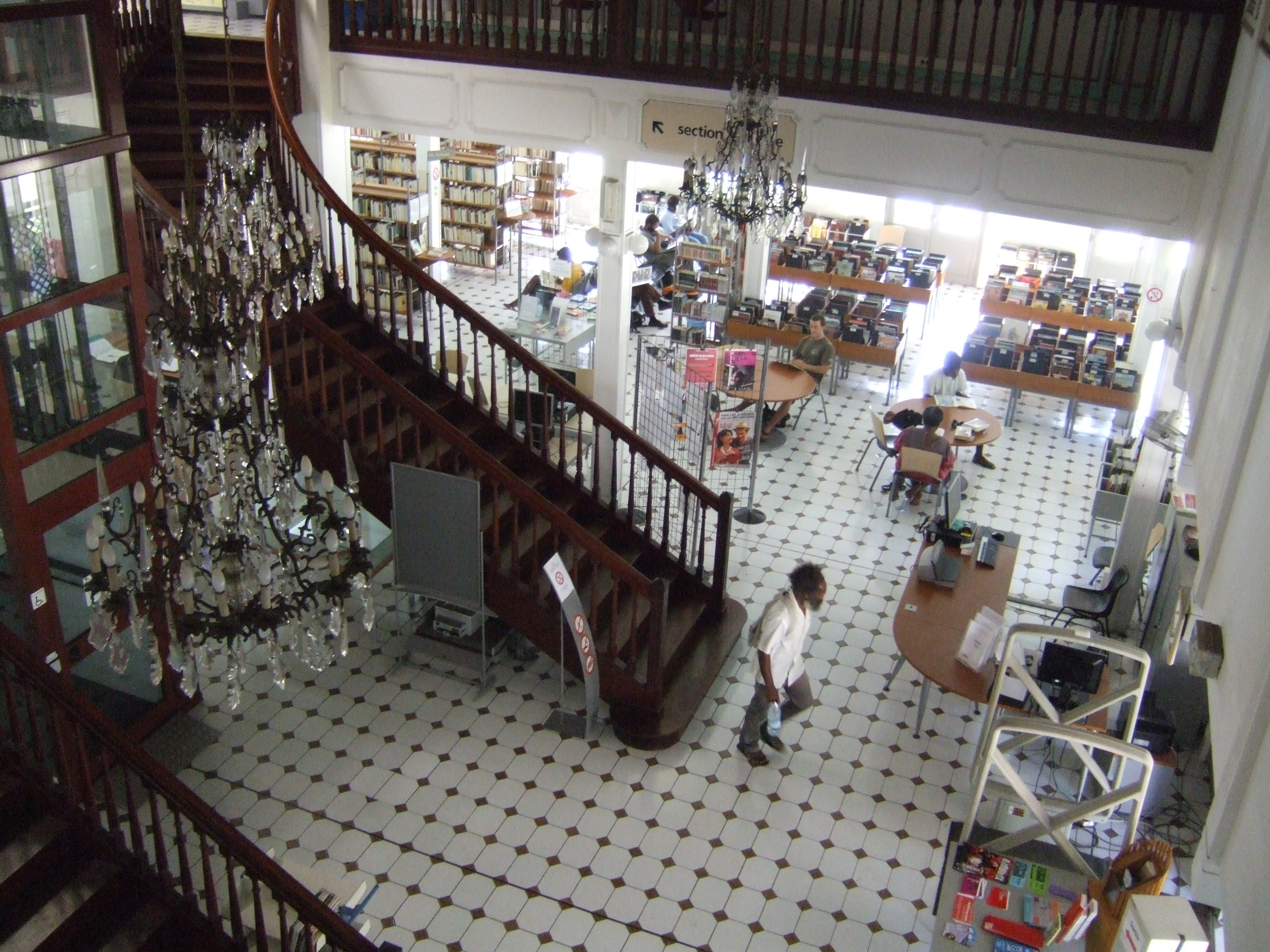
Intérieur de la bibliothèque Bernheim à Nouméa.

- les Archives territoriales dans la presqu'île de Nouville, à côté du campus[232],
- Deux bibliothèques :
  - la bibliothèque Bernheim, installée dans un bâtiment de style colonial ayant servi de pavillon de la Nouvelle-Calédonie lors de l'Exposition universelle de 1900 à Paris, démonté et reconstruit à Nouméa, en bordure du centre-ville, par l'homme d'affaires philanthrope Lucien Bernheim pour servir de bibliothèque-musée à la colonie (à partir d'une collection de livres réunies entre 1871 et 1874 par le gouverneur de La Richerie). En 1971, le musée est déplacé sur un site qui lui est propre, au Quartier-Latin, et la bibliothèque est agrandie d'un deuxième bâtiment en 1981[233]. Elle est attributaire du dépôt légal pour la Nouvelle-Calédonie et Wallis-et-Futuna depuis 1996[234], et sert d'équivalent à une bibliothèque départementale de prêt pour cette collectivité,
  - la médiathèque municipale de Rivière-Salée a été ouverte en octobre 2000 dans le quartier populaire dont elle tire son nom, au nord de Nouméa[235],

- Quatre musées :

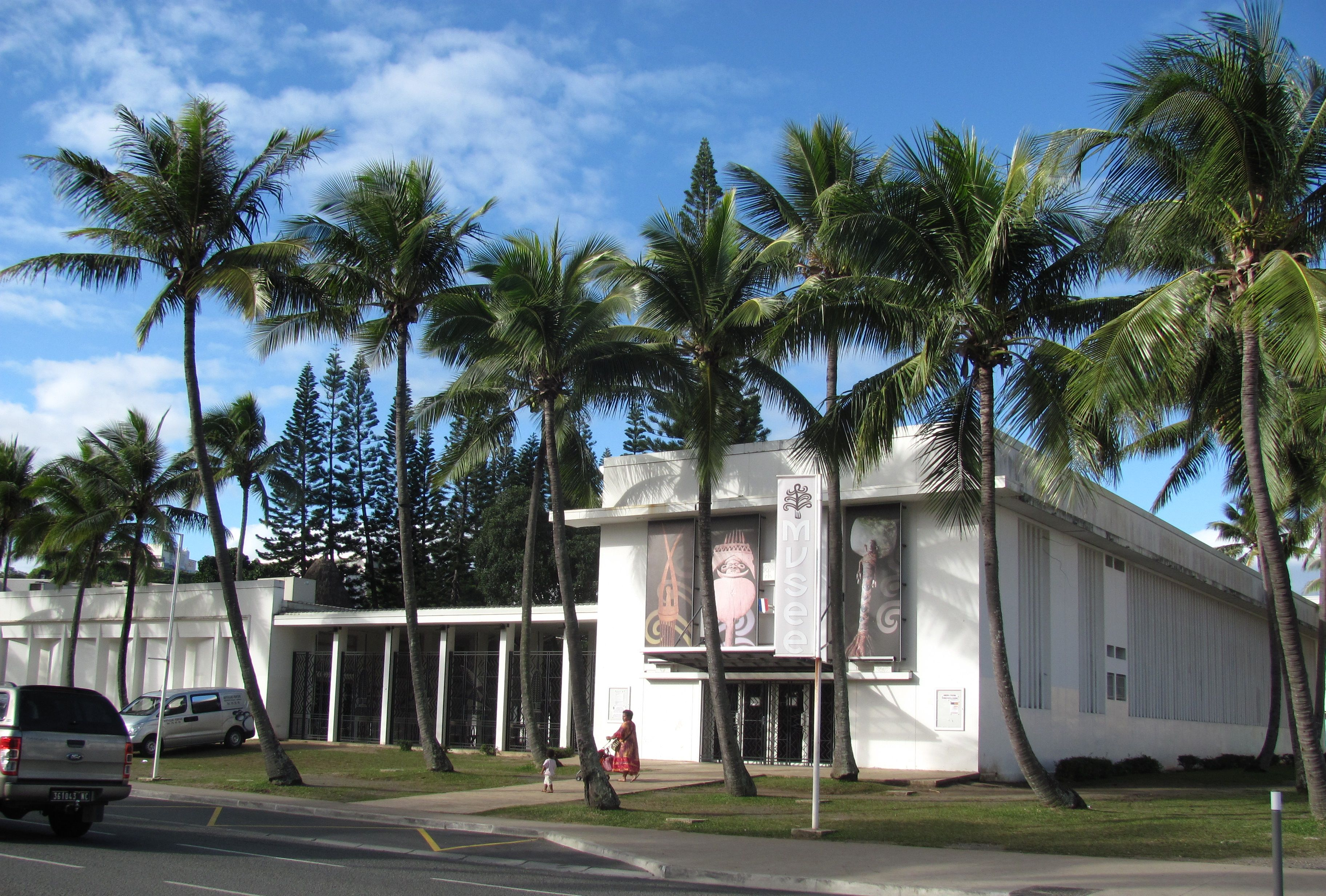
Le musée de Nouvelle-Calédonie à Nouméa.

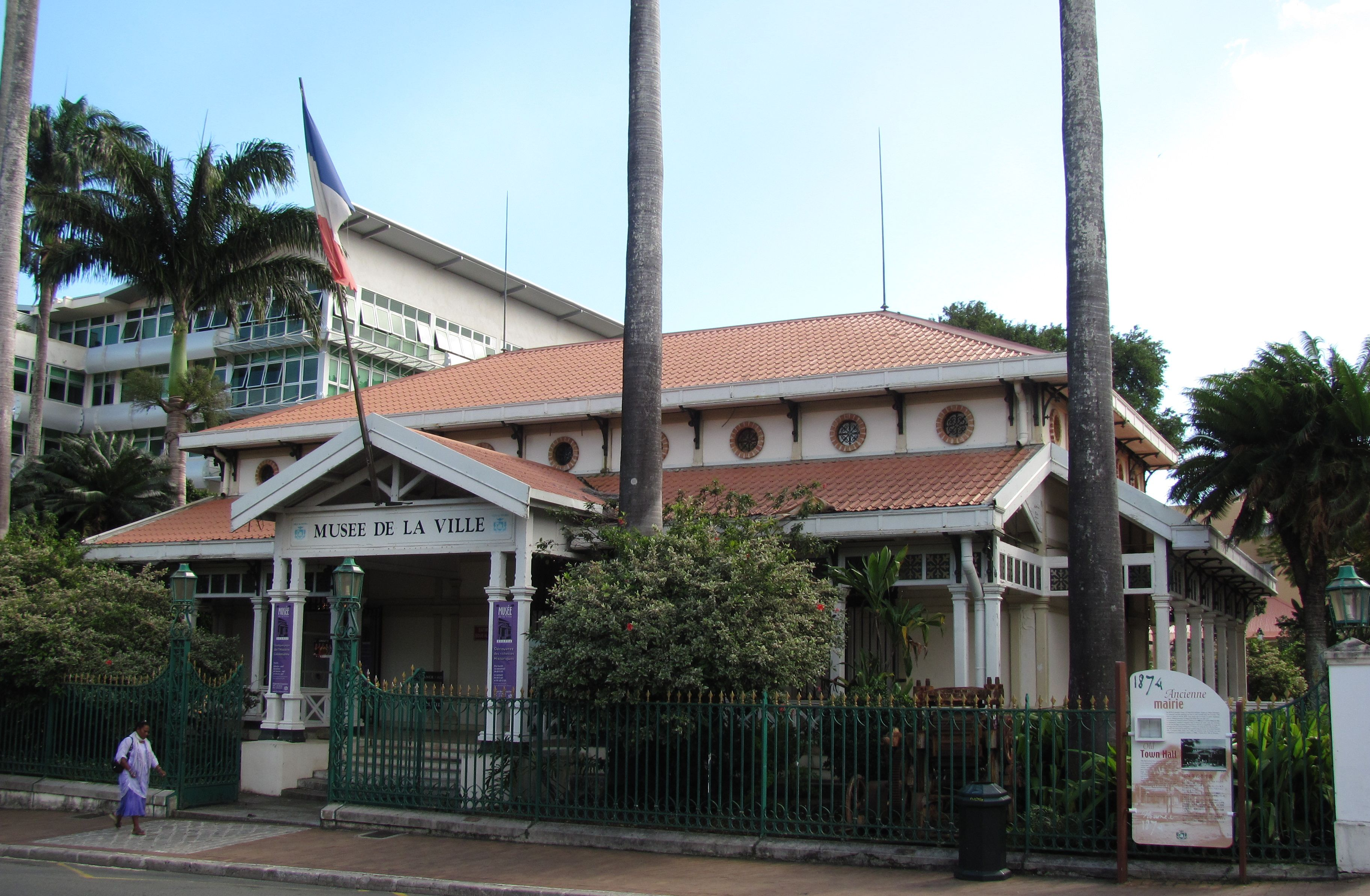
Le musée de la ville de Nouméa.

  - le musée de Nouvelle-Calédonie, créé en 1971 (comme musée territorial) à partir des collections jusqu'alors exposées à la bibliothèque Bernheim et de divers apports, il est consacré à l'archéologie et à l'ethnologie des populations océaniennes, essentiellement de la population kanake (sculptures anciennes, totems, masques funéraires, poteries, parures, bijoux, monnaies kanaks, sagaies, flèches faitières, reproduction de pirogues et d'une grande case installée dans sa cour intérieure) mais aussi avec des œuvres provenant d'autres sociétés insulaires du Pacifique, notamment de Papouasie-Nouvelle-Guinée, Wallis-et-Futuna, Vanuatu ou Fidji[236].
  - le musée de la Ville de Nouméa, fondé en 1996 et installé dans un bâtiment de style colonial récemment rénové, en bordure de la place des Cocotiers. Celui-ci avait, par le passé, servi tout d'abord de local à la Banque Marchand, première banque locale, de 1874 à 1880, puis, après la faillite retentissante de cet établissement financier, d'hôtel de ville de 1880 à 1975[233]. Il accueille plusieurs objets retraçant l'histoire du chef-lieu de la Nouvelle-Calédonie de sa création en 1854 à nos jours, issus de plusieurs collections privées (dont celle de la Société Le Nickel), mais aussi deux expositions permanentes : une au sous-sol sur la Nouvelle-Calédonie dans la Grande Guerre et la seconde à l'étage sur la Seconde Guerre mondiale.
  - le musée d'histoire maritime, inauguré le 4 octobre 1999 dans les locaux de l'ancienne gare maritime sur les quais du port, à l'entrée de Nouville, et créé à l'initiative de deux associations de passionnés d'archéologie sous-marine : « Fortune de mer » (au champ d'action limité aux eaux territoriales néo-calédoniennes) et « Salomon » (qui s'intéresse au mystère de la disparition du navigateur Jean-François de La Pérouse près de l'île de Vanikoro aux îles Salomon en 1788). Le musée expose ainsi de manière permanente, sur 600 m2, les découvertes des différentes campagnes de fouilles réalisées par ces deux associations, selon 6 thèmes : les premiers navigateurs (sur les techniques de navigation des premiers peuples océaniens), l'ère des grands découvreurs, aventuriers et commerçants (sur les santaliers et baleiniers du début du XIXe siècle), de Port-de-France à Nouméa, sur la route du nickel et au temps des Américains. À cela s'ajoutent des expositions temporaires, installées à l'étage du bâtiment[237],
  - le musée du Bagne, installé dans l'ancienne boulangerie en pierre du bagne sur la presqu'île de Nouville, qui passe pour être le plus ancien bâtiment construit par l'administration pénitentiaire sur ce site, a été créé par l'association « Témoignages d'un passé ». Il n'est pas ouvert en permanence, mais se visite à la demande et est le point de départ d'un tour guidé des différentes infrastructures du bagne de Nouville : la chapelle, les anciens ateliers qui abritent aujourd'hui le département de droit, économie et gestion de l'université de la Nouvelle-Calédonie, l'ancien magasin aux vivres devenu le théâtre de l'Île, l'ancien hôpital du marais et actuel CHS Albert-Bousquet, la ferme Nord et la laiterie[238].
- Deux théâtres, gérés par le Centre d'Art de la Ville de Nouméa :
  - le Théâtre de l'île, ouvert en 2000 dans un édifice massif en pierre taillée du bagne de Nouville construit en 1875 pour servir de cathédrale (fonction qu'il n'a jamais remplie) et qui a été successivement un magasin aux vivres de la pénitentiaire, lieu d'élevage de vers à soie à partir de 1930, salle de bal, centre de regroupement des prisonniers à partir de 1940 et salle de cinéma et de spectacle à partir de 1970. Entièrement réaménagé par la ville de Nouméa à partir de 1994 pour l'adapter aux normes acoustiques et d'organisation de l'espace (avec une salle de 354 places et l'aménagement de coulisses) d'un théâtre moderne. Dominant la mer, il est voisin du campus et des archives territoriales[239],
  - le théâtre de Poche est une salle de spectacle de petite taille et au caractère intimiste, et fait partie des locaux du Centre d'Art installés en 1996 dans les bâtiments de l'ancienne prison civile, à côté du palais de Justice. Le Centre d'Art, outre des locaux administratifs, accueille également des salles d'expositions et de répétitions mises à disposition des troupes de théâtre, chorales ou autre associations artistiques affiliées à cette institution[240],

- le Centre culturel Tjibaou, véritable vitrine tant au niveau local, régional qu'international de la culture kanake, installé dans un complexe monumental réalisé entre 1995 et 1998 près du site qui avait accueilli en 1975 le festival Mélanésia 2000 organisé par Jean-Marie Tjibaou, en bord de mer à l'est de Nouméa, à côté du quartier résidentiel et du golf de Tina. Il est l'œuvre de l'architecte italien Renzo Piano qui a pris le parti d'allier modernité et architecture vernaculaire dans un style devenu mondialement célèbre, notamment pour ses dix hauts bâtiments nervurés et effilés en bois et acier, figurant des cases traditionnelles stylisées. Géré par l'Agence de développement de la culture kanak, fondé par les Accords de Matignon, et inauguré dans le cadre de la signature de l'Accord de Nouméa les 4 et 5 mai 1998, il comprend une salle de spectacle couverte de 400 places en bois (salle Sissia), une scène en plein air, un sentier kanak qui fait l'office d'une visite commentée, des salles d'expositions, de cours d'initiation aux arts et techniques de fabrication d'ouvrages traditionnels, de récit de contes et légendes kanaks et une médiathèque.

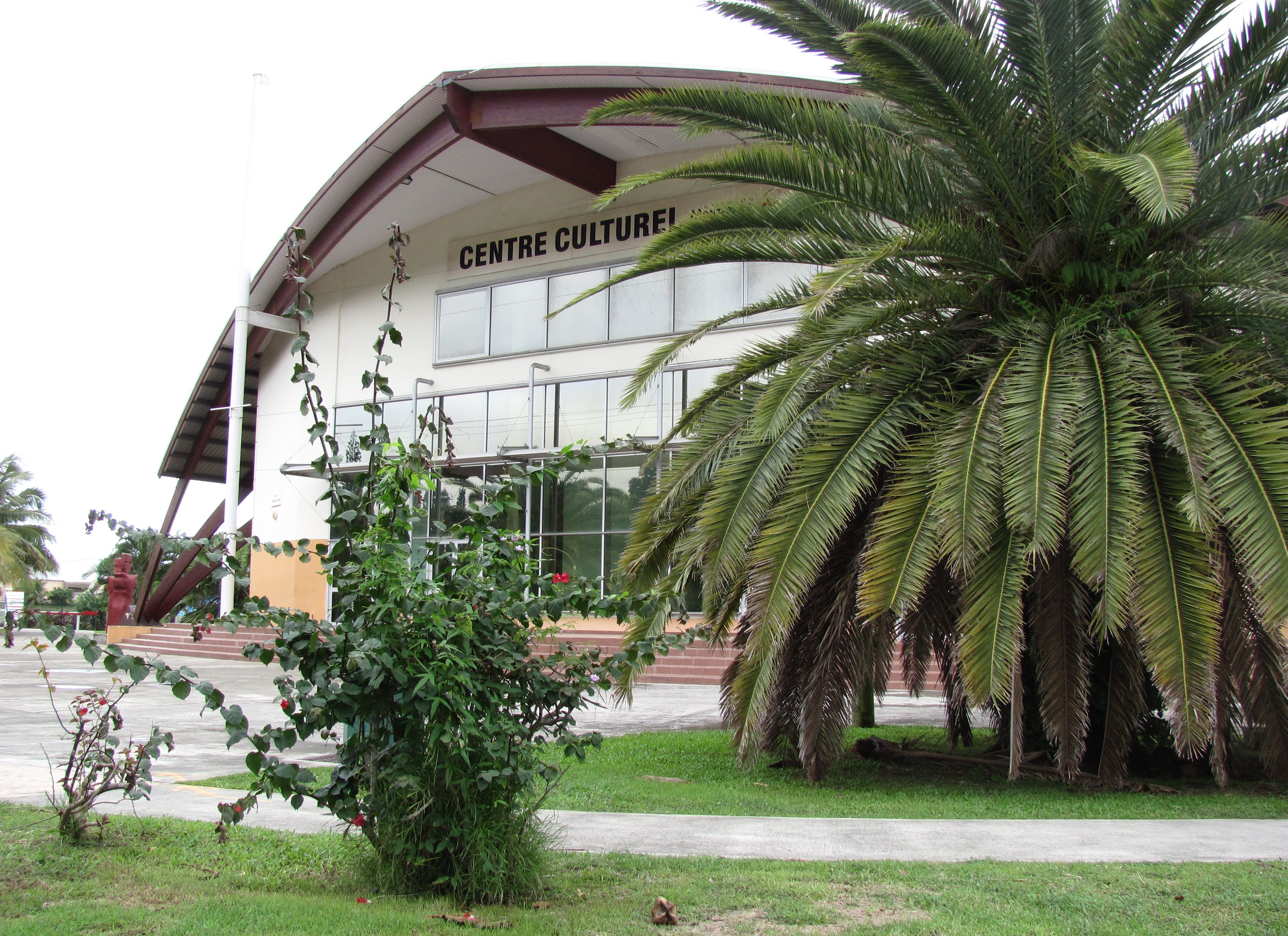
Le centre culturel municipal du Mont-Dore.

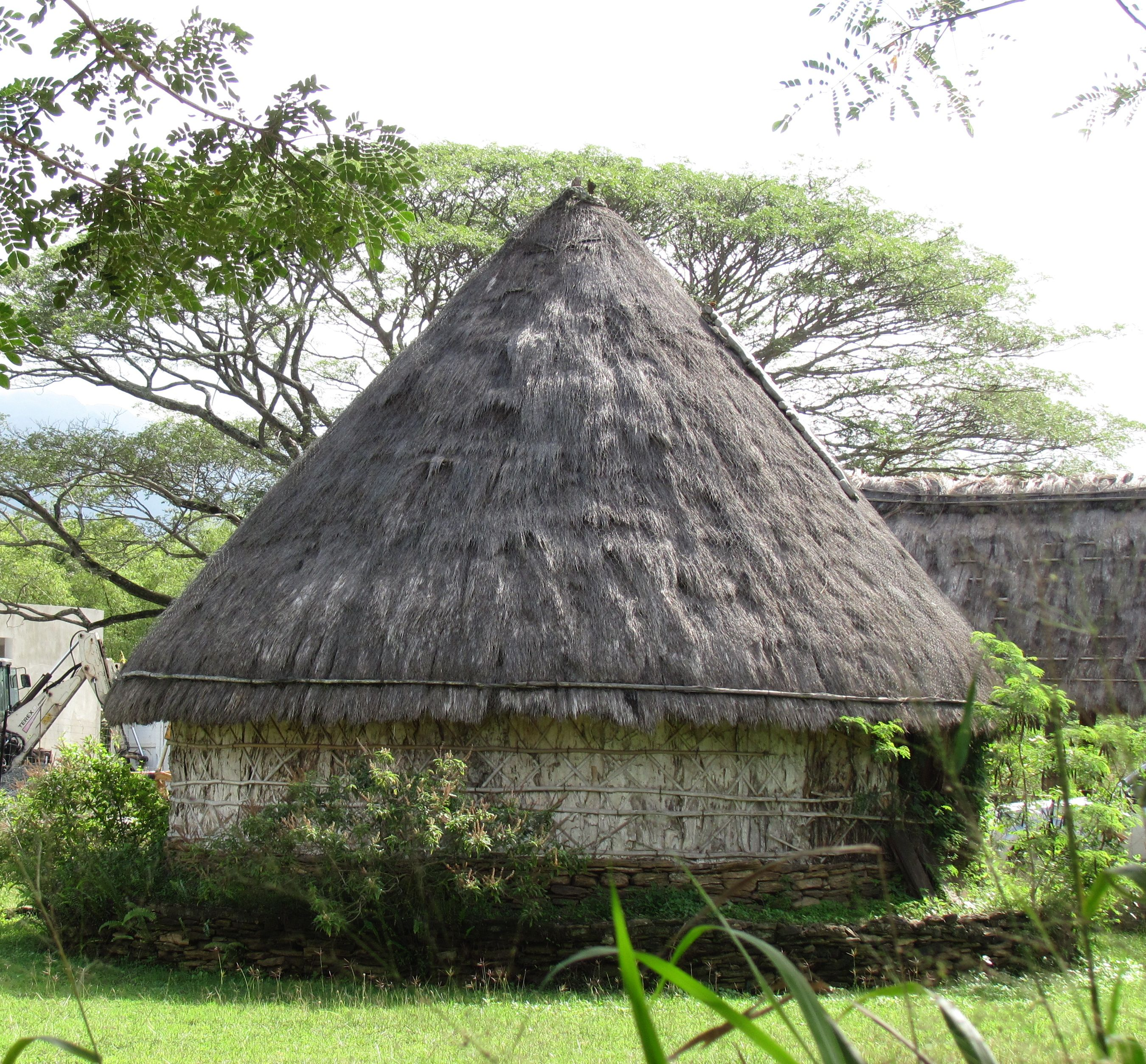
Cases du centre culturel provincial du Nord à Koné.

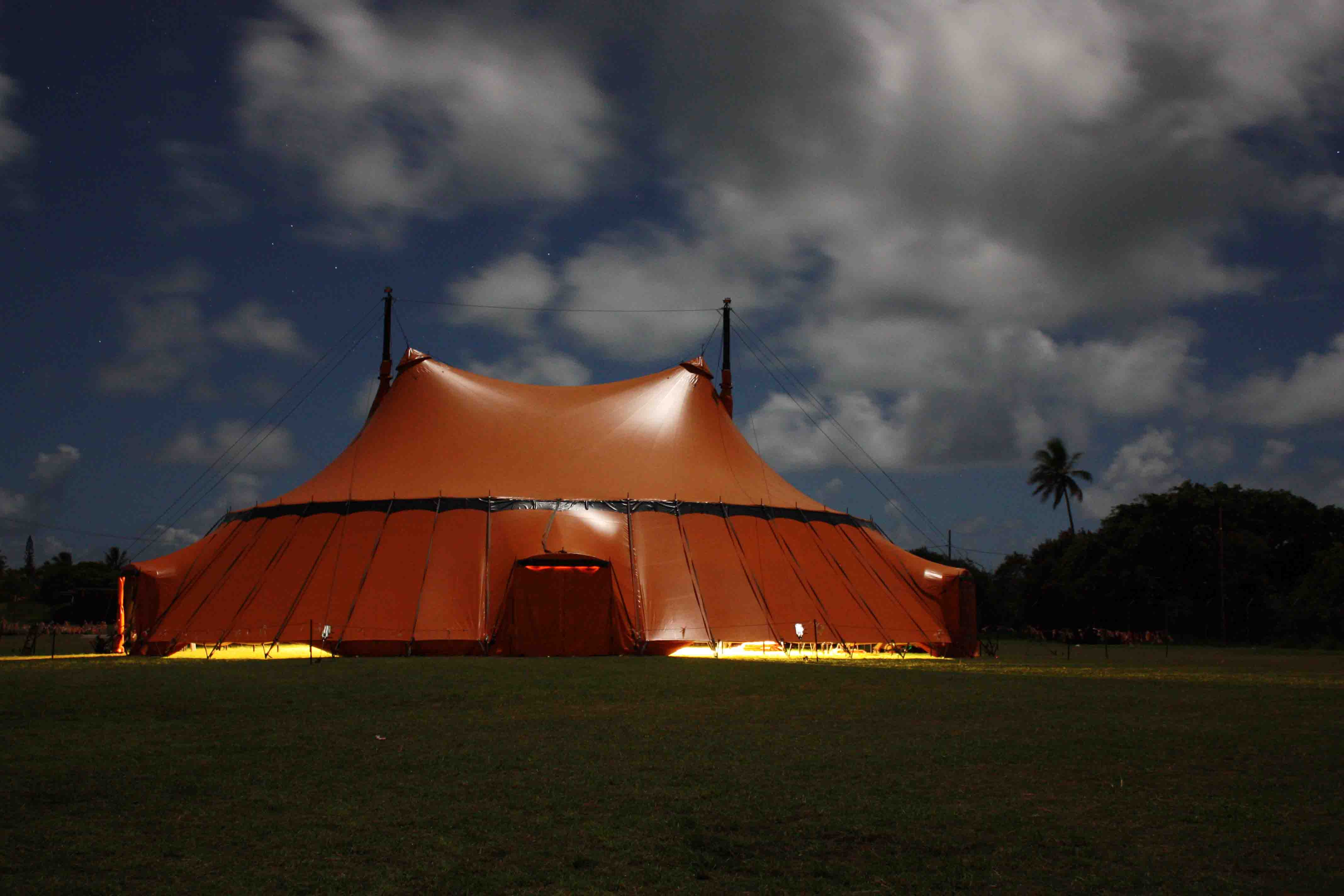
Le Chapitô à l'Île des Pins en 2011.

- l'Académie des langues kanak, prévue par l'Accord de Nouméa et créée officiellement le 17 janvier 2007, est chargée de la promotion des langues kanak et de leur enseignement. Elle est installée dans un immeuble entre le port et le centre-ville de Nouméa,
- le Conservatoire de musique de Nouvelle-Calédonie, ancienne École territoriale de musique (ETM), est installé dans l'ancien consulat britannique, grand bâtiment de style colonial datant du XIXe siècle situé dans le quartier de l'Artillerie Nord. L'École de musique de Nouméa, créée en 1974, s'y installe avant de se transformer en l'ETM puis en Conservatoire. Outre des leçons instrumentales et de solfège, le Conservatoire abrite également un auditorium servant à accueillir des concerts et récitals de musique orchestrale, classique ou non (notamment de jazz), ou de chants (choral, lyrique, etc.), réalisés par des artistes locaux ou internationaux[241]. Le conservatoire organise également des cours en dehors du chef-lieu du territoire, au Mont-Dore, à Dumbéa, Païta, Boulouparis, La Foa, Bourail, Koné, Koumac et Wé à Lifou[242],
- la Fédération des Œuvres Laïques (FOL) qui dispose, au sommet de la colline dite du Sémaphore qui domine le centre-ville, d'un bâtiment accueillant une salle de spectacle (où ont lieu essentiellement des représentations théâtrales, des manifestations comme l'élection de Miss Nouvelle-Calédonie, la plupart des spectacles de fin d'année des écoles nouméennes et des spectacles d'artistes ou d'humoristes locaux, métropolitains ou internationaux) de 550 places, et une salle d'exposition[243].
- le Café musiques municipal « Le Mouv' », « monolithe habillé d'une résille en bois et en métal, comme une double peau » installé dans le parc municipal de Rivière-Salée au nord de la ville et inauguré en août 2001. Il consiste en une salle de concert de 200 m2 et de 400 places et en une scène de 100 m2[244],
- 12 salles de cinéma au sein du multiplexe CinéCity, en bordure du port et du centre-ville, soit un bâtiment de 5 niveaux comprenant un espace de jeux d'arcade, de restauration et la billetterie au rez-de-chaussée, les salles dans les trois premiers étages et enfin les bureaux de la société Hickson qui gère ce cinéma au dernier étage. Toutes les autres salles (celles du Rex, du City, l'autre cinéma Hickson à Nouméa, du Plaza et du Liberty) ont toutes été démolies ou reconverties. Le choix des films reste généralement limité et retardé vis-à-vis des sorties internationales et françaises[245],[246].

Il existe toutefois également des infrastructures du même type disséminées dans le reste de la Nouvelle-Calédonie :
- les bibliothèques municipales de Boulouparis, Bourail, Dumbéa, Hienghène, Koné, Mont-Dore, Ouvéa, Poindimié, Pouébo, Pouembout, Thio et Voh, les médiathèques de La Foa et Païta et la bibliothèque provinciale Lôhna de Wé à Lifou,
- le Musée de Bourail, la Villa-Musée (reconstitution d'une maison traditionnelle de colon-éleveur) de Païta et le Musée de la Mine de Thio,
- les centres culturels municipaux de Dumbéa (servant surtout de salle de spectacle et des fêtes), Goa Ma Bouarate de Hienghène, du Mont-Dore (essentiellement salle de spectacle, pour des représentations théâtrales ou des concerts), les deux centres culturels provinciaux de Koné et Yeiwéné Yeiwéné situé dans la tribu de Hnainèdre à Maré, le carrefour culturel de Bourail, la maison de la culture de l'Île des Pins, le centre socio-culturel de La Foa et le dock socio-culturel de Païta,
- la salle de spectacle municipale du Colisée de Bourail,
- la salle de cinéma Jean-Pierre Jeunet à La Foa, lieu où se déroule annuellement le festival de La Foa, et celle de Bourail.
- Un projectionniste itinérant parcourt également les différentes tribus et villages de la « Brousse »[245].
- Enfin, le Chapitô[247] de Nouvelle-Calédonie est une structure itinérante de diffusion, de création et d’éducation des arts vivants, au sein d'un grand chapiteau.

### Musique et danse

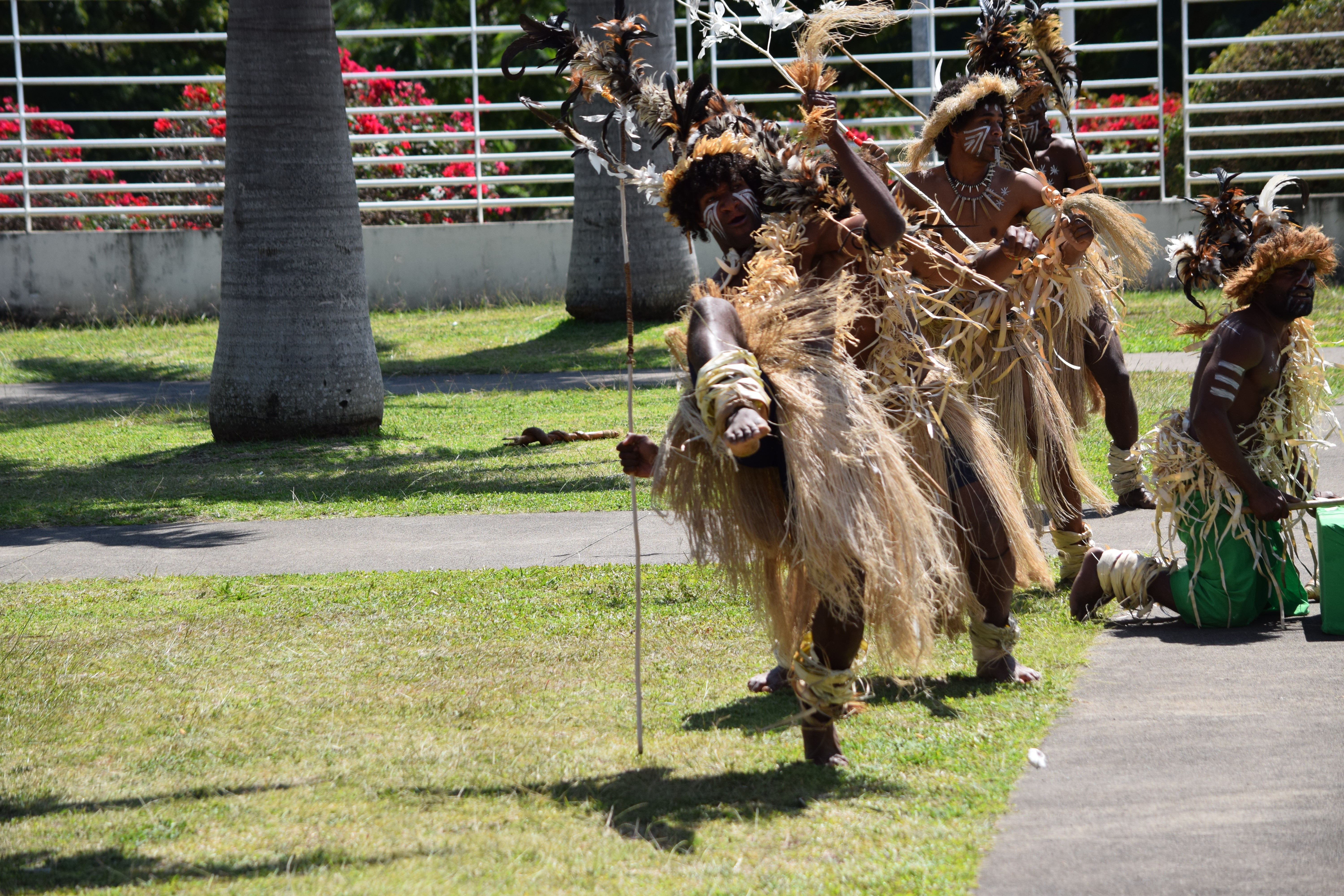
Bua (danse traditionnelle kanak) réalisé au festival waan-dance de septembre 2010, à l'université de la Nouvelle-Calédonie à Nouméa.

La Nouvelle-Calédonie connaît une certaine diversité musicale, témoin de sa diversité culturelle.
Le Kaneka est une forme musicale née au milieu des années 1980, lors des événements politiques qui ont secoué l'île.
Le Kaneka trouve son origine dans le battement binaire produit sur un tronc d'arbre central lors du « Pilou », rythme traditionnellement utilisé lors des cérémonies tribales kanakes. Le Kaneka se mêle parfois, et de plus en plus, à des rythmiques et des mélodies proches du reggae, qui est également un style musical très populaire en Nouvelle-Calédonie et notamment auprès des Kanaks. De nombreuses figures internationales du reggae ont donné des concerts en Nouvelle-Calédonie : Jimmy Cliff, Israël Vibration ou encore The Wailers.
La population européenne, et surtout les Caldoches de Brousse, ou « Broussards », ont développé aussi un style musical assez typique mêlant des expressions caldoches et une musicalité essentiellement empruntée à la musique country.
À cela s'ajoutent les musiques traditionnelles des autres communautés, et surtout l'ensemble des styles musicaux importés de Tahiti : tamure mais aussi la valse tahitienne (valse à deux temps)…
À côté de cela se développe de plus en plus des groupes de jazz, musique soul ou rock. Des festivals musicaux se sont multipliés depuis les années 1990 et 2000 : le festival Live en août créé en 1991 par la Grande Brasserie de Nouvelle-Calédonie (GBNC) initialement pour mieux faire connaître les musiciens de jazz du territoire sous le nom de Jazz en août avant de prendre sa dénomination actuelle en 1998, il réunit des groupes locaux et internationaux (essentiellement de la zone Pacifique toutefois, notamment australiens ou néo-zélandais) de jazz, rock, soul et folk (notamment irlandaise) dans les bars, bistros, tavernes et restaurants essentiellement à Nouméa mais de plus en plus sur l'ensemble du Territoire. Le festival Femmes funk, créé en 1997 essentiellement pour promouvoir les artistes féminines de la zone Pacifique (mais pas seulement), organise sur un site à la fois des concerts d'artistes internationaux (soul, jazz, reggae, bossa nova, rock, slam, kaneka, hip-hop…) accompagné d'ateliers enfants ou d'initiation à l'artisanat traditionnel, tout d'abord sur Nouméa (généralement quatre jours sur le site du Centre culturel Tjibaou) puis en brousse à la fin du mois de septembre et au début du mois d'octobre. Enfin, du 8 au 10 septembre 2017 ont eu lieu, sur le site du Centre culturel Tjibaou à Nouméa, les premières Francofolies de Nouvelle-Calédonie, marquant une nouvelle exportation de ce festival musical créé en 1985 à La Rochelle. Les têtes d'affiches de cette première édition ont été Youssoupha, Cali, Miossec, LEJ, Claudio Capéo, Black M, Boulevard des Airs et Hubert-Félix Thiéfaine, aux côtés d'artistes locaux comme Édou. 6 à 7 000 visiteurs ont alors été attendus.
Si la Nouvelle-Calédonie s'est dotée de nombreuses salles de spectacles ou de concert, dont celles du Conservatoire, du café-musique Le Mouv' de Rivière-Salée et celles plus importantes de la salle Sissia du Centre culturel Tjibaou ou de la Fédération des Œuvres laïques (F.O.L), auxquelles s'ajoutent des salles en brousse (le centre culturel du Mont-Dore, le colisée de Bourail…). Mais elles restent de capacité réduite, et aucun espace adéquat pour accueillir des concerts plus importants n'a été jusqu'ici clairement délimité (ces dernières années, la plupart d'entre eux s'organisaient sur la presqu'île de Nouville à Nouméa, sur la plaine du Kuendu Beach). La construction d'une grande salle de concert est néanmoins en projet.

### Littérature
La Nouvelle-Calédonie a produit plusieurs écrivains dont le plus célèbre localement reste Jean Mariotti. Ses principales œuvres sont surtout :
- Les Contes de Poindi, recueil de contes inspirés de légendes kanakes, publié en 1939 puis revu et corrigé en 1941 et traduit en anglais, en allemand et en slovaque notamment ;
- Takata d'Aïmos[252], roman fantastique lui aussi inspiré d'une légende traditionnelle kanake[253] ;
- Remords[254], roman psychologique sur les bagnards[255] ;
- À bord de l'incertaine, récit de fiction se situant dans un pays imaginaire mais inspiré de son enfance dans le petit village calédonien de Farino[256] ;
- Le Dernier voyage du Thétis, éd. Stock, Paris, 1947, recueil comprenant sept nouvelles : Le Dernier Voyage du Thétis, Paysage, Le Porto du Drafn, Toi y'en a monnaie ?, Simple histoire, L'épopée accidentelle, Nuit calédonienne[257] ;
- également plusieurs ouvrages sur l'histoire, la géographie ou l'économie de la Nouvelle-Calédonie.

La Nouvelle-Calédonie a également vu naître ou a accueilli plusieurs auteurs renommés, en inspirant fortement tout ou partie de leur œuvre. C'est le cas notamment de Francis Carco, qui a passé ses dix premières années sur le Territoire, ou encore A. D. G., auteur de roman noir resté célèbre pour ses idées d'extrême droite véhiculées dans ses livres et pour avoir été témoin de la période de la montée de l'indépendantisme puis des évènements des années 1980.
Pour ce qui est de la littérature kanake, les auteurs les plus représentatifs restent Déwé Gorodey, actuellement membre du Gouvernement local chargé de la Culture, ou encore l'écrivain, poète et dramaturge Pierre Gope. Une de ses pièces, Les Champs de la Terre, fable poétique inspiré du folklore calédonien et surtout kanak, a ainsi été représentée au Festival d'Avignon en 2006 et a fait ensuite l'objet d'une tournée en Europe.
De plus, l'un des auteurs calédoniens les plus prolifiques aujourd'hui est Nicolas Kurtovitch, président fondateur depuis 1996 de l'Association des écrivains de Nouvelle-Calédonie, et dont le recueil de poésie Le Piéton du dharma a reçu le prix du salon du livre insulaire d'Ouessant, catégorie poésie. On lui doit surtout des recueils de poésie, mais aussi un roman : Good night friends,, ainsi que plusieurs pièces de théâtre dont une en collaboration avec Pierre Gope : Les Dieux sont borgnes. Frédéric Ohlen est un autre poète réputé, auteur de quatre recueils qui allient profondeur du message et acuité de la forme. Le plus récent, La Lumière du Monde, a reçu le prix du gouvernement au Salon international du livre océanien (SILO 2005).
En 1996 a été créé le prix Livre Mon Ami, décerné par des enfants âgés de 9 à 13 ans vivant en Nouvelle-Calédonie à un ouvrage de littérature d'enfance et de jeunesse de parution récente et de langue française. L'auteur qui remporte le prix est ensuite invité à se rendre en Nouvelle-Calédonie pour rencontrer ses jeunes lecteurs.
La Brousse en folie de Bernard Berger permet de découvrir les singularités de la société néo-calédonienne à travers une expression humoristique accessible à tous. Cette série de bande dessinée, née en 1984, est chaque année parmi les plus gros succès d'édition de l'île.

### Architecture

#### Case kanak

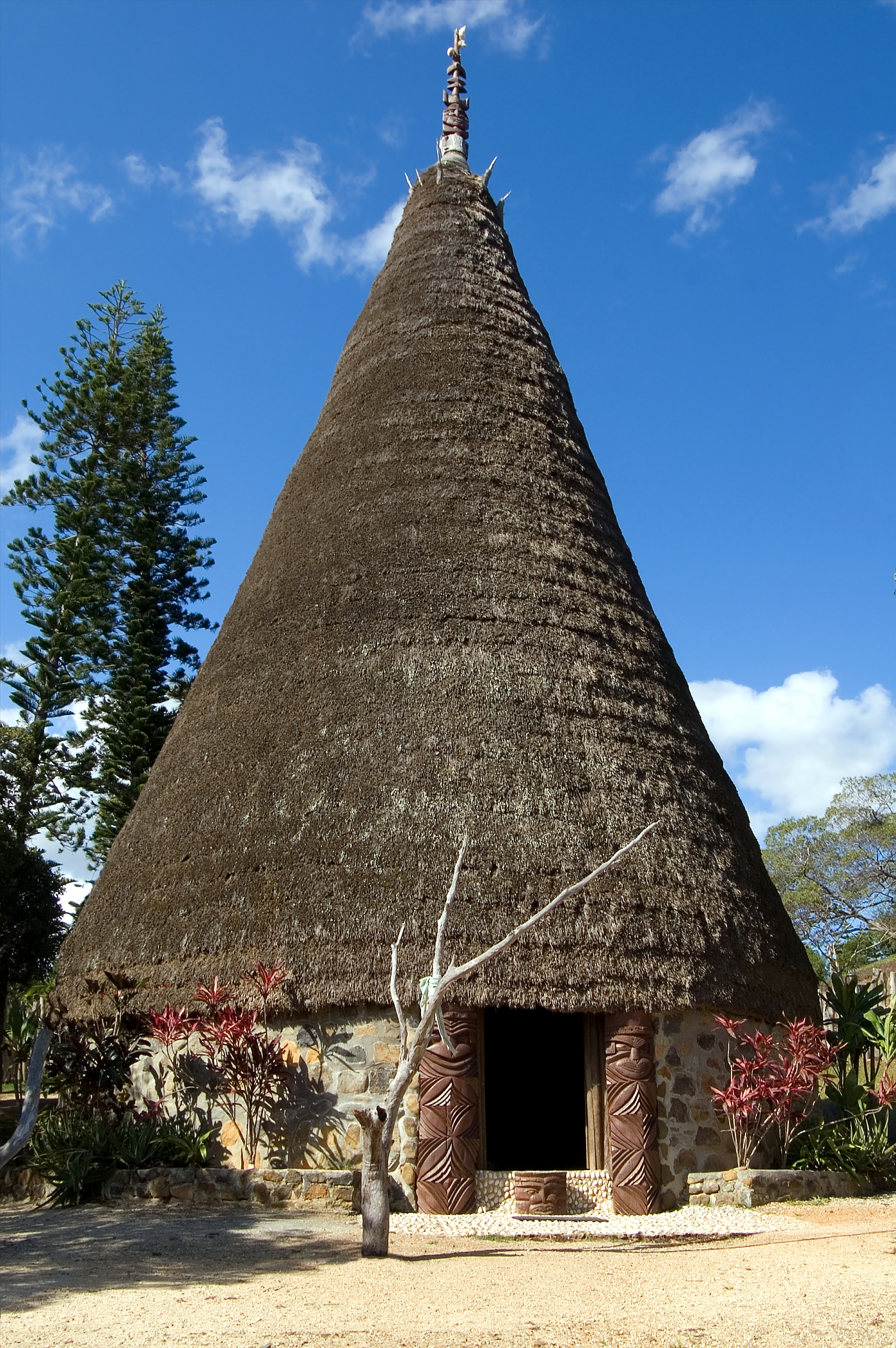
Case traditionnelle kanak située au Centre culturel Tjibaou à Nouméa.

Un des chambranles qui entourent la porte XIXe (Muséum de Toulouse).

L'architecture traditionnelle kanak comprend uniquement la case, véritable symbole de l'organisation de la société. Il en existe de plusieurs types : à la fois lieux des cérémonies ou palabres (grande case du clan ou des districts des Îles Loyauté, les plus représentatives et les plus chargées de symbolisme), d'habitat (avec des cases ordinaires pour les femmes) ou de stockage (greniers à igname). Ronde (forme qui représente un espace collectif de vie, propice aux palabres, aux échanges et au maintien d'un esprit communautaire) avec un toit conique offrant souvent une forte pente (pour permettre l'écoulement des eaux de pluie, tandis que la forme aérodynamique générale de l'édifice permet une forte résistance aux vents violents quelle que soit leur direction), elle est souvent construite, notamment sur la Grande Terre où les inondations sont courantes, sur un tertre surélevé par rapport au terrain naturel pour échapper aux dégâts des eaux. Sa construction n'utilise que des matériaux végétaux : murs et « pré-couverture » du toit (kötu en Xârâcùù) en peau de niaouli (élément particulièrement étanche) généralement (et dans certaines régions avec du pandanus ou du cocotier), couverture du toit en paille (bon isolant qui permet de maintenir une température ambiante constante et douce tout au long de l'année, même en période de fortes chaleurs), attaches de la structure avec des lianes (rendent l'édifice flexible et donc résistant aux intempéries) et éléments importants (flèche faîtière, poteau central, poteaux de tour de case, chambranle, linteau de la porte) en bois de houp (arbre endémique de la Nouvelle-Calédonie, séculaire, représentant l'origine des clans et dont le bois est sacré). Chacune des pièces sculptées a une symbolique particulière,, :
- la flèche faîtière, qui domine la case, représente le « frère aîné », à savoir le chef de clan, ou, aux Îles Loyauté, le grand chef du district, et se compose d'un visage central, d'un tronc pied qui la rattache au sommet de la case et d'une partie supérieure qui représente la spécificité du clan (percée d'une toutoute souvent pour les clans dits « de la mer », surmontée sinon d'un animal totémique ou d'une coiffe particulière). Elle est enlevée lorsque le « frère aîné »/grand-chef meurt et remplacée par celle de son successeur. Elle est devenue aujourd'hui l'un des principaux emblèmes de l'identité kanak (surtout sous sa forme percée d'une toutoute) et est présente aussi bien sur le drapeau indépendantiste kanak, les pavillons des Provinces des Îles Loyauté et Nord, le logo du gouvernement local et, plus largement, le blason de la Nouvelle-Calédonie ;
- le poteau central, qui supporte la structure, c'est contre lui que s'adosse le « frère aîné »/grand-chef et autour s'assoient ses « cadets » (chefs des clans qui composent le district aux Îles Loyauté ou des lignées mineures d'un clan). Il est souvent sculpté, avec des images retraçant l'histoire orale du clan ou le symbolisant. Selon les endroits, il représente le « frère aîné » ou bien le sorcier - ministre chargé du maintien des rites qui assurent le pérennité du clan. Entre lui et l'entrée est aménagé, à même le sol, un foyer qui a une double fonction : réchauffer l'intérieur durant les moments les plus frais de l'année, et préserver l'ossature et le bois contre le pourrissement et les termites par la fumée ;
- les poteaux de tour de case représentent les clans/lignées « cadettes » dépendant de celui du grand-chef/« frère aîné » : ils rappellent ainsi qu'ils sont le support de l'unité du district/clan, et que sans eux celui-ci s'effondre. Ils comprennent généralement un visage central ;
- les chambranles qui entourent la porte, ils symbolisent les esprits protecteurs du district/clan dont le visage est représenté ;
- le linteau de la porte est placé bas, à environ 1,50 m du sol, obligeant les visiteurs à s'incliner en signe de respect lorsqu'ils pénètrent dans la case.

Les dix haut bâtiments du Centre culturel Tjibaou de Renzo Piano reprennent d'une matière stylisée la forme des cases traditionnelles kanak.

#### Maisons coloniales

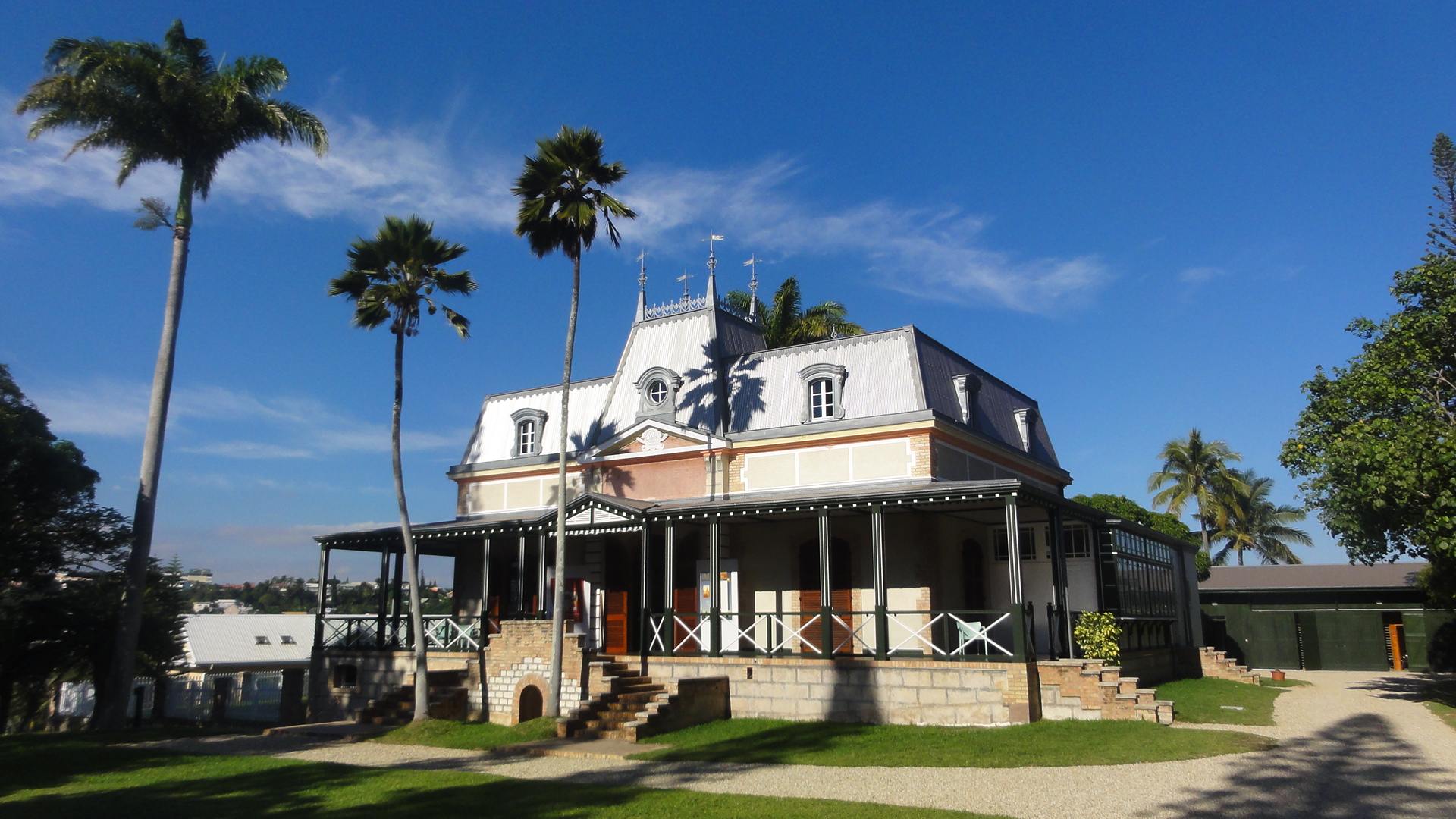
Un exemple de maison coloniale : le Château Hagen dans le quartier de la Vallée des Colons à Nouméa.

La colonisation de peuplement à partir du milieu du XIXe siècle a permis le développement d'un style architectural résidentiel particulier dit des « maisons coloniales » qui se retrouve, avec certaines variantes, dans d'autres anciennes colonies françaises (Réunion, Antilles, Polynésie française, Indochine) ou anglo-saxonnes (dans les États du Sud des États-Unis ou l'Inde). Bien que de factures variables, elle offre généralement un certain charme et un élément identitaire important pour les populations locales, notamment d'origine européenne ou Caldoches, qui poussent pour leur préservation. Toutefois, les intempéries (notamment les cyclones), l'usure (rouille des toits, pourrissement et attaque de termites sur les éléments en bois) ou divers projets immobiliers ont entraîné la disparition de la plupart de ces maisons. Présentes dans la plupart des communes ayant connu une certaine implantation européenne, surtout sur la côte ouest, les plus célèbres et représentatives restent l'ancienne Banque Marchand ou Ancienne Mairie (première banque locale de 1874 à sa faillite retentissante pour la colonie en 1880, avant de servir d'hôtel de Ville de 1880 à 1975 et reconverti en 1996 en Musée de la Ville), la Maison Cellières du Faubourg Blanchot (délabrée depuis le décès de sa dernière propriétaire en 1995 et « squattée » par plusieurs familles pendant des années, elle a été rachetée par un promoteur qui a eu la charge, en échange de la construction d'un immeuble sur une partie du terrain, de la reconstruire à l'identique de l'originale), le « château Hagen » ou encore le bâtiment historique de la clinique Magnin à la Vallée des Colons pour Nouméa, le « Château Grimigni » à Pouembout. Elles comprennent généralement :
- une assise et ossature centrale (murs, fondations) en dur (pierres, chaux, voire béton cyclopéen), mais quelquefois en bois, et une toiture en tôle. Les murs sont particulièrement épais (60 à 100 cm), donnant aux édifices un aspect massif et permettant de réguler la température intérieure. La forme générale est rectangulaire. Le tout est souvent surélevé, pour éviter les inondations, profiter d'un vide sanitaire pour lutter contre la chaleur ou tout simplement, pour celles de Nouméa, parce qu'elles sont souvent construites sur des zones marécageuses ;
- un corps principal, salles de détente, salon d'été, salle à manger, chambres, et agrémentée sur l'avant, ou tout autour de la bâtisse, d'une véranda protégée d'une contre-pente avec frise de tôle découpée en pointe. Les murs sont percés d'assez larges fenêtres ou baies, avec croisillons, persiennes ou verrières multicolores. Il y a souvent un étage avec des chambres ou plus généralement un grenier (remise à meuble ou, en milieu rural, entrepôt de produits de la ferme), parfois lui aussi doté d'une véranda ornée de garde-corps de paliers ouvragés. Le toit en tôle à quatre pans en pignon (quelquefois avec un faux-pigeonnier) et surmonté de faux-pinacles ou faux-paratonnerres. Les maisons les plus travaillées disposent de marquises au-dessus des portes ou des fenêtres. Le sol est en plancher ;
- une ou plusieurs annexes servant de caves (cellier, réserve à denrées, mûrisserie), d'ateliers ou d'abris pour les outils ou les matériaux, de cuisine qui sont ainsi généralement séparées du bâtiment principal, de sanitaires, de buanderie, de logements pour les employés de maison ou ouvriers agricoles.